# Église Saint-Étienne de Fosses
Pour les articles homonymes, voir Église Saint-Étienne et Saint-Étienne (homonymie).
L'église Saint-Étienne est une église catholique paroissiale située à Fosses, en France. Elle a été édifiée pendant deux campagnes de construction, dont la première entre 1170 et 1200 porte sur le chœur, le croisillon nord, l'absidiole nord, la nef et les deux bas-côtés. Ces derniers ont cependant été reconstruits au XVIe siècle. Le croisillon sud et la chapelle de la chapelle de la Vierge ont été ajoutées pendant la seconde campagne vers 1230 / 1240 environ, et présentent ainsi des différences par rapport à leurs homologues au nord. L'ensemble est de style gothique primitif, comme l'indiquent le remarquable clocher et la sculpture des chapiteaux, qui sont de belle facture et représentent de façon assez naturaliste quelques éléments de la flore locale. L'on ne peut en même temps pas nier l'influence persistante de l'architecture romane, qui se traduit par la forme en plein cintre des fenêtres issues de la première campagne, et par le plan en hémicycle du chœur, que l'église de Fosses partage avec quelques autres églises gothiques de la même époque. L'absidiole nord est d'une conception archaïque, et son architecture est moins évoluée que celle de son homologue de l'église de Luzarches, pourtant de cinquante ans plus ancienne. La nef appartient à un type protogothique se caractérisant par des fenêtres hautes alignées au-dessus des piliers des grandes arcades, conçue pour ne pas être voûtée. Un changement de parti est toutefois intervenu lors de la construction du mur du sud, dont les fenêtres sont désormais situées au-dessus des arcades, qui sont donc de plus faible hauteur ; des contreforts latéraux indiquent que l'option d'un voûtement d'ogives a été retenue. Celui-ci ne s'est jamais réalisé, et l'église est effectivement bâtie à l'économique, avec emploi très limité de la pierre de taille et une restriction de l'ornementation au strict nécessaire. La sobriété architecturale avait été compensée par des peintures murales, dont ne subsistent plus que des vestiges, assez éloquents pour permettre une reconstitution. Peu avant le milieu du XIIIe siècle, la nef a été dotée d'un nouveau portail occidental, dont l'agencement fait preuve d'une ambition que l'on ne constate pas ailleurs dans l'église. Classée monument historique par arrêté du 18 mars 1913, elle est la seule église villageoise de style essentiellement gothique primitif dans tout l'est du Val-d'Oise, et à ce titre précieux témoin de l'histoire. Aujourd'hui bien restaurée, elle a toutefois été évincée du calendrier des messes de la paroisse, et l'église Saint-Étienne ne joue presque plus aucun rôle dans la vie religieuse locale.

## Localisation

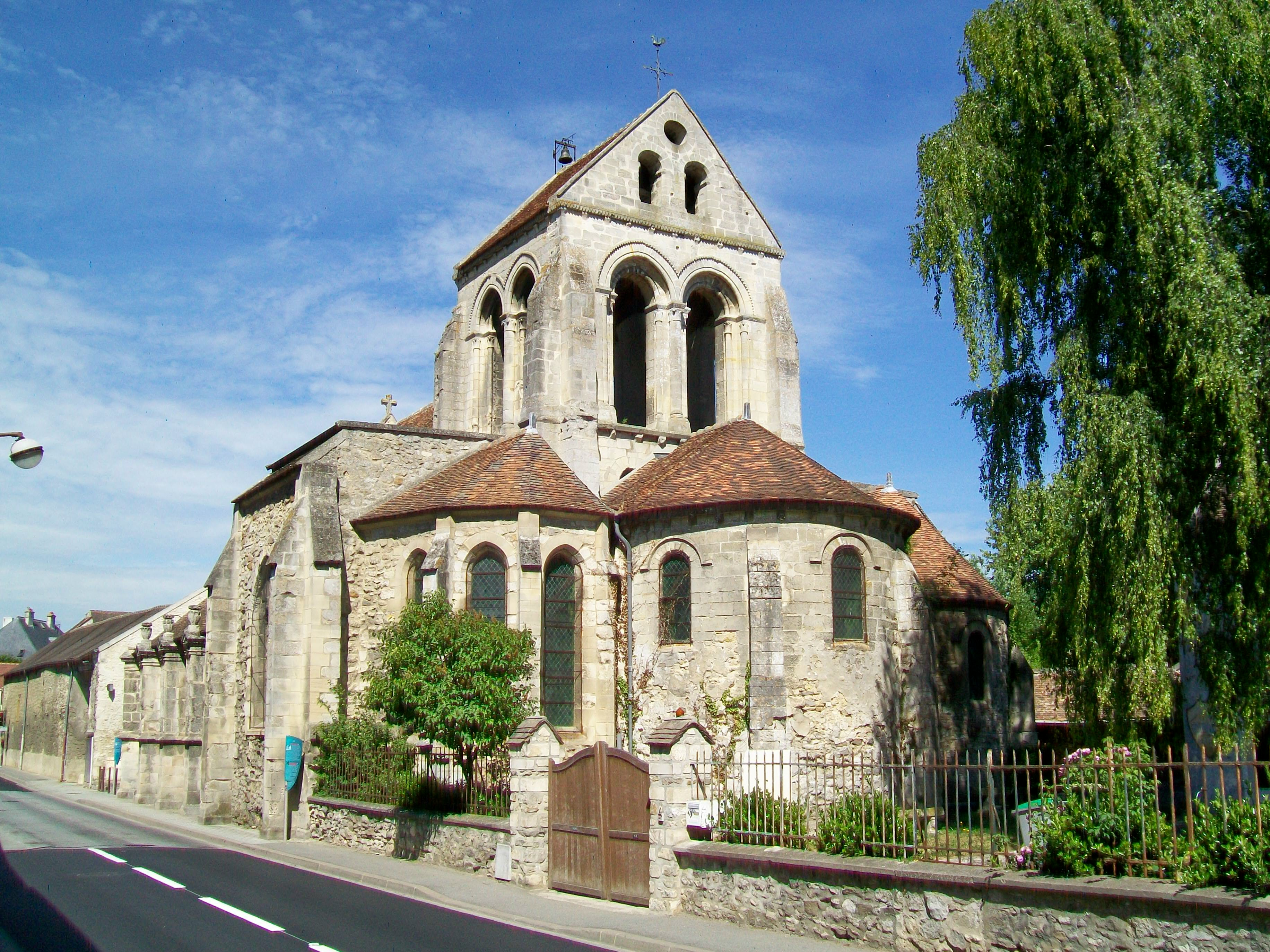
Vue depuis l'est.

L'église est située dans le département français du Val-d'Oise, dans la vallée de l'Ysieux, sur la commune de Fosses, Grande-Rue (RD 922), dans le village ancien. Ce quartier a conservé un caractère semi-rural et forme toujours une entité distincte de la ville qui a commencé à se développer plus près de la gare dans l'entre-deux-guerres, et qui a fait l'objet d'un programme d'urbanisation pendant les années 1970. L'église est alignée sur la rue avec son élévation méridionale, et la façade occidentale donne sur un petit parvis. Le chevet est entouré du jardin de l'ancien presbytère, mais bien visible depuis la rue. L'on ne peut donc pas faire le tour de l'édifice. L'élévation septentrionale est toutefois visible depuis un terrain municipal.

## Historique

### L'histoire de la paroisse
Le saint patron de la paroisse est saint Étienne, pape et martyr, et non saint Étienne, martyr lapidé aux tout débuts du christianisme et considéré comme l'un des premiers saints hormis ceux qui figurent dans le Nouveau Testament. Le pape Étienne Ier a succédé à Lucius Ier le 12 mai 254, et il a été décapité le 2 août 257 dans le contexte d'un conflit avec les églises d'Orient et d'Afrique. Étienne II, pape de 752 à 757, s'est rendu en France en 751, quand il ne fut pas encore pape, pour implorer le secours du nouveau roi Pépin le Bref contre Aistolf, roi des Lombards. Il logea longtemps à l'abbaye Saint-Denis auprès de l'abbé Fulrad, proche de la cour royale. Avec Étienne II, Fulrad a été envoyé en Toscane où il fit la connaissance de Paul, qui devint pape en 757. Ainsi Fulrad rend visite au pape Paul à Rome une fois qu'il est installé sur la chaire pontificale, et au moment de la visite, Paul venait de faire lever le corps de saint Étienne Ier, qui porta le même nom que son prédécesseur Étienne II. L'abbé Lebeuf suppose que ce fut dans ces circonstances que Fulrad obtint quelques reliques de saint Étienne, et l'on a la certitude que Paul lui donna des reliques d'un saint Alexandre, d'un saint Hippolyte (l'on ignore lesquels des saints portant le même nom), de saint Vit et de plusieurs autres saints. Fulrad avait pour sa part offert des reliques de saint Denis. Il ramena les reliques en France et offrit des portions de celles de saint Étienne et de saint Vit à son frère, dont l'on ignore le nom, mais dont l'on sait qu'il fut seigneur de Montmélian. Il y fit bâtir une église qui est à l'origine de la localité de Saint-Witz. Pour établir le lien avec Fosses, il faut savoir que l'abbaye d'Hérivaux obtint les dîmes de Montmélian aussitôt après sa fondation, et même si cette toute jeune abbaye ne possédait pas encore l'église de Fosses, elle y avait déjà beaucoup de biens. C'est donc l'abbaye d'Hérivaux qui aurait offert les reliques à l'église de Fosses, sans doute à l'occasion de sa dédicace. Si les choses ne sont pas passées ainsi, l'abbaye Saint-Denis a aussi pu donner les reliques directement, car elle possédait un fief à Fosses jusqu'au début du XIIe siècle.

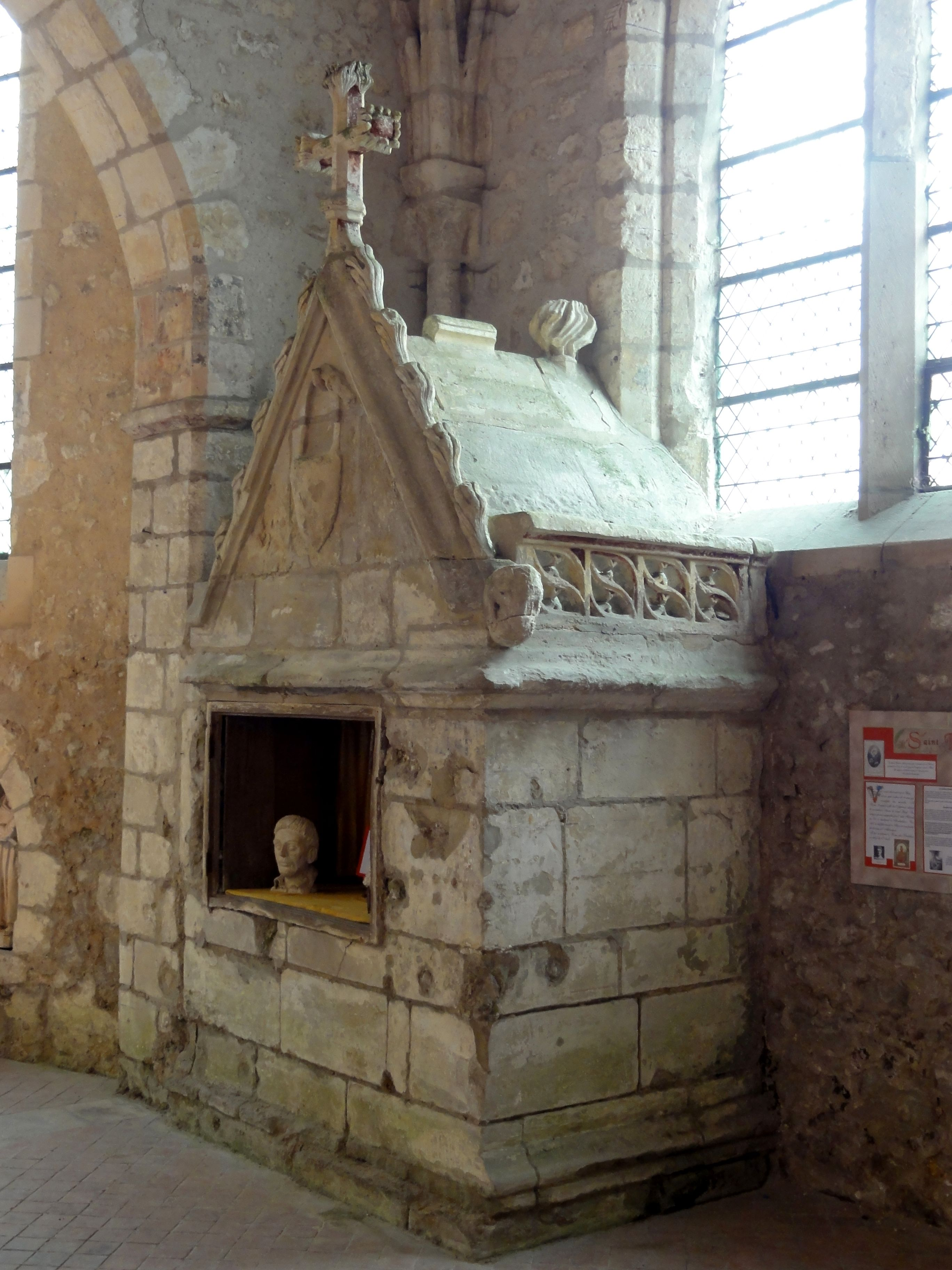
Reliquaire d'autour de 1500.

L'abbé Lebeuf a encore pu contempler le contenu du grand reliquaire en pierre, qui a été bâti dans l'église autour de 1500. Il note un bras de cuivre contenant un petit ossement de saint Étienne pape ; le chef de saint Vit apporté sûrement de Montmélian ; un autre chef-reliquaire de bois doré censé contenir des restes de saint Modeste, et une boîte dont on dit qu'elle contient des reliques de saint Crescence. Du coïncidence de ces noms, l'on a conclu que le saint Vit en question serait bien le Vit de Lucanie que l'on fête avec saint Modeste et saint Crescence, mais l'abbé Lebeuf n'est pas très convaincu qu'il s'agisse vraiment de ces saints relativement bien connus, mais pense plutôt à d'autres saints du même nom. Quoi qu'il en soit, le 2 août, fête de saint Étienne pape, et le 15 juin, fête de saint Vit de Lucanie, étaient traditionnellement chômés à Fosses. L'église à quant à elle toujours été placée sous la seule invocation de saint Étienne. À la fin du XIIe siècle, la paroisse de Marly-la-Ville a vraisemblablement été démembrée de celle de Fosses, quand Maurice de Sully, évêque de Paris, donna l'église ou plutôt la chapelle de Marly à l'abbaye d'Hérivaux. Au début du XIIIe siècle, la cure de Fosses était toujours à la pleine collation de l'évêque de Paris. En 1260, l'abbé d'Hérivaux demanda à Renaud III Mignon de Corbeil qu'il veuille bien lui transmettre le bénéfice de la cure de Fosses, en argumentant avec la pauvreté de son abbaye. L'évêque s'assura du consentement du curé, nommé Gilbert, et donna une suite favorable à la demande sous condition de certains versements annuels. L'abbé Hervé promit pour sa part de faire desservir l'église par deux chanoines réguliers de saint Augustin. À partir de la réforme des abbayes augustines, ce furent des Génovéfains. Sous tout l'Ancien Régime, l'abbé d'Hérivaux nommait à la cure de Fosses, mais il paraît qu'il n'y eut ultérieurement plus qu'un seul chanoine exerçant l'office de curé.
Fosses était l'un des très nombreux prieurés-cure, comme du reste Marly ; l'appartenance à une abbaye conférait au presbytère le statut de prieuré, mais n'y résidaient qu'un ou deux religieux responsables du service paroissial. Il faut faire la différence avec les églises priorales, abritant des communautés religieuses plus importantes, où les paroissiens devaient se contenter de célébrer leurs messes dans l'un des bas-côtés. Le prieuré est dissout à la Révolution française, en même temps que l'abbaye d'Hérivaux, dont il abritait l'un des tout derniers moines, la vie monastique étant en déclin au XVIIIe siècle. Les reliques de saint Étienne deviennent malheureusement victime du vandalisme révolutionnaire. — Avec la création du département de Seine-et-Oise, la paroisse est rattachée au nouveau diocèse de Versailles qui correspond exactement au territoire du département. Dans le contexte de la refonte des départements d'Île-de-France, le nouveau diocèse de Pontoise est érigé en 1966, et Fosses en fait partie à l'instar de toutes les autres paroisses du département. Le diocèse de Paris se limite désormais à la seule ville de Paris. La paroisse de Fosses a conservé son indépendance, mais son siège est dans la chapelle Sainte-Thérèse sur le plateau. L'actuelle paroisse de Fosses inclut l'ancienne paroisse de Survilliers, qui avait auparavant absorbé celles de Vémars et Saint-Witz. Ce territoire représente l'extrémité nord-est du diocèse de Pontoise.

### Les campagnes de construction de l'église

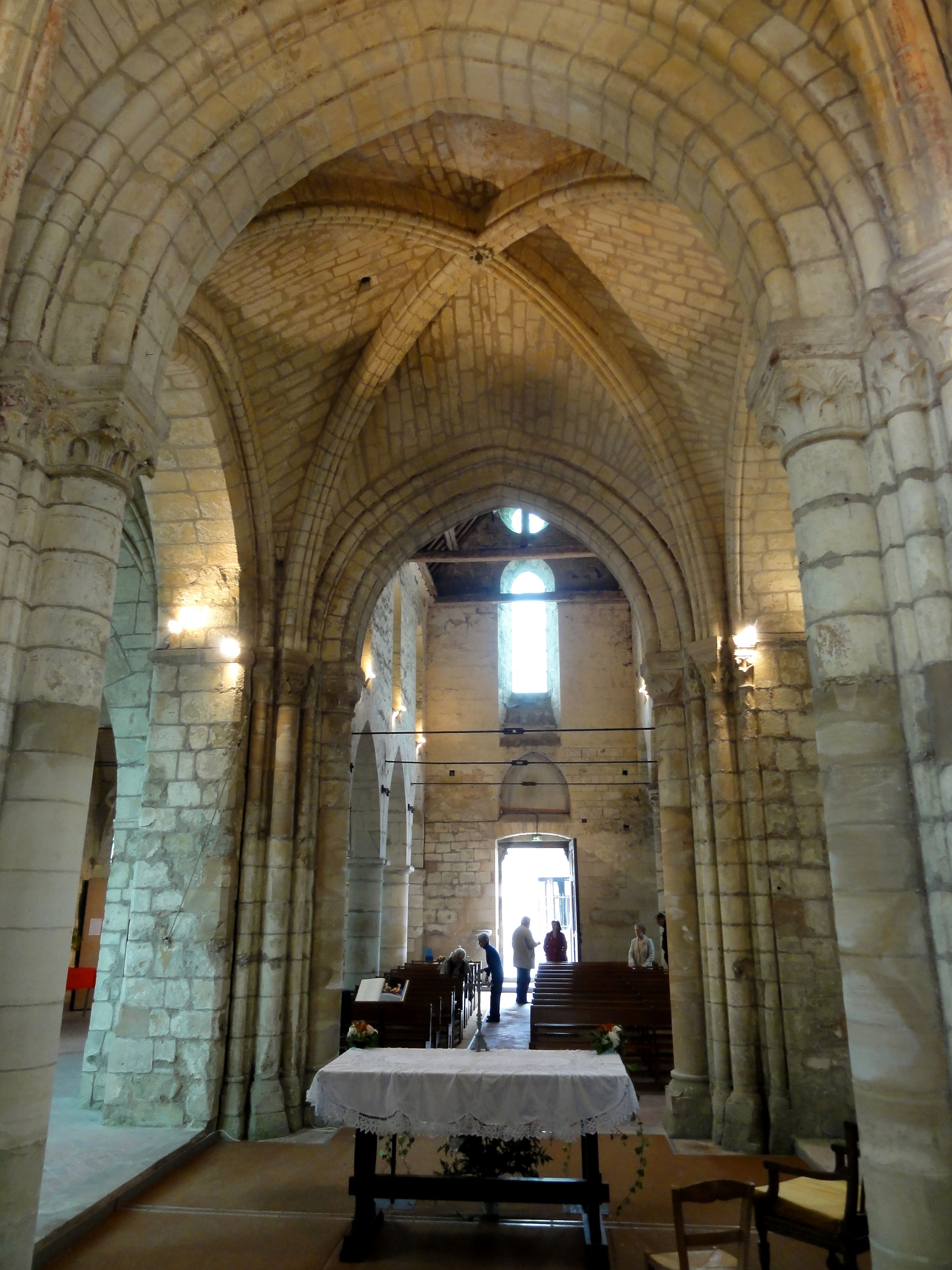
Vue depuis le sanctuaire.

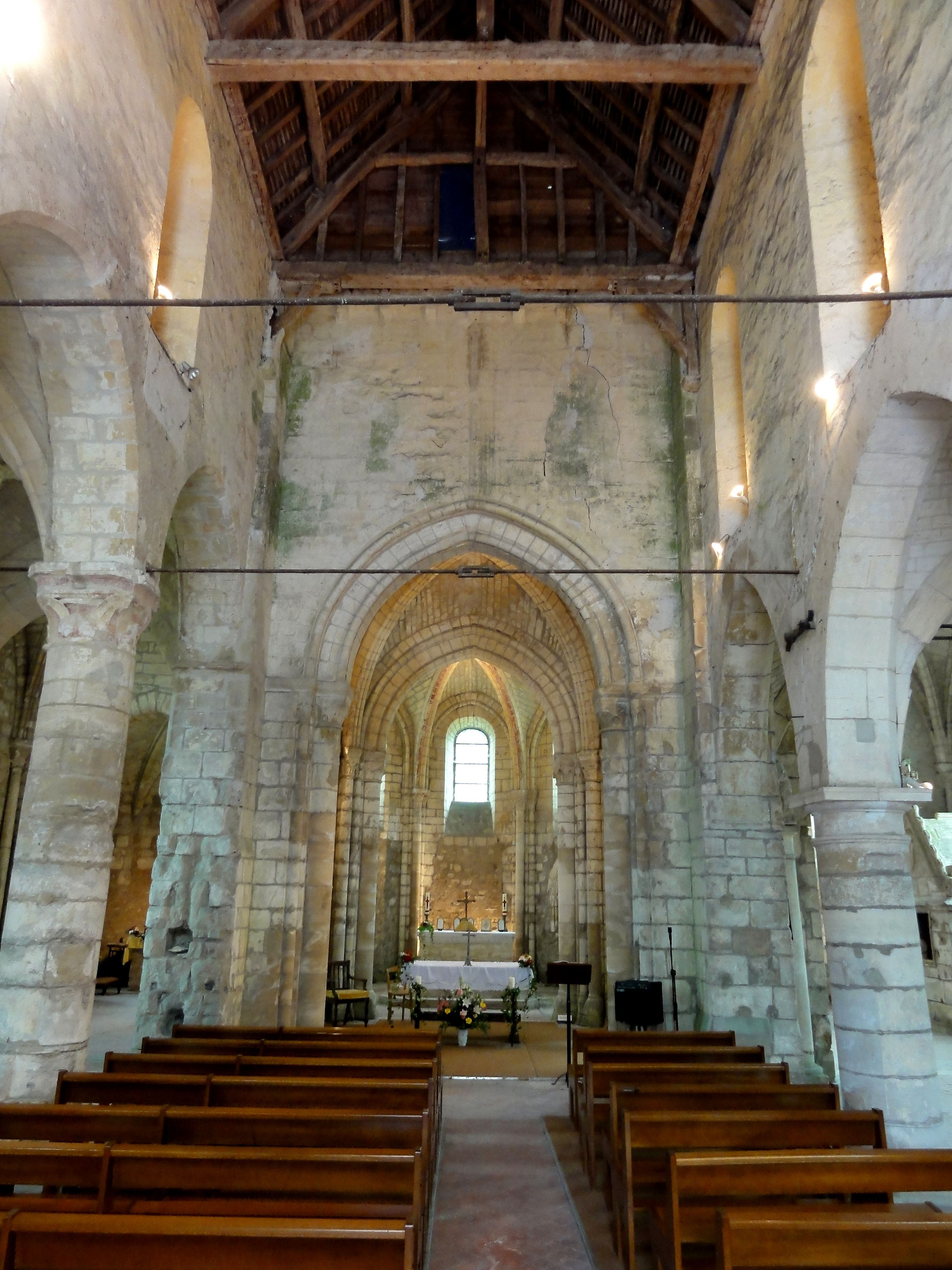
Nef, vue vers l'est.

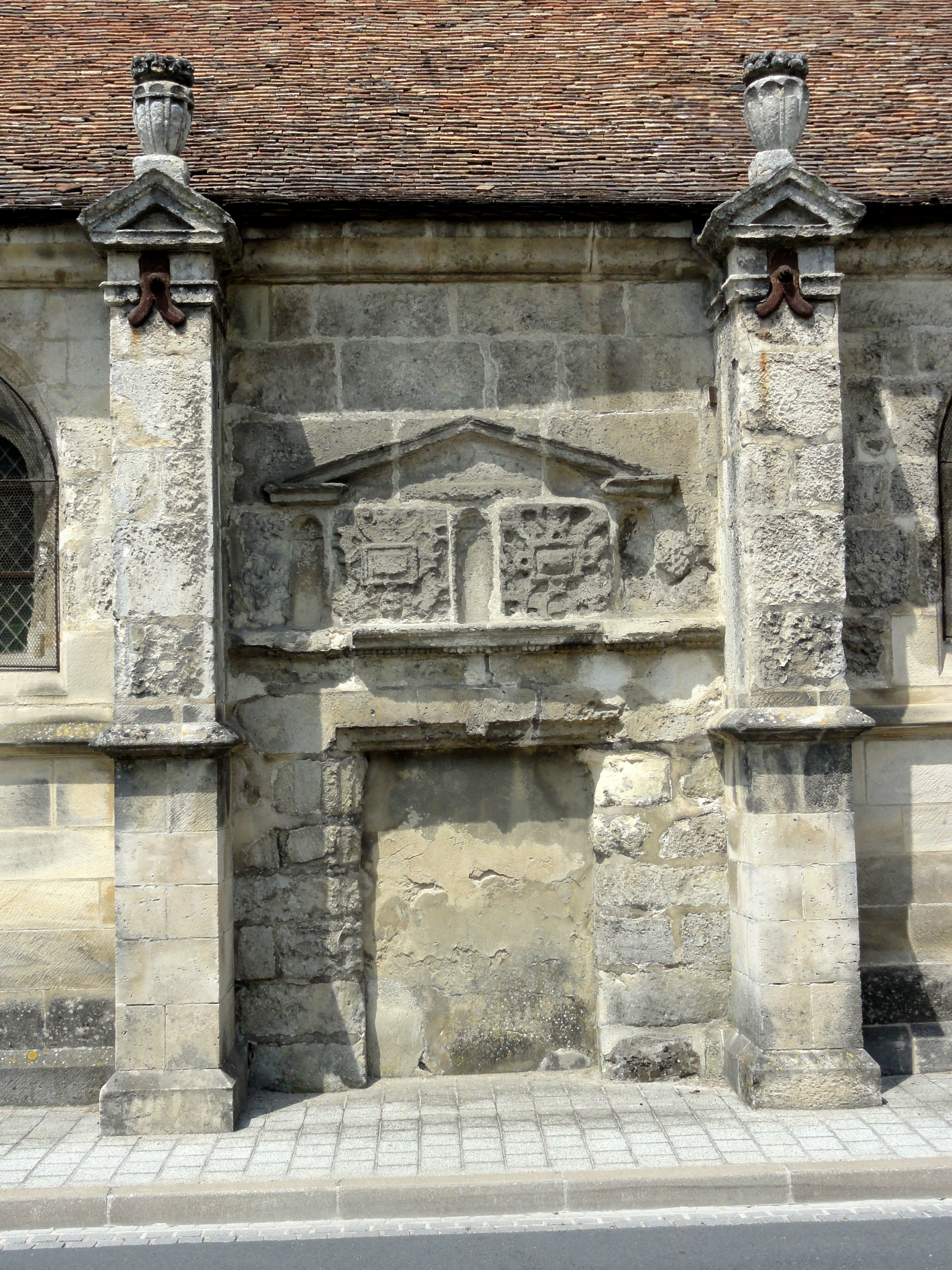
Ancien portail sud.

Les auteurs s'accordent pour une date de début de construction des parties orientales autour de 1170. La première campagne de construction porte sur le chœur, qui est généralement la première partie construite d'une église car abritant le Saint-Sacrement, et le transept avec l'absidiole nord. La période romane est finie dans la région depuis une vingtaine d'années, sauf pour les clochers, qui adoptent encore le style roman un peu plus longtemps. Or, le clocher de Fosses affirme clairement son style gothique, et l'intérieur est lui aussi gothique. Pour Charles Huet les parties construites entre 1170 et 1190 environ sont romanes, et les fenêtres en plein cintre ; l'austérité de l'absidiole nord et ses ogives au profil d'un gros tore et la sculpture de certains petits chapiteaux décorés de simples volutes d'angle parlent dans ce sens. Mais la transition entre les styles est successive, et des archaïsmes subsistent dans toutes les églises de style gothique primitif. Ainsi Marcel Aubert n'évoque pas le style roman, et la plupart des chapiteaux sont clairement gothiques. Cette question n'est toutefois que de second ordre par rapport aux différences d'opinion sur la nef, le bas-côté nord, le croisillon sud et la chapelle sud,.
Charles Huet pense que la nef aurait été construite dès le début du XIIIe siècle, mais estime que les grandes arcades du nord auraient été percées après coup, vers 1220 au plus tard, et que le portail occidental ne daterait que de la fin du XIIIe siècle ou du début du XVe siècle. Cette opinion est curieuse, car sous la guerre de Cent Ans, on n'effectua le plus souvent que les travaux strictement nécessaires, et un nouveau portail est un embellissement pour lequel l'argent manquait en temps de crise. Marcel Aubert pense que la nef aurait été édifiée d'emblée avec les grandes arcades et le portail actuels, mais seulement après la donation de l'église à l'abbaye d'Hérivaux en 1260. Jusque-là, la nef de la précédente église devait encore servir. Ici Charles Huet est plus proche de la vérité, mais il n'est pas du tout manifeste pourquoi il pense que les arcades auraient été ménagées dans un mur préexistant, ce qui aurait nécessité une délicate reprise en sous-œuvre, non justifiée en l'absence de voûtes et avec un étage de fenêtres hautes de faible hauteur. Charles Huet n'a pas reconnu l'analogie avec la nef de Fontenay-en-Parisis, qu'il date lui-même des années 1140, en accord avec Gaston Brière. La nef appartient en fait à une petite série de nefs protogothiques, conçues pour ne pas être voûtées à une période où le voûtement d'ogives est déjà connu dans la région, comme le montrent par exemple la base du clocher et l'absidiole nord de l'église Saint-Côme-Saint-Damien de Luzarches. Ces nefs économiques se distinguent par des fenêtres hautes alignées au-dessus des piliers des grandes arcades, qui sont déjà en tiers-point. Une douzaine de nefs de ce type se rencontrent dans le Valois, dont à Béthancourt-en-Valois, Béthisy-Saint-Martin, Champlieu, commune d'Orrouy, Glaignes, Orrouy et Saint-Gervais de Pontpoint. Ces nefs datent toutes de la période 1130 / 1170 et puisque aucun document sur l'église de Fosses ne s'oppose à cette fourchette, il faut donc croire que la nef de Fosses est plus ancienne que le chœur et se raccordait primitivement à un chœur roman, ou bien qu'elle a été bâtie en même temps que le chœur, sachant que le financement de la nef devait être pris en charge par les paroissiens et celui du chœur par les décimateurs, ce qui rend donc possible une construction plus ou moins simultanée. Pour le portail, il convient de se ranger derrière l'opinion de Marcel Aubert, qui le date de 1270 environ, et qui a précipitamment conclu que la nef serait contemporaine du portail. Celui-ci a la même forme que son homologue de l'église Notre-Dame-de-l'Assomption de Champagne-sur-Oise, datant du milieu du XIIIe siècle, mais possédant deux colonnettes en moins et une décoration différente,,.
Quant au bas-côté nord, Charles Huet croit qu'il a été entièrement rebâti en même temps que le portail s'est vu construire, donc pour lui entre 1390 et 1420 environ. En jugeant par les voûtes qui sont de style gothique flamboyant, le dernier tiers du XVe siècle serait une date plus convaincante, sachant que le style flamboyant ne se répand pas dans la région avant les années 1460, et que pas grande chose n'est construit avant le dernier quart du siècle. Les moulures autour des fenêtres parlent également en faveur de la période flamboyante. Pour Marcel Aubert, le bas-côté nord aurait donc seulement été voûté et remanié pendant la seconde moitié du XVe siècle, mais la distinction entre reconstruction totale ou partielle est ici de moindre importance, car aucun élément indiquant le milieu du XIIe siècle, date de la construction initiale, ne subsiste en tout cas. Seulement deux travées sur quatre sont pourvues de fenêtres, et les travées aveugles ne comportent pas de traces de baies anciennes bouchées ; par ailleurs, le mur paraît homogène sur toute sa hauteur,.
À propos de l'église Saint-Justin de Louvres, Charles Huet a également avancé des datations qui ne concordent pas davantage avec ce qui s'observe sur un plan plus général en matière d'architecture religieuse dans le nord de l'Île-de-France. Plus étonnant est encore son avis sur la construction ou reconstruction, il n'est plus possible de le vérifier, du croisillon sud et de la chapelle sud. Alors que l'on n'y voit aucune marque du style flamboyant qui règne alors en maître, il date ces parties de la fin du XVe siècle, toujours sans citer le moindre argument, alors que Marcel Aubert les date d'autour de 1250, et Crnokrak et al de la première moitié du XIIIe siècle. Les fenêtres sont toujours des lancettes simples, non moulurées, et le profil des ogives n'est pas aigu ou prismatique comme il doit l'être à la période flamboyante, mais d'un tore aminci en profil d'amande, comme déjà au tout début du XIIe siècle dans les bas-côtés du chœur de l'église Saint-Étienne de Marly-la-Ville, dont la paroisse-mère était Fosses. Malgré le saut de style entre l'absidiole nord et la chapelle sud, les travaux n'ont pas nécessairement dû s'interrompre en supposant qu'un nouveau maître d'œuvre prit le relais, bien informé sur les tendances de son temps. Dans ce cas, la fenêtre du croisillon sud aurait toutefois dû être refaite vers 1230. — Ensuite les auteurs s'accordent de nouveau pour la période du bas-côté sud, dont le style Renaissance rend une datation du milieu du XVIe siècle aisée. Les deux auteurs sont persuadés que ce bas-côté n'existait pas avant, du fait que les quatre fenêtres ne soient pas alignées au milieu des arcades, et que la disposition ne soit pas la même qu'au nord. Les extrémités des croisillons ont dû être reprises également, car il est difficilement concevable que leurs toitures cachaient le clocher dès le départ, puisque les uns et l'autre ont été construits dans un bref intervalle,,.

### Le classement et la restauration

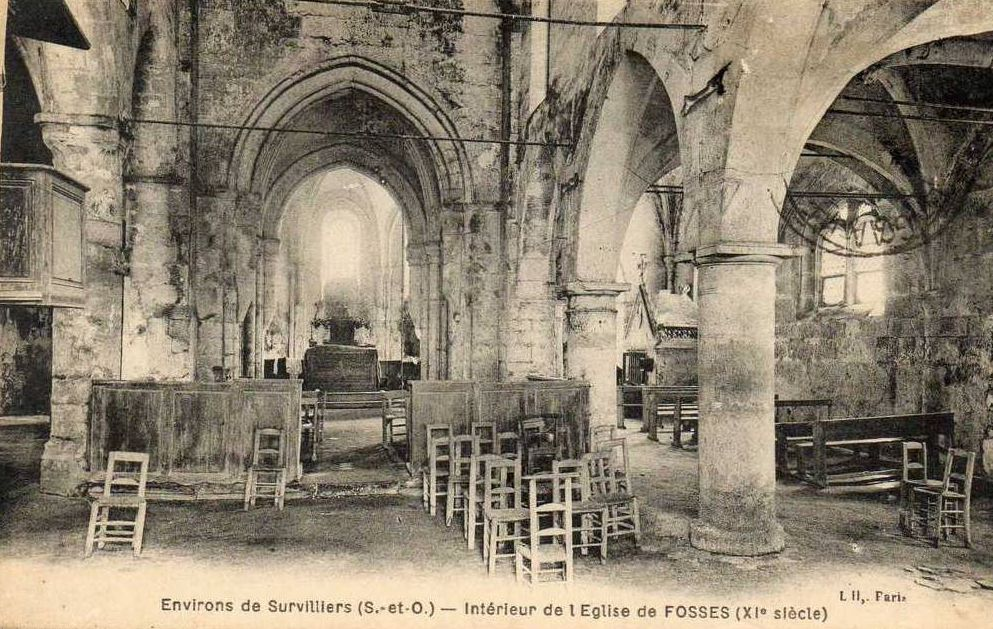
Vue intérieure au début du XXe siècle.

L'église a été classée monument historique par arrêté du 18 mars 1913. Les photos que Félix Martin-Sabon a pris à la fin du XIXe siècle, et l'architecte en chef des monuments historiques Gabriel Ruprich-Robert après lui, présentent l'église dans un bien triste état. Elles montrent les croisillons avec de hauts toits en appentis s'appuyant contre les murs de l'étage du clocher, dont ils obstruent les baies aux trois quarts. Malgré cela, les baies orientales du clocher sont presque entièrement murées, ne laissant libre qu'un petit vasistas. La chapelle du sud est recouverte par un toit en appentis qui ne convient pas à la forme de son chevet, et qui a donné lieu à la construction d'un demi-pignon côté sud. La première baie du bas-côté sud côté rue est entièrement bouchée, et la baie occidentale du même bas-côté ne garde que deux panneaux de verre. La nef est recouvert par un plafond plat en bois. Les pavés s'enfoncent dans le sol ; le bas-côté nord est dépourvu de mobilier ; une échelle branlante monte à la chaire ; le statuaire se fait rare ; et la clôture du chœur en bois est toujours en place autour de la dernière travée de la nef et la croisée du transept. Globalement le manque de moyens est apparent partout, et l'intérieur paraît pauvre, mais l'on voit tout de même un début de restauration, ayant porté sur la reprise des contreforts du bas-côté sud. Par campagnes successives à partir de 1915, l'église a été restauré dans le respect de son architecture d'origine, qui aujourd'hui est bien mise en valeur. Gabriel Ruprich-Robert a dirigé la restauration jusqu'en 1923, puis il a été relayé par Jules Formigé. Les toits des croisillons sont devenus plats, ce qui n'est pas authentique, mais dégage tout au moins la base du clocher. Le faux plafond de la nef s'est malgré tout effondré ; il était sans valeur historique et son absence donne plus de hauteur à la nef tout en faisant apparaître la charpente. Bien que l'église soit aujourd'hui en bon état, la paroisse préfère célébrer toutes les messes régulières dans la chapelle Sainte-Thérèse. Jusqu'à fin 2012, une messe par mois était encore célébrée dans l'église Saint-Étienne, ce qui n'est désormais plus le cas. Elle ne sert plus qu'occasionnellement aux baptêmes, mariages et obsèques.
L'église Saint-Étienne de Fosses est la dernière église rurale de style essentiellement gothique primitif dans tout l'est du département, où le même style est présent en milieu urbain avec les églises Saint-Laurent de Beaumont-sur-Oise, Sainte-Marie-Madeleine de Domont et Saint-Pierre-Saint-Paul de Gonesse. Dans le Vexin français et dans le sud du département de l'Oise tout proche, l'on trouvera toutefois de nombreuses églises du même style, sans qu'aucune rappellerait par sa physionomie et sa disposition tout à fait celle de Fosses. Plusieurs églises du pays de France sont partiellement de style gothique primitif, mais ont subi d'importants remaniements, telles que les églises d'Asnières-sur-Oise et Saint-Justin de Louvres.

## Description

### Aperçu général

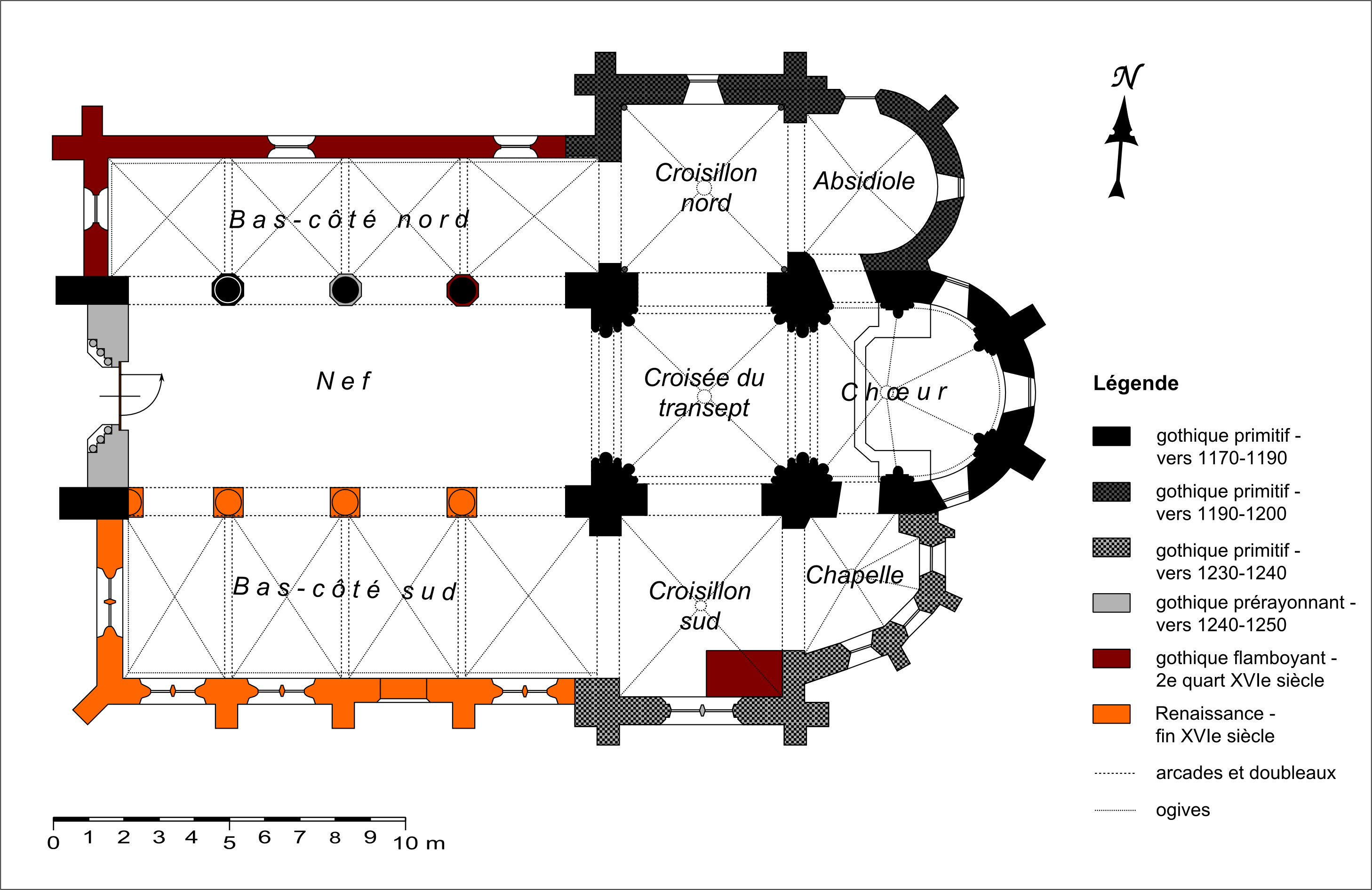
Plan de l'église.

À peu près régulièrement orientée, l'église répond à un plan cruciforme et se compose d'une nef de quatre travées accompagnée de deux bas-côtés dissemblables ; d'un transept dont la croisée supporte le clocher ; d'un chœur d'une seule travée comportant une partie droite et une abside en hémicycle ; et de deux chapelles orientées dissemblables dans le prolongement oriental des croisillons. Sauf la nef qui est à charpente apparente, l'ensemble de l'église est voûté d'ogives. L'élévation de la nef porte sur deux niveaux, l'étage des grandes arcades et l'étage des fenêtres hautes, mais toutes ces fenêtres sont bouchées par les toits en appentis des bas-côtés, et les murs hauts de la nef ne sont pas du tout visibles extérieurement. L'église ne possède plus qu'un seul accès, à savoir le portail occidental.
Afin de mieux cerner l'appartenance des différents éléments aux six campagnes de construction, il convient de faire une synthèse avant d'entamer une description détaillée.
- La nef est gothique primitif et date probablement du troisième quart du XIIe siècle, mais le portail occidental a été refait environ un siècle plus tard, entre 1250 et 1270 environ, et les grandes arcades du sud ne datent que du milieu du XVIe siècle. Tout ce qui reste d'origine sont donc les grandes arcades du nord et les murs hauts avec leurs fenêtres bouchées.
- La croisée du transept et le chœur sont également de style gothique primitif et datent des années 1170-1180 environ.
- Le croisillon nord et l'absidiole nord, toujours du même style, sont un peu plus récents et ont été terminées vers 1190 / 1200. Des fenêtres bouchées dans la partie droite du chœur montrent que l'absidiole et la chapelle sud n'étaient pas prévues initialement.
- Le croisillon sud possède une fenêtre dont le remplage indique une date après 1230 et date de cette époque, tout comme la chapelle sud, dédiée à la Vierge ; en supposant que la fenêtre soit un remaniement, l'on peut toutefois faire remonter l'ensemble jusqu'au début du XIIIe siècle.
- Le bas-côté nord est de style gothique flamboyant et a été rebâti presque entièrement entre le dernier quart du XVe siècle et le milieu du XVIe siècle ; du XIIe siècle, subsistent tout au plus des pans de mur.
- Les grandes arcades du sud et le bas-côté sud sont de style Renaissance et ont été construits à neuf vers le milieu du XVIe siècle.

### Intérieur

#### Nef

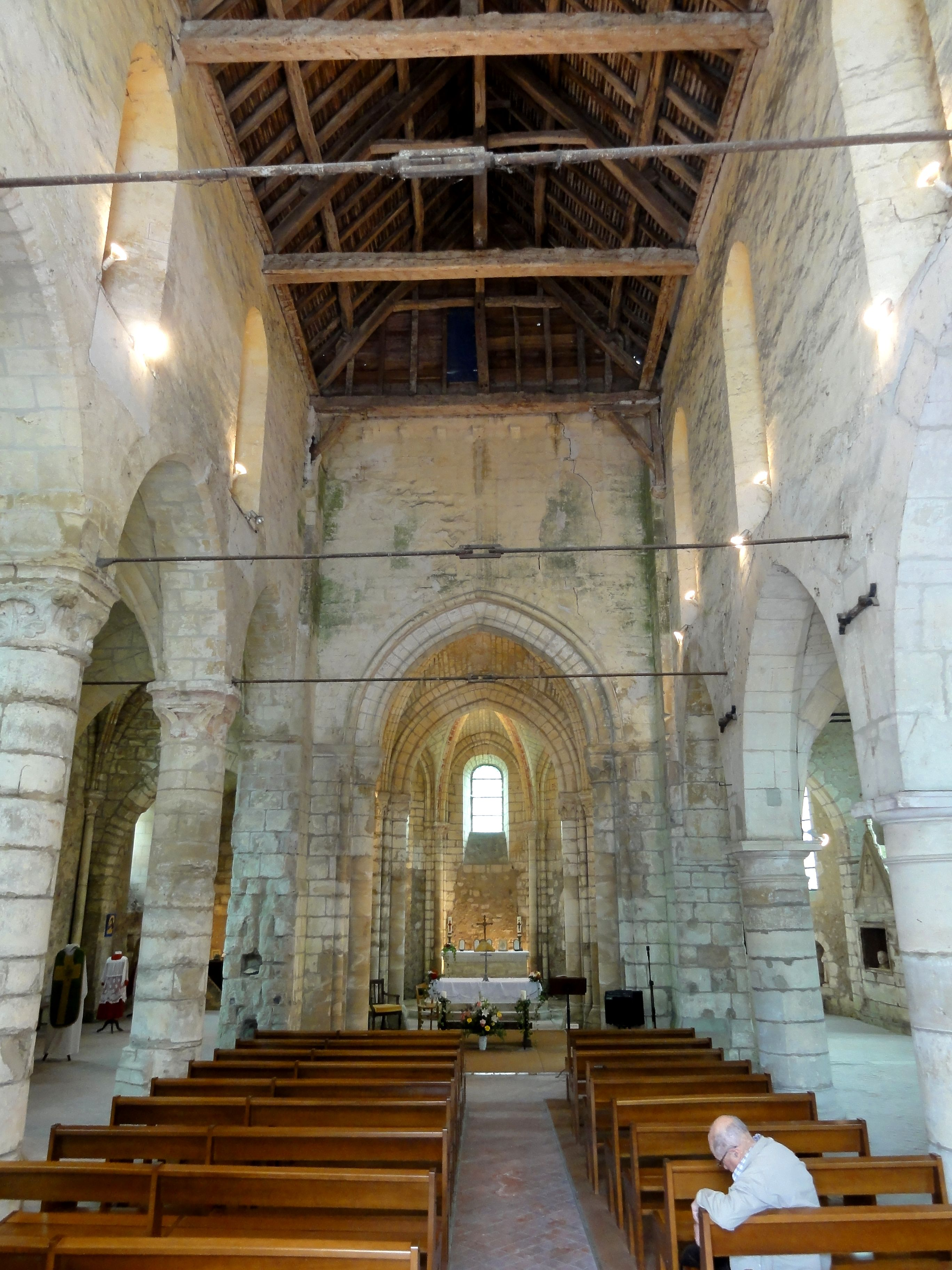
Nef, vue vers l'est.

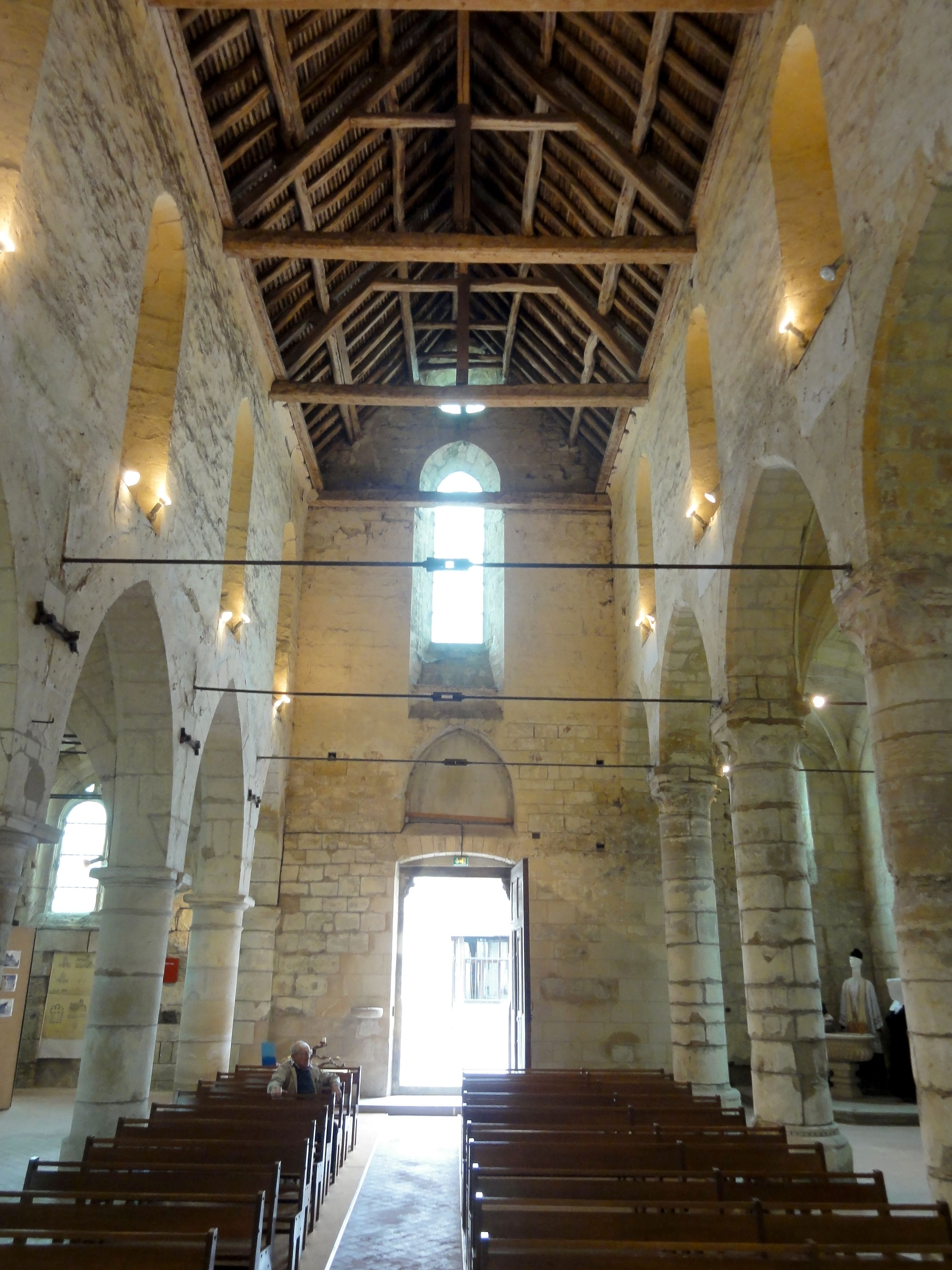
Nef, vue vers l'ouest.

La nef ne correspond pas, par ses proportions, à ce que l'on attend en regardant sa silhouette un peu tassée, même si la façade occidentale permet de reconnaître sa largeur et sa hauteur réelles. Elle est environ 12,90 m de long dans-œuvre, mesure 5,30 m et 5,00 m entre les piliers (et environ 0,60 m de plus entre les axes des grandes arcades) et atteint une hauteur de 10,30 m au sommet des murs gouttereaux, voire 13,20 m au niveau de la panne faîtière de la charpente. De ce rapport entre largeur et hauteur, la nef tient un caractère élancé. Cet effet est renforcé par l'étroitesse relative des grandes arcades qui les fait paraître assez hautes, et leur forme très aiguë. La largeur de la nef diminue successivement vers l'est, ce qui la fait paraître plus longue qu'elle ne l'est, car les habitudes visuelles de l'œil humain attribuent le resserrement des murs latéraux à la distance. Vu la rusticité de la nef, il n'est pas certain que cet effet soit intentionnel, mais il s'agit en tout cas d'un procédé bien connu à l'époque de construction, et employé souvent dans les grandes salles des abbayes, en lien avec une légère pente du sol. Les grandes arcades du nord ont une hauteur de 5,50 m sous les clés d'arc, et celles du sud n'atteignent que 4,60 m à la faveur de fenêtres plus hautes.
Tant au nord qu'au sud, restent environ 0,75 m entre le sommet des grandes arcades et le seuil effectif des fenêtres à l'extérieur, c'est-à-dire dans les combles. Les longs glacis sous le seuil des fenêtres se trouvant à l'intérieur donnent l'impression que cette différence de niveau n'existe pas, et rend difficilement imaginable que les fenêtres pouvaient être ouvertes en même temps qu'existaient les grandes arcades. L'église Saint-Gervais de Pontpoint est l'un des rares exemples où dans une nef du même type, les fenêtres hautes ont pu être restituées grâce à l'absence de voûtement. Pour l'église de Fosses, les auteurs ne conçoivent pas que les fenêtres du sud ont pu coexister avec les grandes arcades et le bas-côté alors que rien ne s'y oppose, et veulent plutôt faire croire que l'église était dépourvue d'un bas-côté sud jusqu'à la Renaissance. Ce serait étonnant à une époque où l'harmonie des proportions était bien maîtrisée. Il serait plus évident de conclure à un changement de parti en cours de chantier, comme dans l'église Saint-Vaast de Saint-Vaast-lès-Mello, où ce changement intervint au milieu de la nef et non entre les élévations nord et sud. Il s'agissait d'une décision en faveur d'un voûtement d'ogives, qui à Fosses n'a pas été réalisé, mais les contreforts qui existent au sud de la nef et pas au nord indiquent que tout au moins, le maître d'œuvre du XIIe siècle voulait garder l'option ouverte pour un voûtement ultérieur. Certes les fenêtres descendent un peu trop basses pour pouvoir rester entièrement dégagées en cas d'un voûtement, mais il faut considérer aussi que le bas-côté sud primitif devait être plus étroit (comme l'est son homologue au nord) ce qui limitait le problème d'incompatibilité. Si le bas-côté sud a été reconstruit plus large et si les fenêtres du nord ont elles aussi été obturées, c'est qu'à l'issue de la guerre de Cent Ans, les orientations en architecture religieuse ont changé, et que l'on accordait désormais davantage d'importance au voûtement qu'à l'éclairage. Dans les petites et moyennes églises édifiées à partir du dernier tiers du XVIe siècle, telle l'église Saint-Martin de Survilliers, les nefs restent volontairement aveugles, l'espace sombre au-dessus des fidèles devant leur rappeler les incertitudes qui pèsent sur l'au-delà.
La charpente actuelle n'est, selon Marcel Aubert, pas très ancienne. Elle est dépourvue de contrefiches qui sont remplacées par de petits entraits en hauteur. L'on note l'absence de décor sculpté, tel que des engoulants. Tout l'intérieur de la nef est encore badigeonné à partir des chapiteaux des grandes arcades, conformément à l'usage qui s'est répandu au XVIIIe siècle quand l'on voulait rendre les églises le plus claires possibles. Les pierres devaient initialement être apparentes, puisque la nef est bâtie en pierre de taille, mais l'on peut pas non plus exclure un décor en faux appareil avec rehaussement des parties sculptés, ainsi que des peintures murales figurées, l'ensemble ayant dû être réalisée en ocre rouge, marron et jaune comme dans toutes les églises rurales conservant des éléments de polychromie ancienne. Le mur occidental garde des trous de boulin. Au revers du tympan, l'on observe une baie bouchée, ce qui donne à penser que le tympan devait être ajouré. Au-dessus, s'ouvre une haute baie en tiers-point à lancette simple, non décorée, puis on oculus rond destiné à éclairer les combles du temps de l'existence du plafond. La baie occidentale et les baies latérales sont largement ébrasées, mais au nord, les glacis ont été supprimés. Quant au mur oriental, il comporte à droite une baie en plein cintre bouchée, qui n'est autre que l'ancienne porte du clocher. Tout en haut, paraît une série de corbeaux qui devaient servir à la charpente médiévale. À gauche et à droite du mur oriental, paraissent les contreforts occidentaux du clocher. L'arc triomphal en tiers-point est à double rouleau et repose sur les chapiteaux de deux grosses colonnes et de quatre colonnettes (dont deux vers le carré du transept). L'intrados est moluré de deux tores encadrant un méplat, ce qui est incompatible avec l'architecture romane.

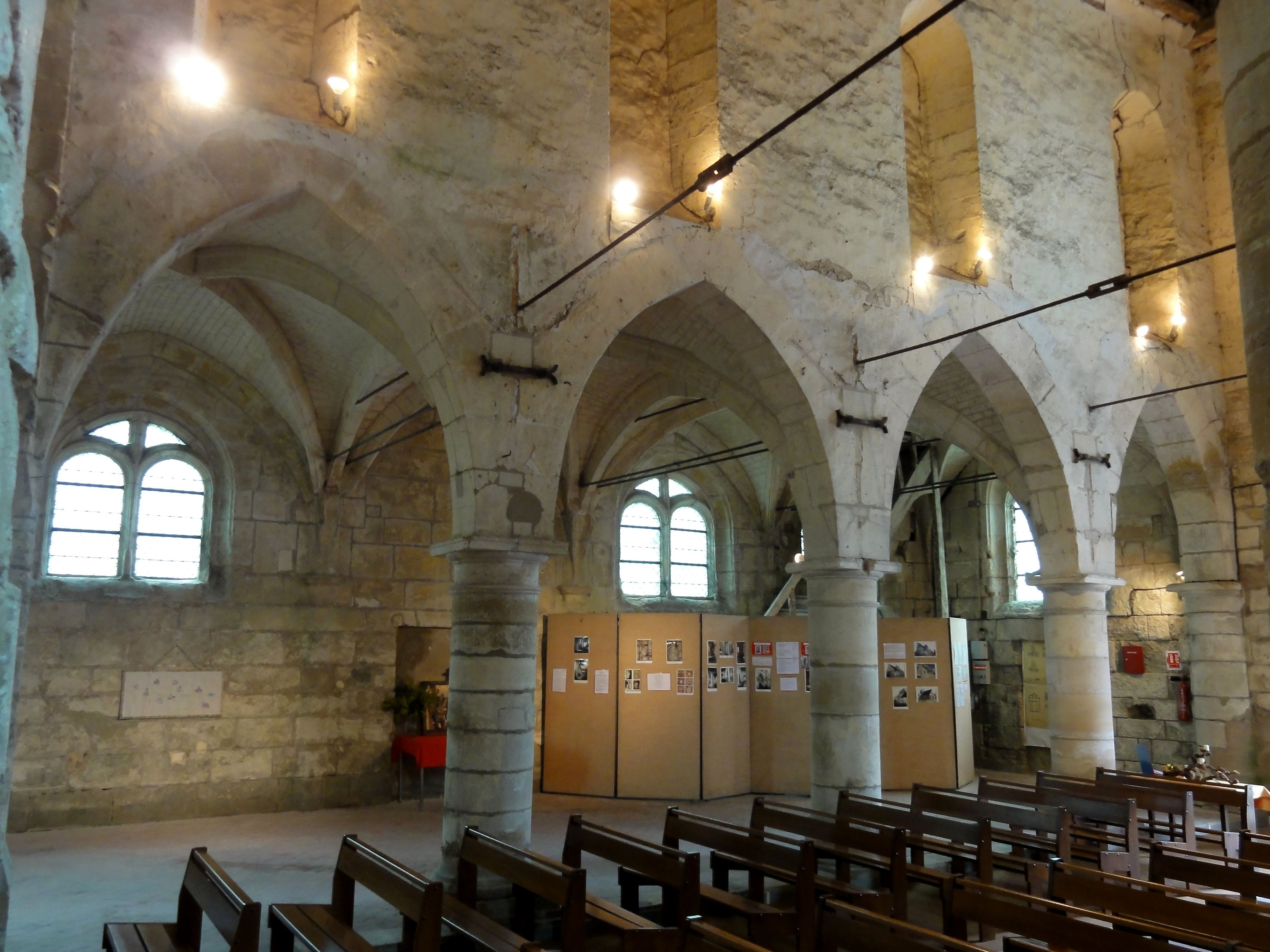
Grandes arcades du sud.
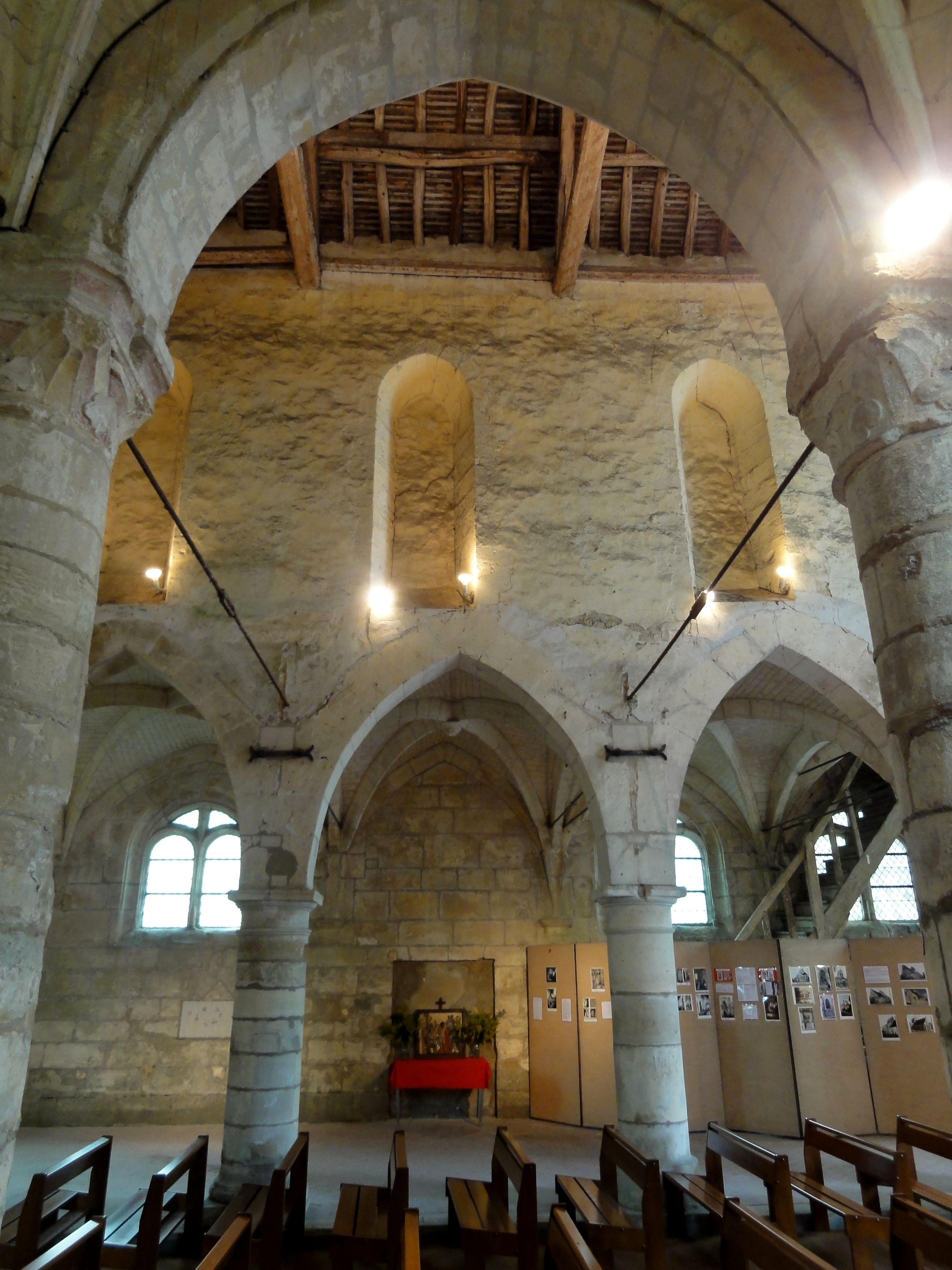
Élévation sud.
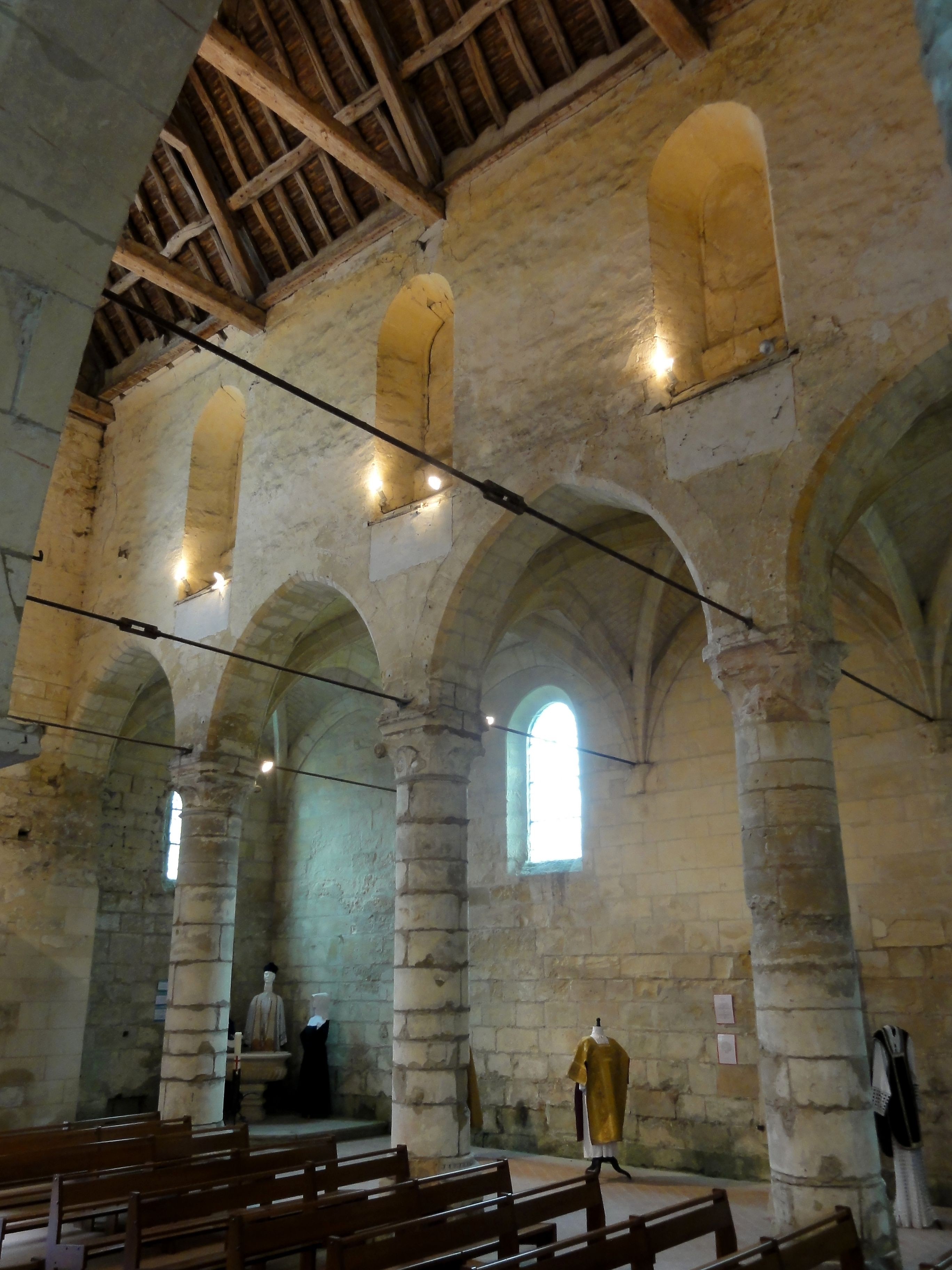
Élévation nord.
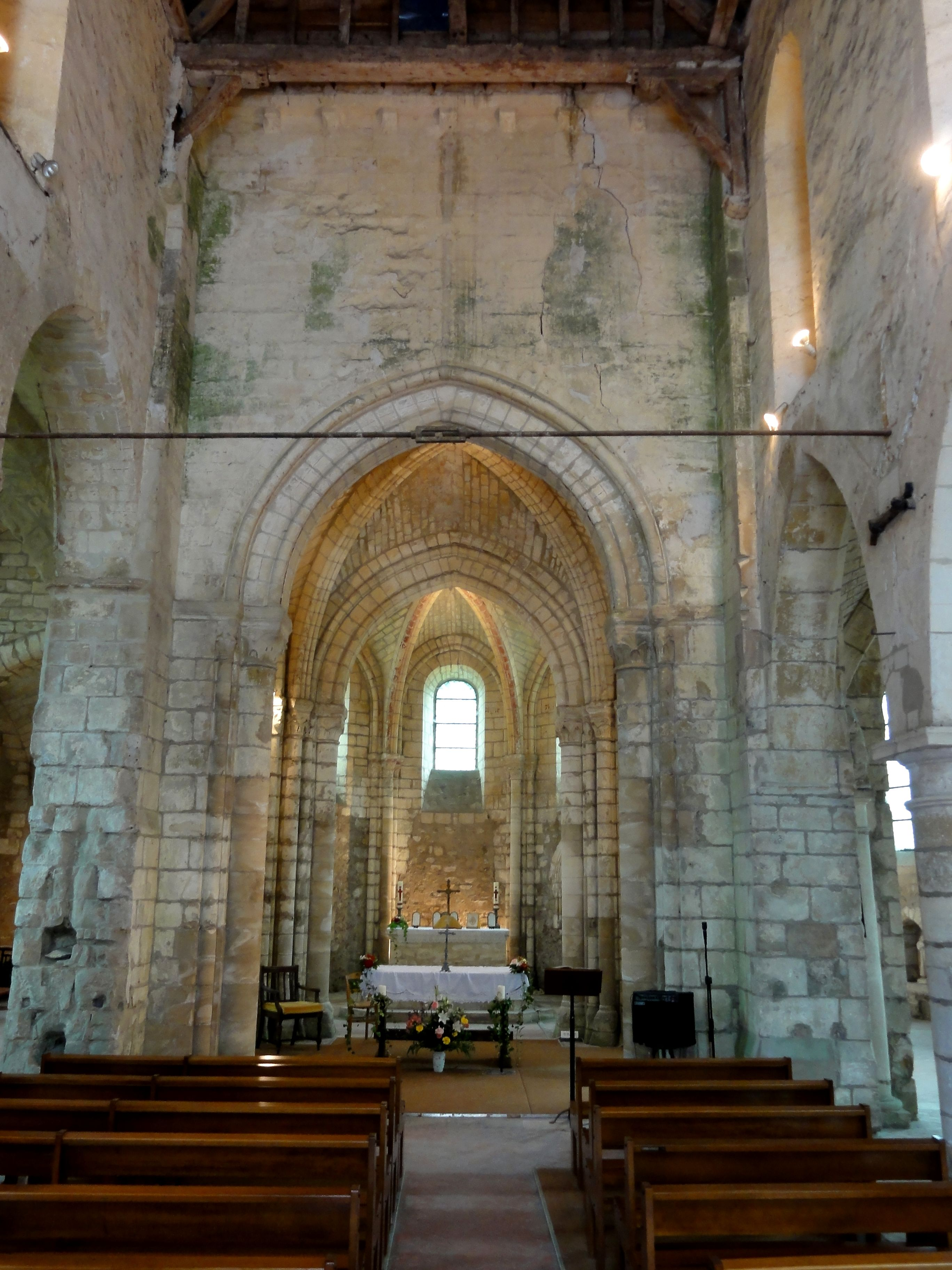
Arc triomphal.
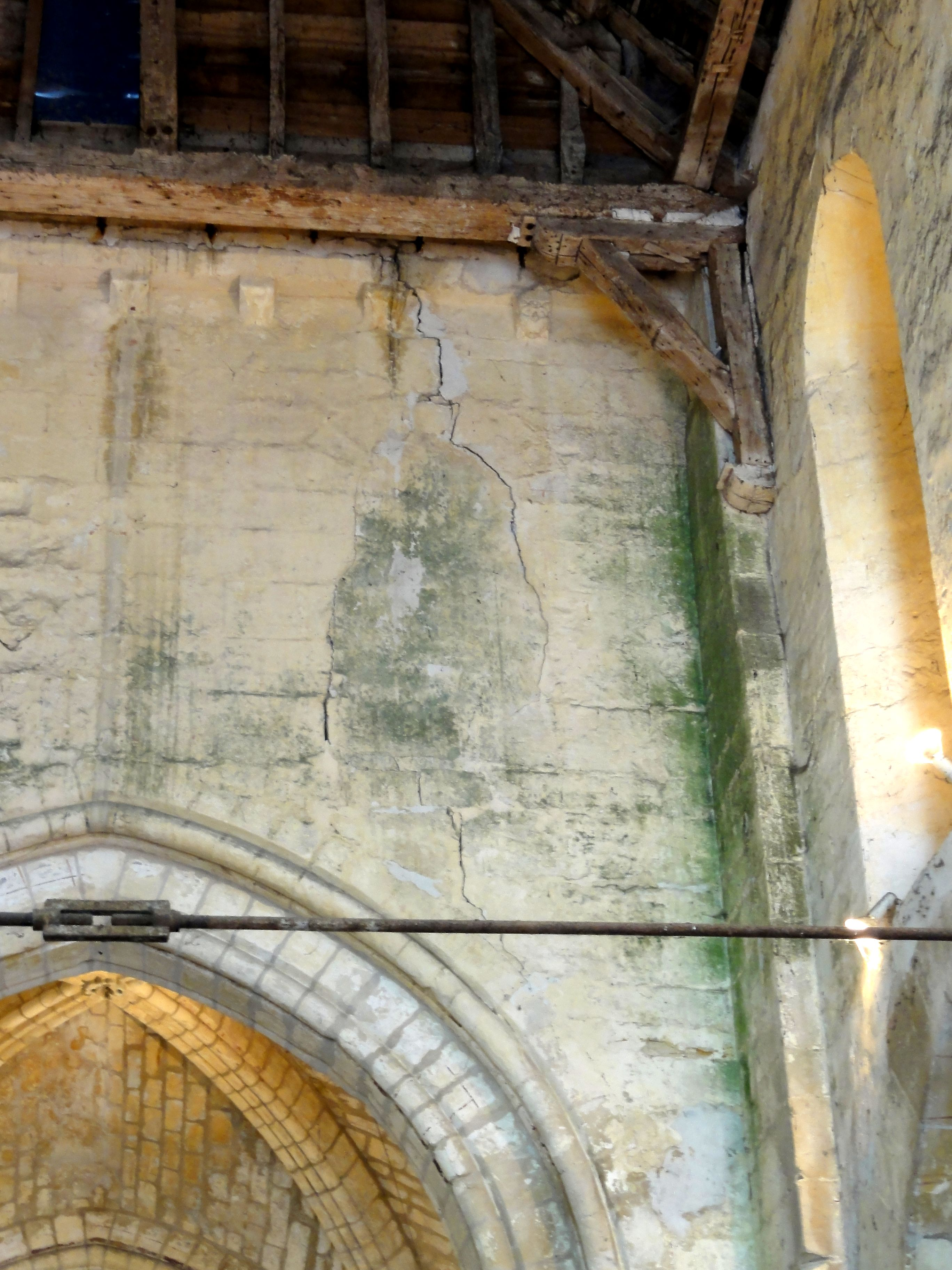
Ancienne porte du clocher.
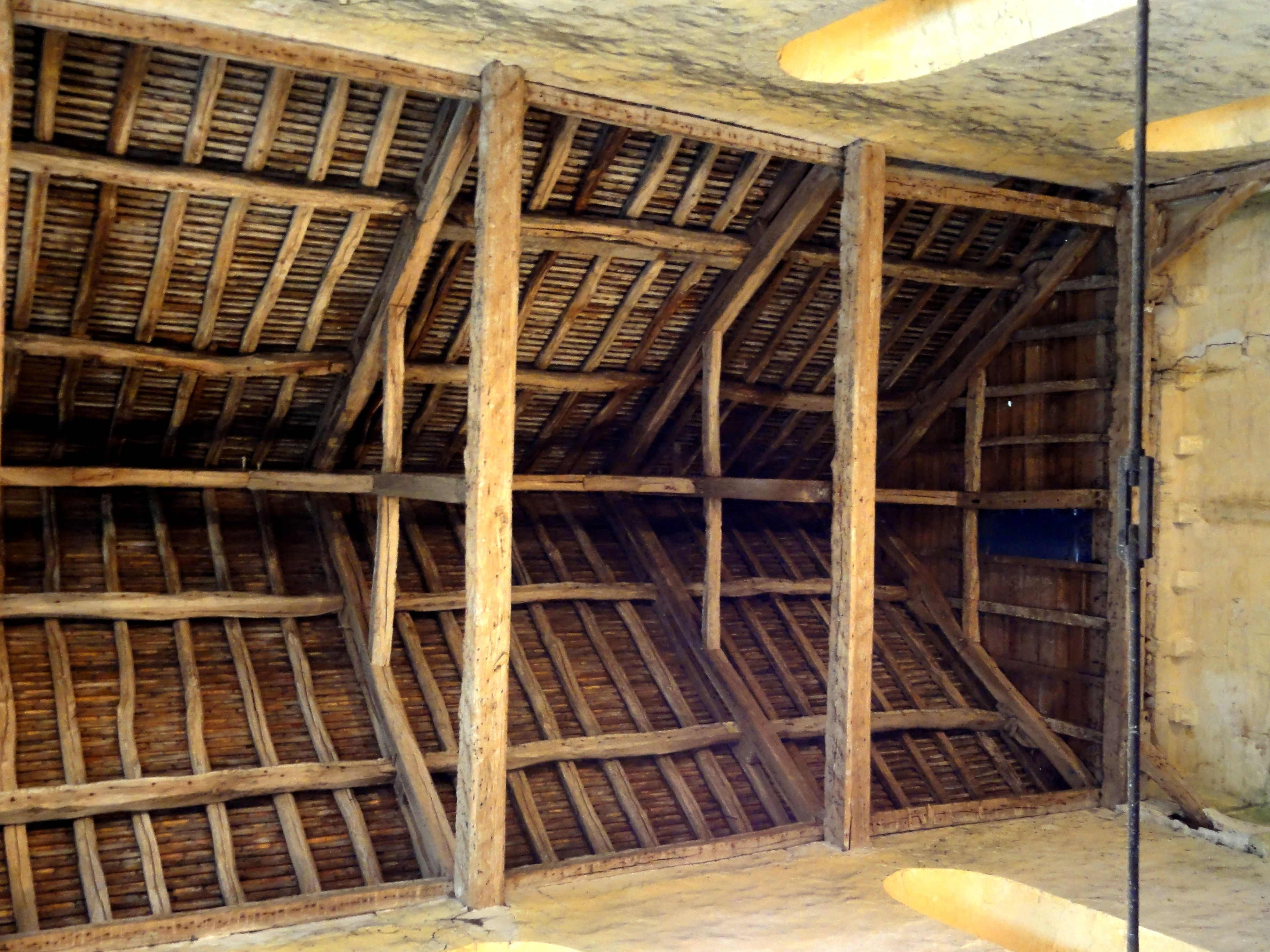
Charpente de la nef.

#### Bas-côté et grandes arcades du nord

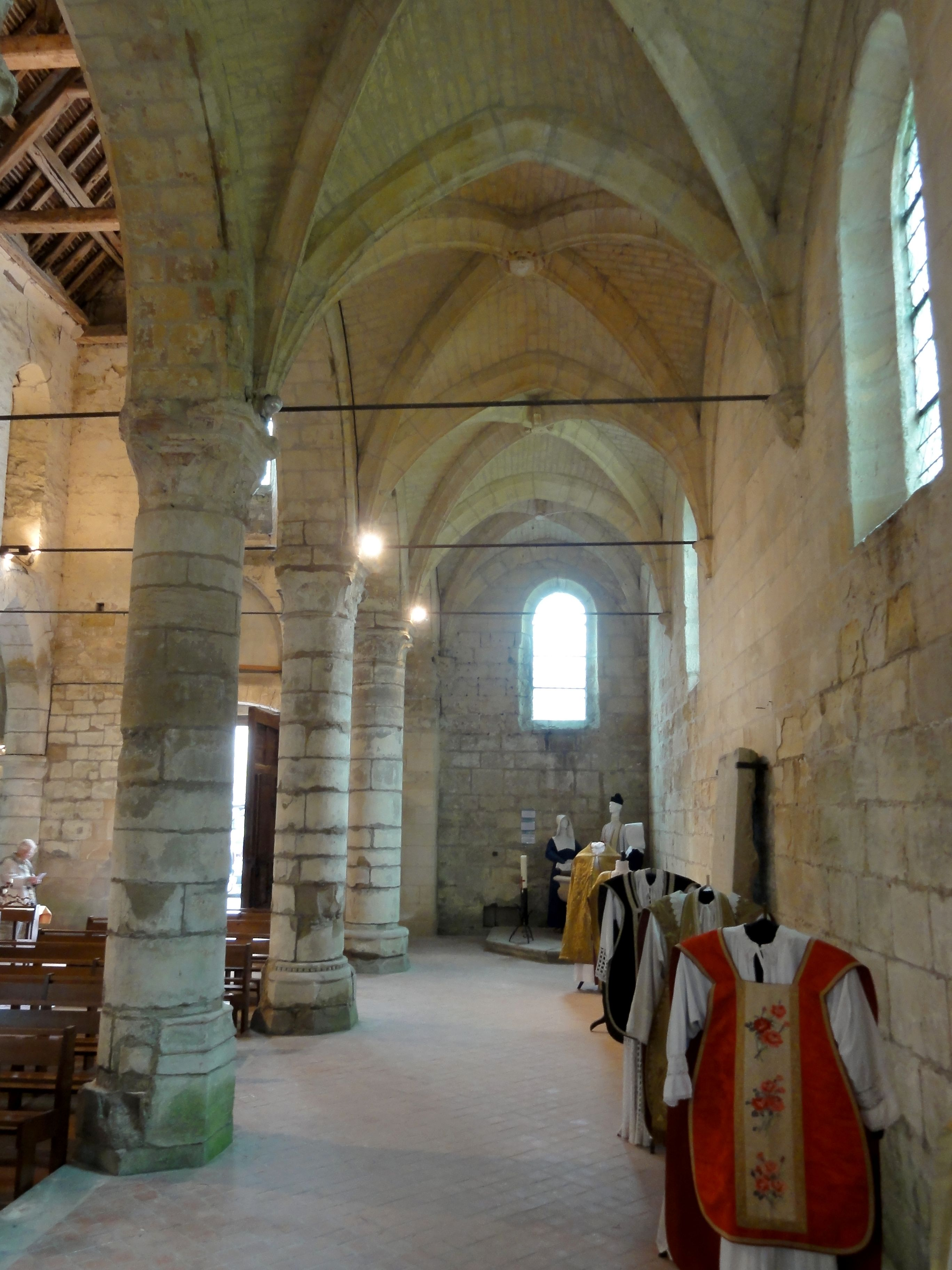
Bas-côté nord, vue vers l'ouest.

Les grandes arcades du nord sont à simple rouleau, ce qui indique sans doute un souci d'économie, et elles ne sont pas moulurées, mais simplement chanfreinées, ce qui est un trait partagé avec les autres nefs du même type, bâties autour du milieu du XIIe siècle. Elles retombent sur des tailloirs carrés aux angles abattus, moulurés d'un quart-de-rond entre deux cavets, ce qui est un peu plus élaboré qu'à Fontenay, où il n'y a pas de cavet en bas. Mais il n'y a ni tailloirs ni chapiteaux au début et à la fin des grandes arcades, ce qui traduit le même souci d'économie. À l'ouest, l'arcade sort tout droit du mur ; à l'est, elle retombe sur une imposte engagé dans un contrefort du clocher. Les corbeilles des chapiteaux ont en haut la même forme que les tailloirs, et deviennent rondes en bas, où ils se terminent par un astragale peu prononcé, comme à Fontenay et Pontpoint. Le chapiteau du premier pilier est sculpté de huit crochets d'arum ; les deux autres présentent un crochet de fougère à chaque angle, et des feuilles respectivement de vigne et de nénuphar appliquées sur les faces, motifs qui ne permettent pas une datation car utilisés à partir de 1140 environ jusqu'au troisième quart du siècle suivant. Le troisième chapiteau était peint en ocre et rouge. Les piliers monocylindriques sont appareillés en tambour et reposent sur des bases dissemblables et en partie incomplètes, mais qui sont toutes dépourvues de griffes et reposent sur de courts socles également octogonaux.
La première base est se réduit à un gros tore légèrement aplati, et les huit faces de son socle octogonal sont sensiblement concaves. La deuxième se compose d'un gros tore, d'un rang de perles et d'un petit tore aplati, et repose sur un socle octogonal aujourd'hui désagrégé. L'église de Champagne-sur-Oise possède des bases du même type, datant des années 1130. Cette base évoque plutôt le second quart du XIIIe siècle et pourrait être une réfection plus ou moins contemporaine du portail occidental : est-ce pour cette seule base que Charles Huet date les grandes arcades du nord tout en entier des années 1210 / 1220 « au plus tard » ? La troisième base est entièrement octogonal et comporte un listel et huit faces légèrement concaves, comme les moulures des trois fenêtres du bas-côté, refaites à la période flamboyante. Presque en plein cintre et plus étroites que la plupart des fenêtres de l'époque (souvent aussi larges que hautes pour compenser l'absence de fenêtres hautes), elles donnent à penser que les baies d'origine ont peut-être été simplement retaillées, ce qui expliquerait aussi l'homogénéité des murs malgré la reconstruction du XVe siècle. La première travée ne possède une fenêtre qu'à l'ouest, et la troisième travée en est dépourvu.
Pour venir aux voûtes, le profil prismatique et aigu indique clairement la période flamboyante. Les doubleaux sont en arc brisé mais pas très aigus, ce qui vient de la faible largeur des grandes arcades, qui donne des travées à peu près carrées. Avec les ogives, auxquelles il faut rajouter les formerets le long des murs, ils s'interpénètrent avant de retomber sur de petits cul-de-lampe. Leur sculpture a malheureusement été bûchée à la Révolution, tout comme les crochets du troisième chapiteau ; rarement la fureur iconoclaste est allé aussi loin dans la région. Il semble que les motifs comportaient des personnages, comme fréquemment à l'époque, mais l'état actuel ne permet pas de dire s'il ne faudrait pas rajeunir un peu la datation, car le profil en plein cintre des formerets parle plutôt en faveur d'un rapprochement d'avec la Renaissance. Les trois premières clés de voûte sont des écussons bûchées, reliés aux angles des voûtains par des consoles ou ailerons, qui sont pas très compatibles avec le style flamboyant. La quatrième clé est un disque comportant une rosace avec deux losanges superposés en son milieu.

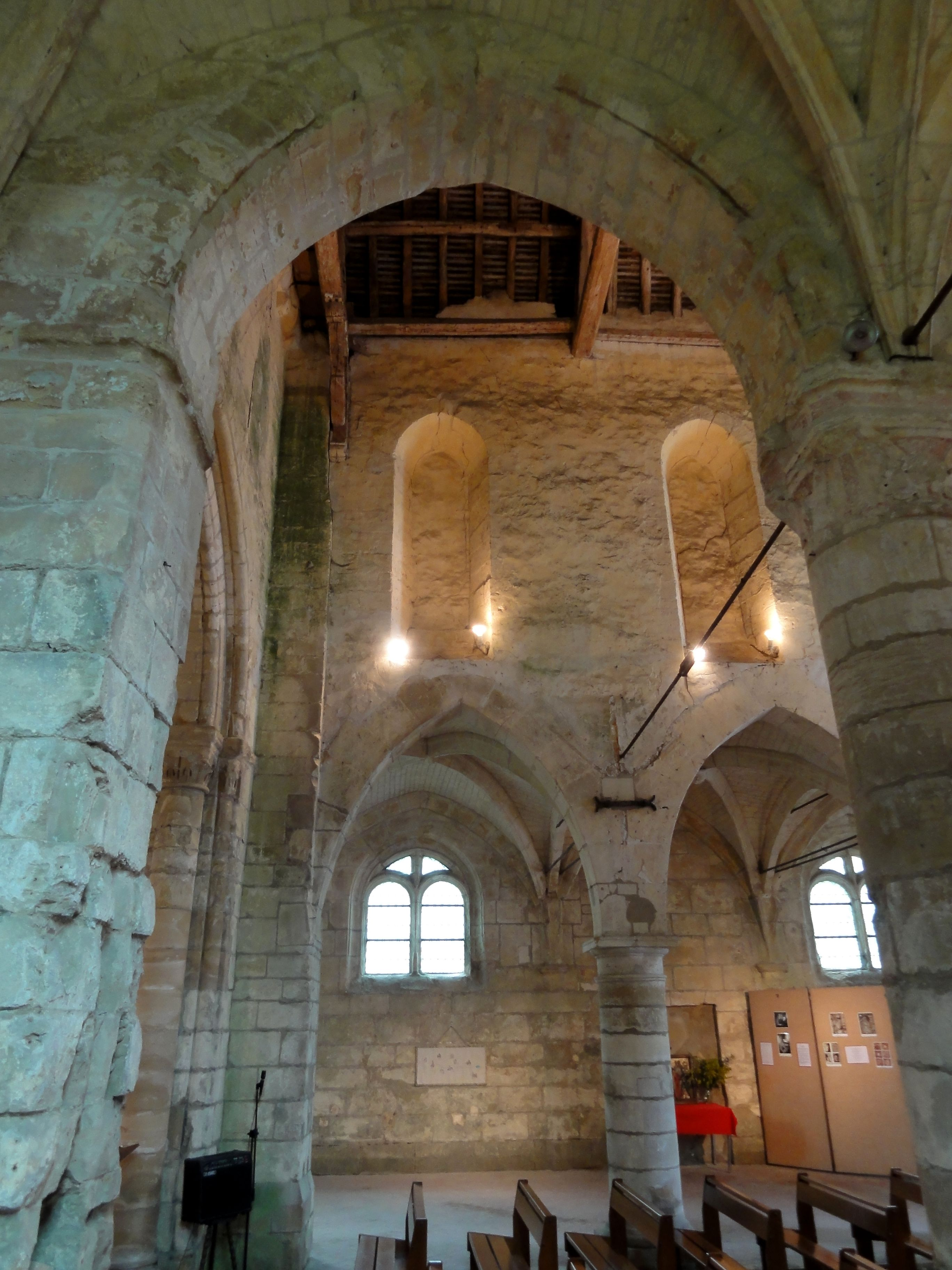
Vue par la 4e grande arcade.
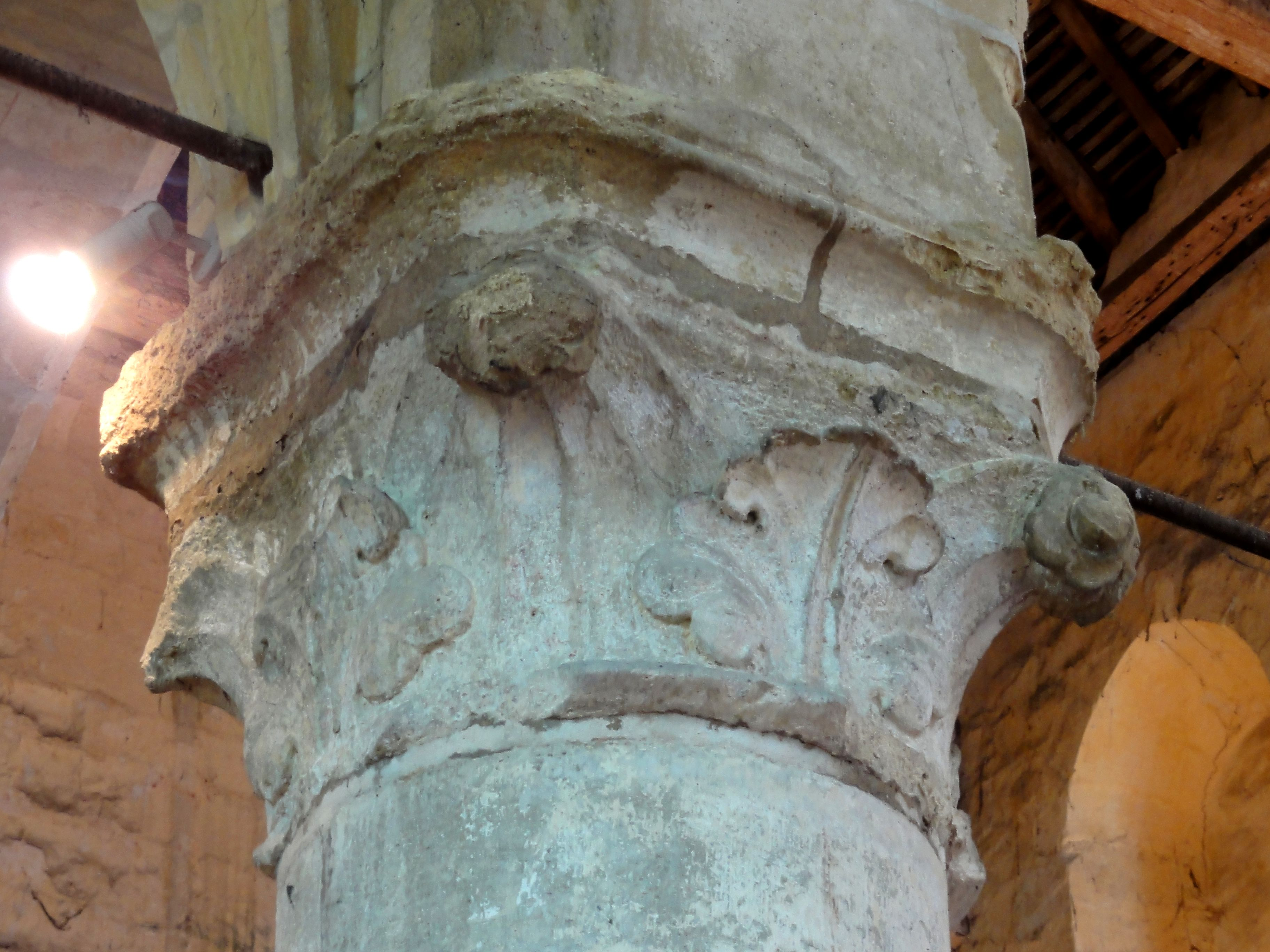
Chapiteau du 2e pilier isolé.
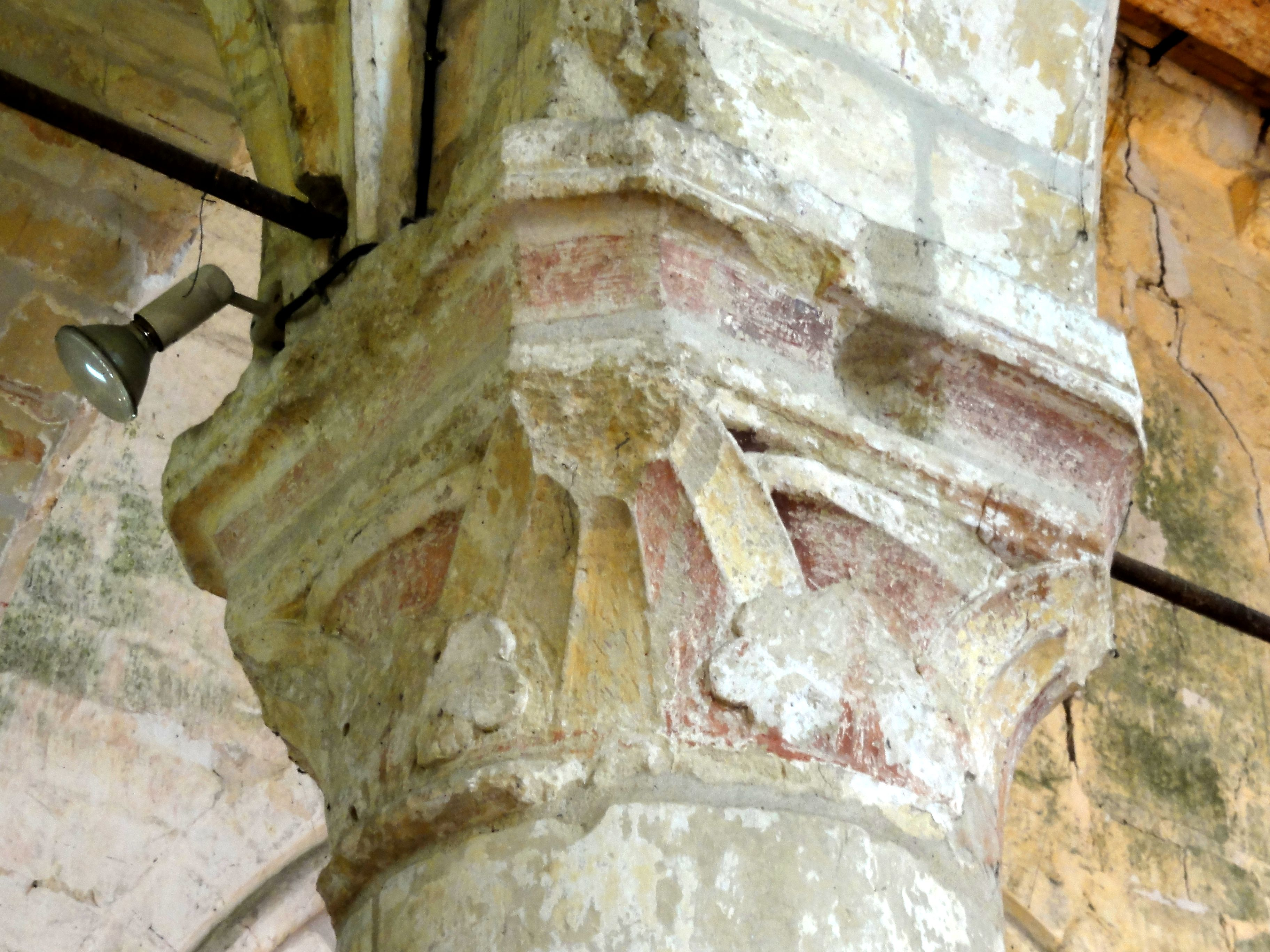
Chapiteau du 3e pilier isolé.
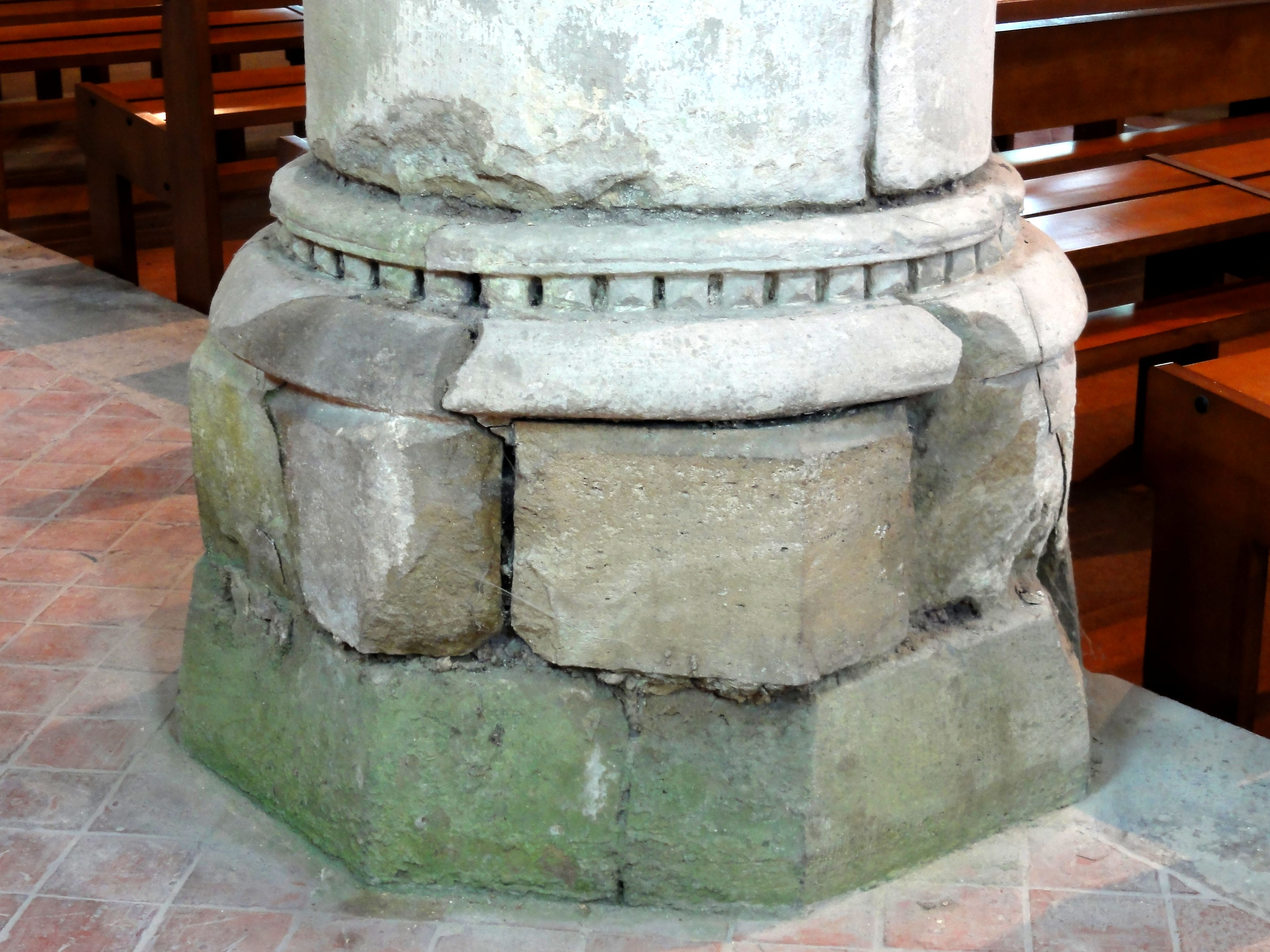
Base du 2e pilier isolé.
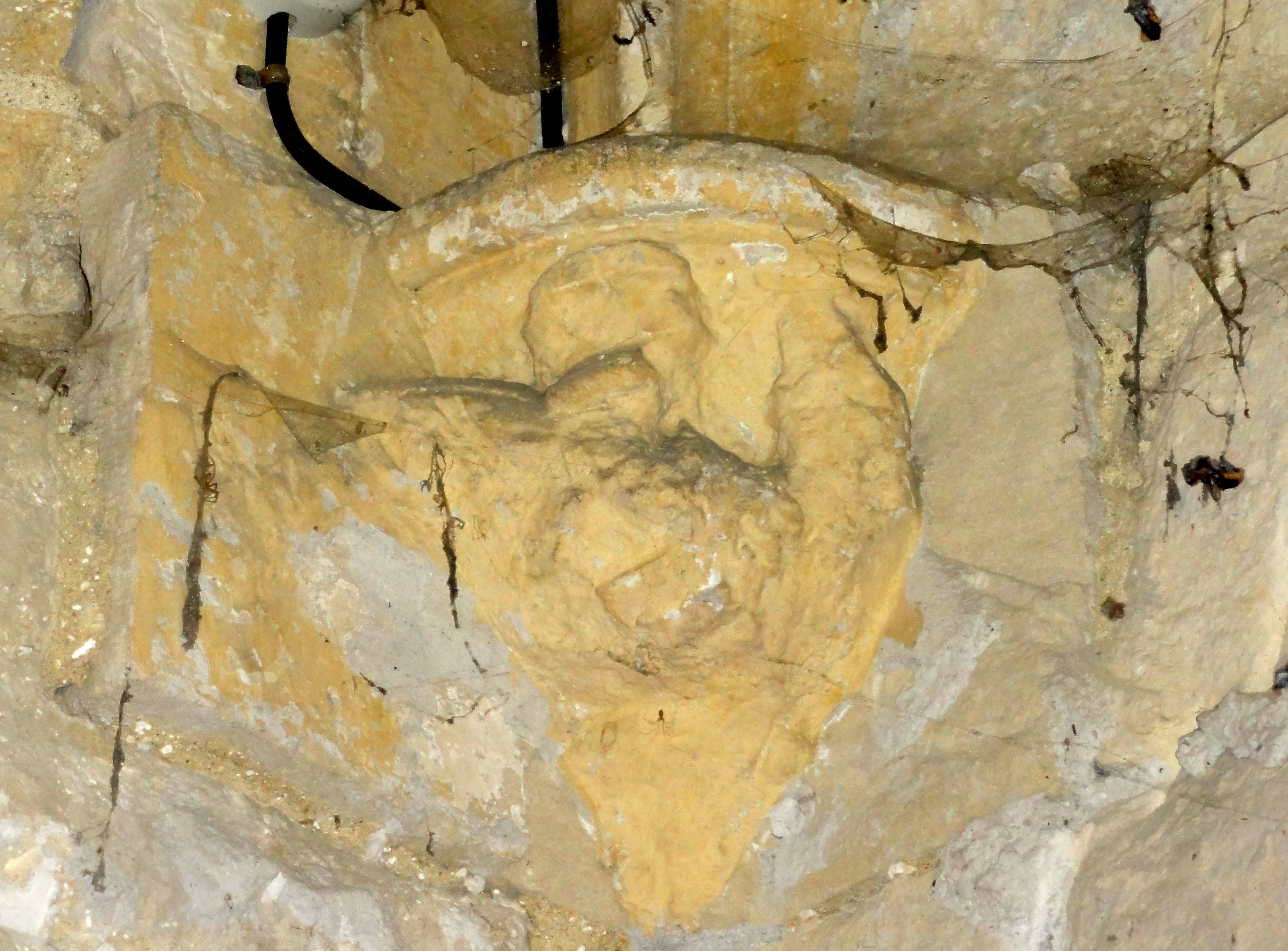
Cul-de-lampe dans l'angle.
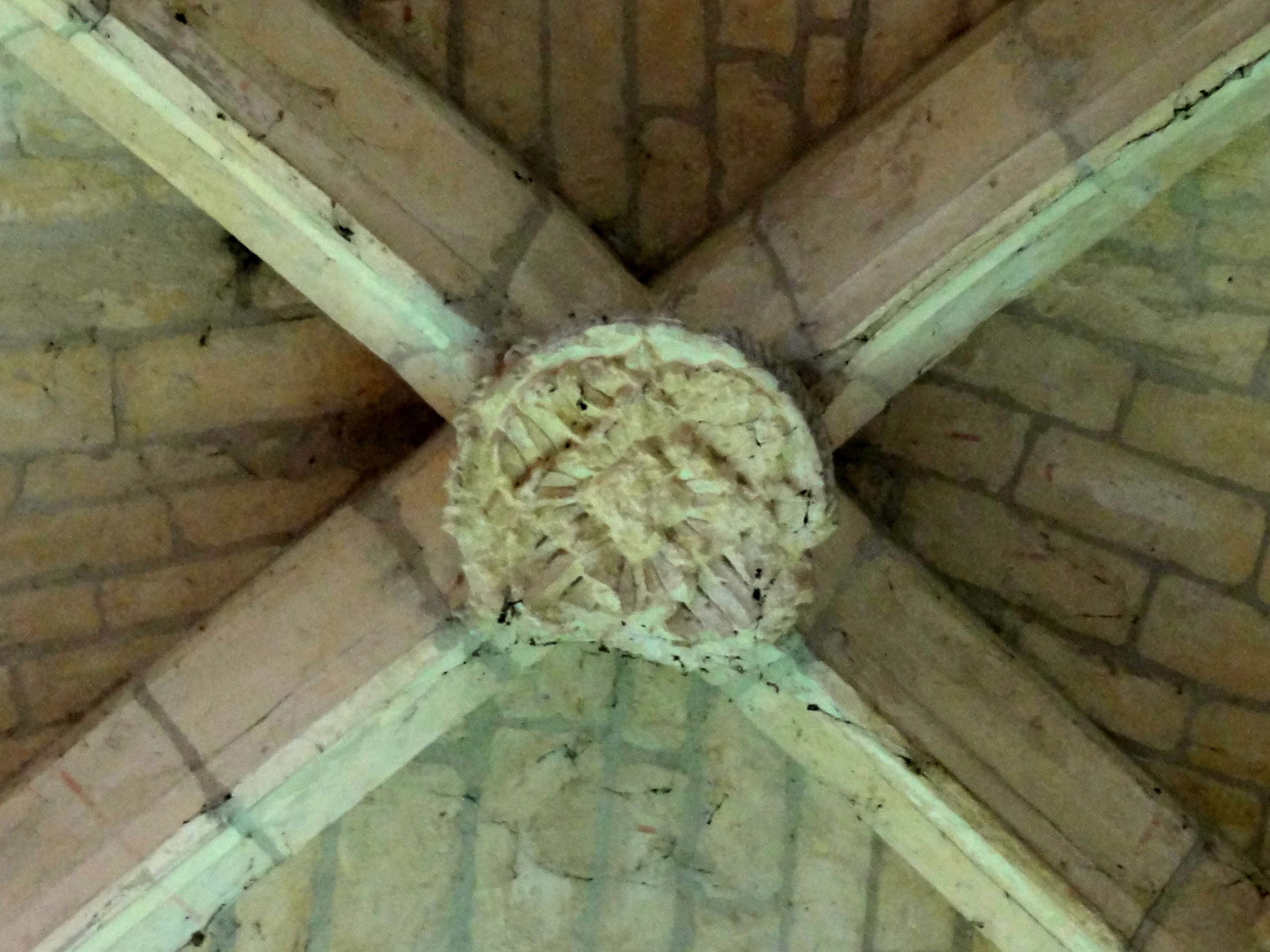
Clé de voûte de la 4e travée.

#### Bas-côté et grandes arcades du sud

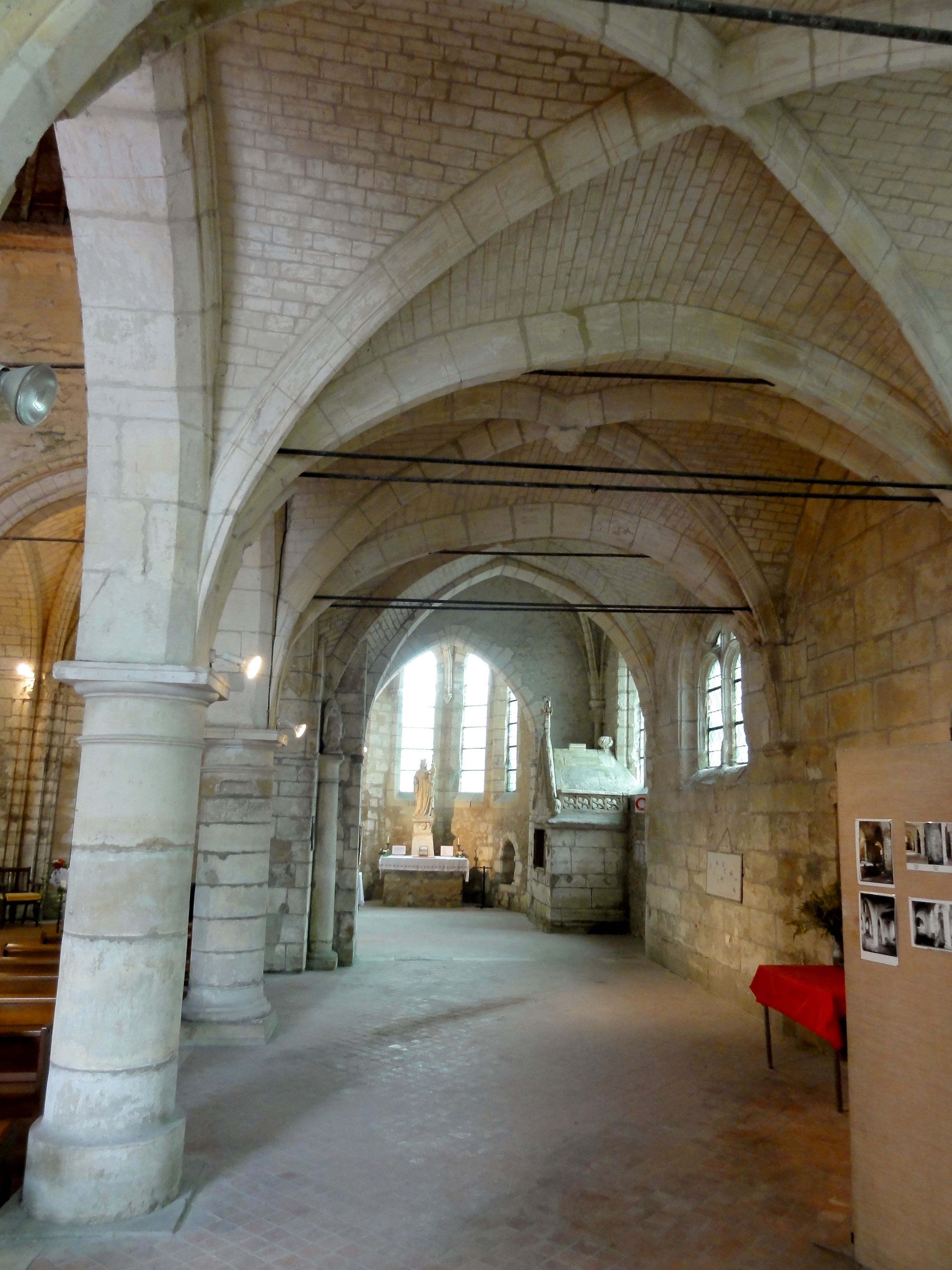
Bas-côté sud, vue vers l'est.

Les piliers des grandes arcades du sud font directement face à celles du nord : ce sont donc les fenêtres qui sont irrégulièrement disposées, et non les arcades. L'explication de cette irrégularité est la suivante : du fait de la présence des contreforts occidentaux du clocher dont la saillie s'ajoute à l'ouverture des quatrièmes grandes arcades, les quatrièmes travées sont un peu plus profondes que les autres, et l'architecte qui éleva le mur haut au sud de la nef n'en tint pas compte et subdivisa la longueur totale du bas-côté par quatre pour définir ses travées. Avec ce qui a été dit sur l'intervalle entre le sommet des grandes arcades et le seuil des fenêtres, rien ne prouve vraiment que les grandes arcades du sud ont réellement été refaites. L'on peut seulement s'étonner que le chanfrein manque côté nef. Aussi les grandes arcades du sud sont-elles en tiers-point, alors que les ogives, doubleaux et formerets sont en cintre surbaissé : si grandes arcades et voûtes avaient été bâties par le même maître d'œuvre, il aurait sûrement opté pour des formerets en tiers-point, pour rester cohérent sur la forme des voûtes. Les piliers par contre ont bien entendu été repris en sous-œuvre. L'on trouve ici une architecture Renaissance simplifiée ou mal comprise, d'une qualité médiocre. L'on ne retrouve pas de sources d'inspiration directe dans l'architecture antique, ni aucune créativité. Les tailloirs sont de simples tablettes carrées non moulurées, comme dans l'église Notre-Dame de Pontoise qui date de la fin du XVIe siècle, mais qui était conçue comme édifice de culte provisoire. Il n'y a pas de chapiteaux à proprement parler, ni d'entablements, mais le tambour supérieur de chacun des piliers est seulement légèrement mouluré. Les bases du premier et du troisième pilier évoquent l'ordre toscan.
En différence avec le bas-côté nord, les arcades commencent par une demi-colonne adossée au mur occidental de la nef. La largeur du bas-côté, de 4,60 m environ, est moitié plus importante qu'au nord, ce qui le fait paraître particulièrement bas en lien avec les doubleaux en cintre surbaissé. Il est effectivement plus bas que son homologue au nord, et le rapport entre hauteur et largeur n'est pas heureux sur le plan esthétique. Il ne l'est pas non plus sur le plan de la stabilité, puisque trois tirants de fer sont nécessaires par pilier pour éviter que les voûtes n'écartent pas trop les murs et les arcades, car la poussée s'exerce d'une manière plus horizontale que verticale. Dans la nef et le bas-côté nord, un seul tirant par pilier a suffi. Les nervures des voûtes sont minces et très saillantes, mais leur dos est plat. Elles sont toujours pénétrantes, et retombent sur les tailloirs des piliers côté nef, et sinon sur des culots simplement moulurées. Toutes les clés de voûte ont été martelées. Il y a une fenêtre en plus qu'au sud, ainsi qu'une porte bouchée dans la troisième travée. Plus larges que hautes, les fenêtres sont pourvues d'un remplage de deux arcatures plein cintre de part et d'autre d'un meneau central. Dans son ensemble, le bas-côté sud reste très en dessous du niveau des autres réalisations de la Renaissance dans l'est du Val-d'Oise. Entre 1545 et 1588 environ, le maître-maçon Nicolas de Saint-Michel de Luzarches contribua à la reconstruction de nombreuses églises et laisse une œuvre remarquable derrière lui, telles que les églises d'Attainville, de Mareil-en-France et du Mesnil-Aubry. Sa participation au bas-côté sud de l'église de Fosses paraît invraisemblable, et il faut donc croire qu'il date du temps où l'architecte avait pris sa retraite ou après, soit des années 1590 ou du début du XVIIe siècle.

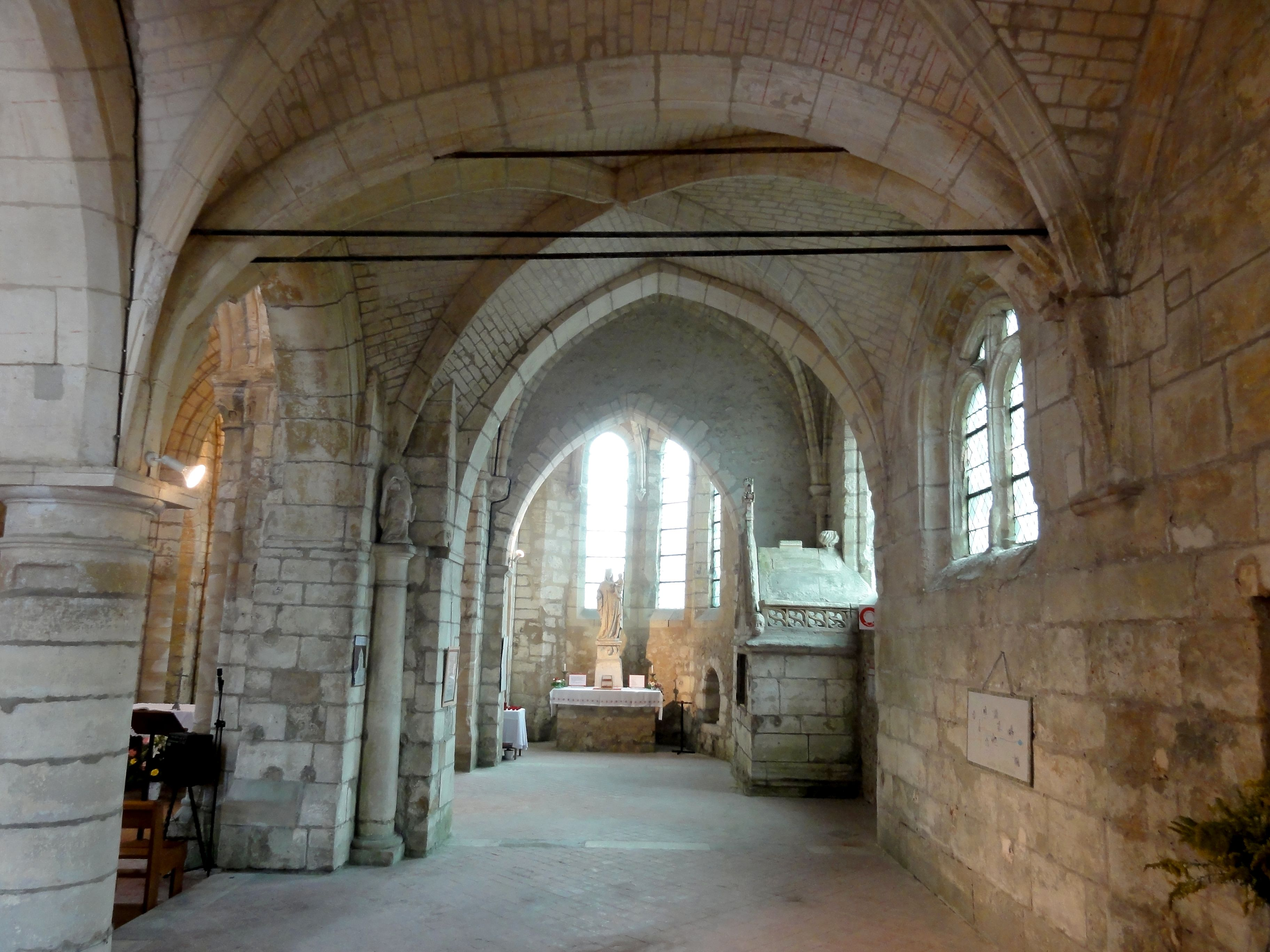
Bas-côté sud, vue vers l'est.
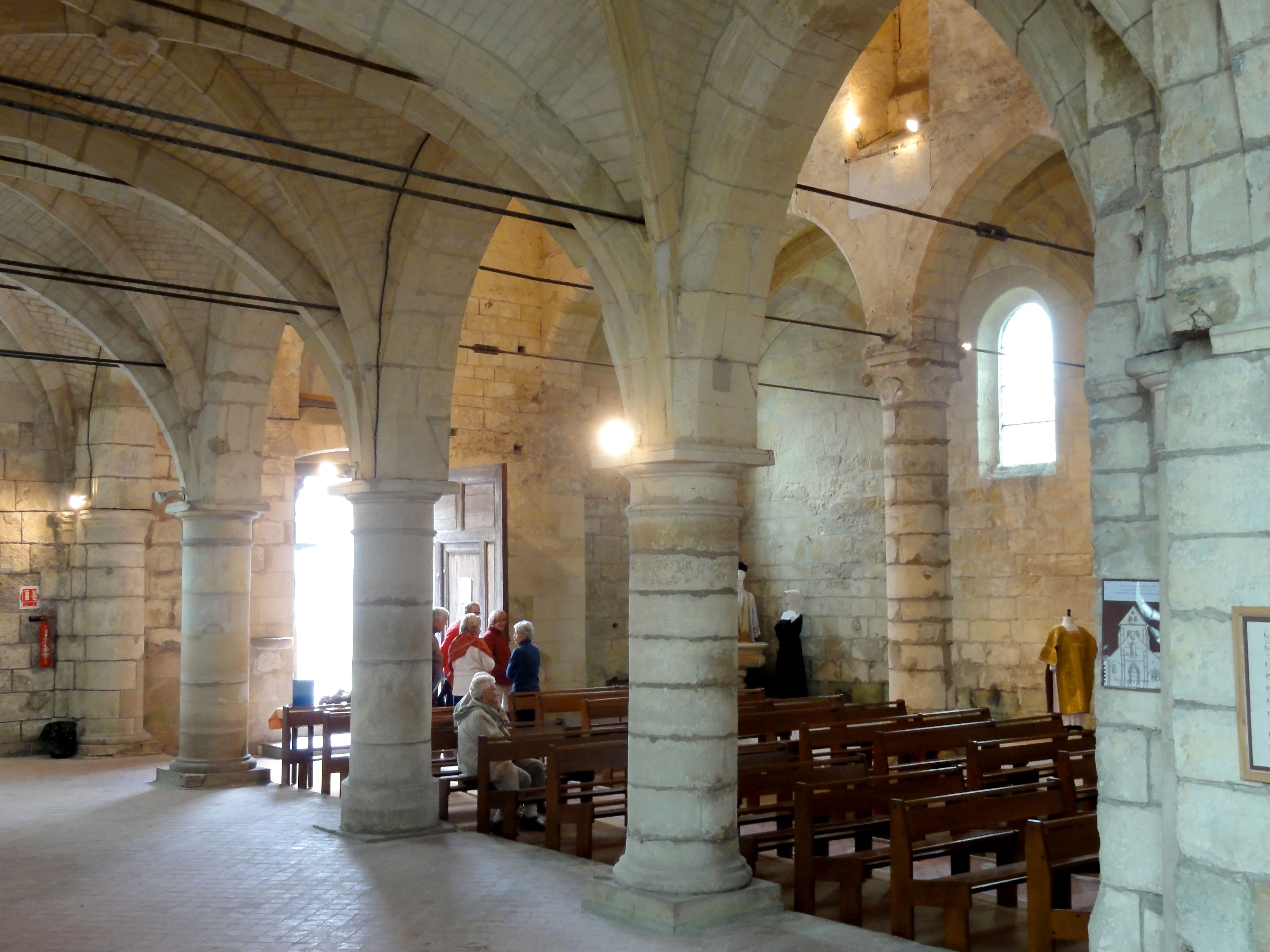
Bas-côté sud, grandes arcades.
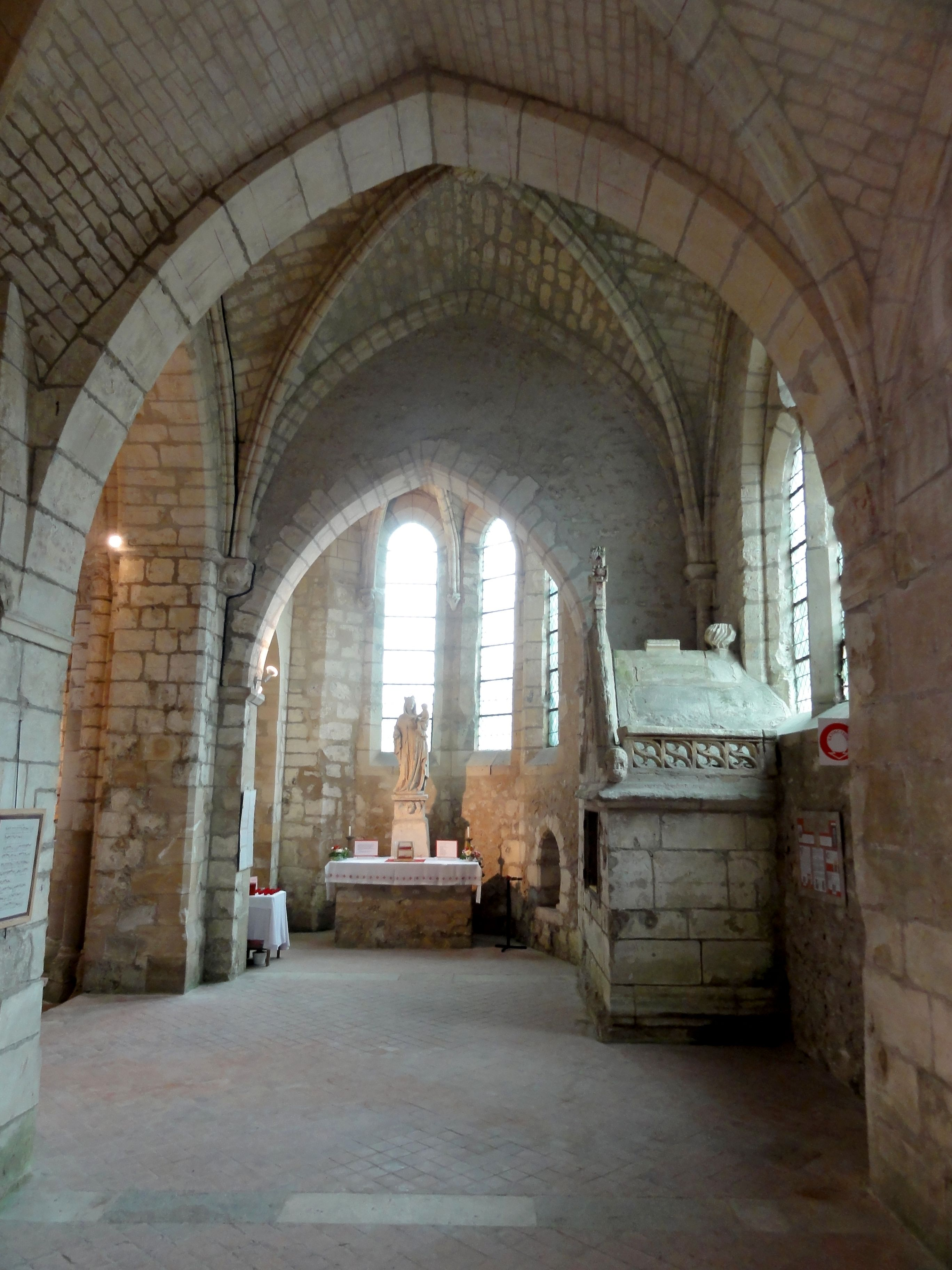
Vue dans le croisillon sud.
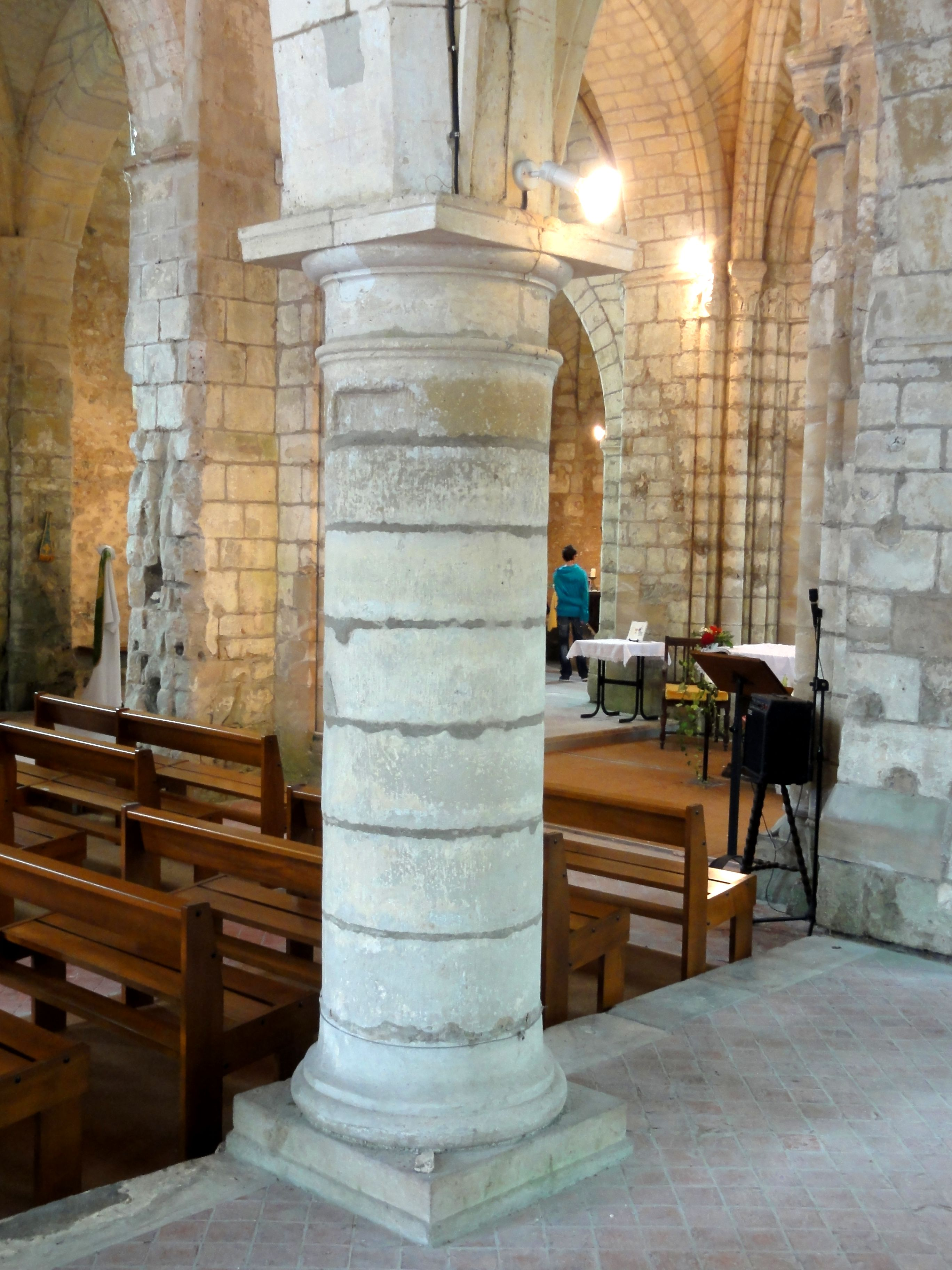
Troisième pilier.
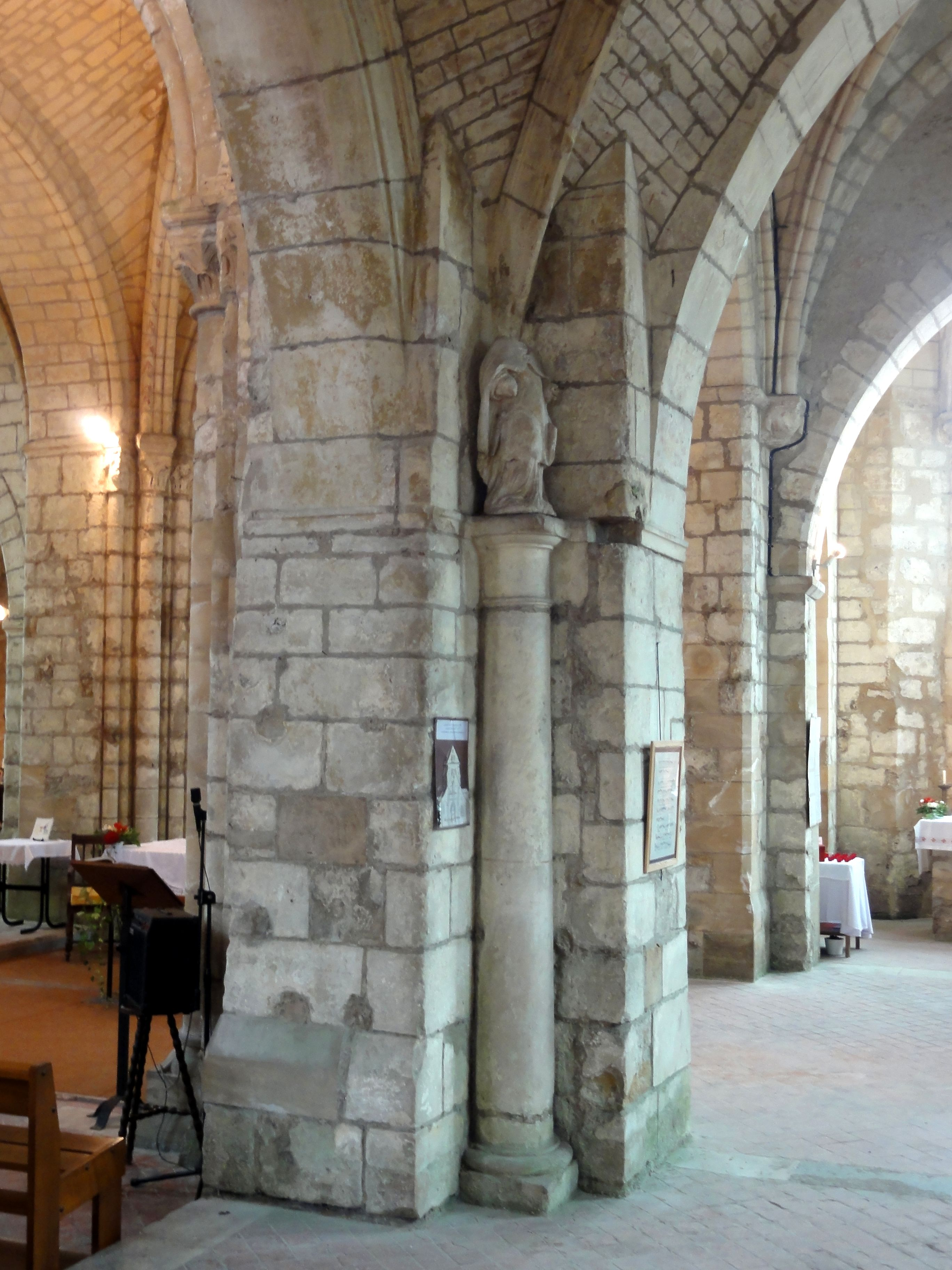
Pile sud-ouest du clocher.
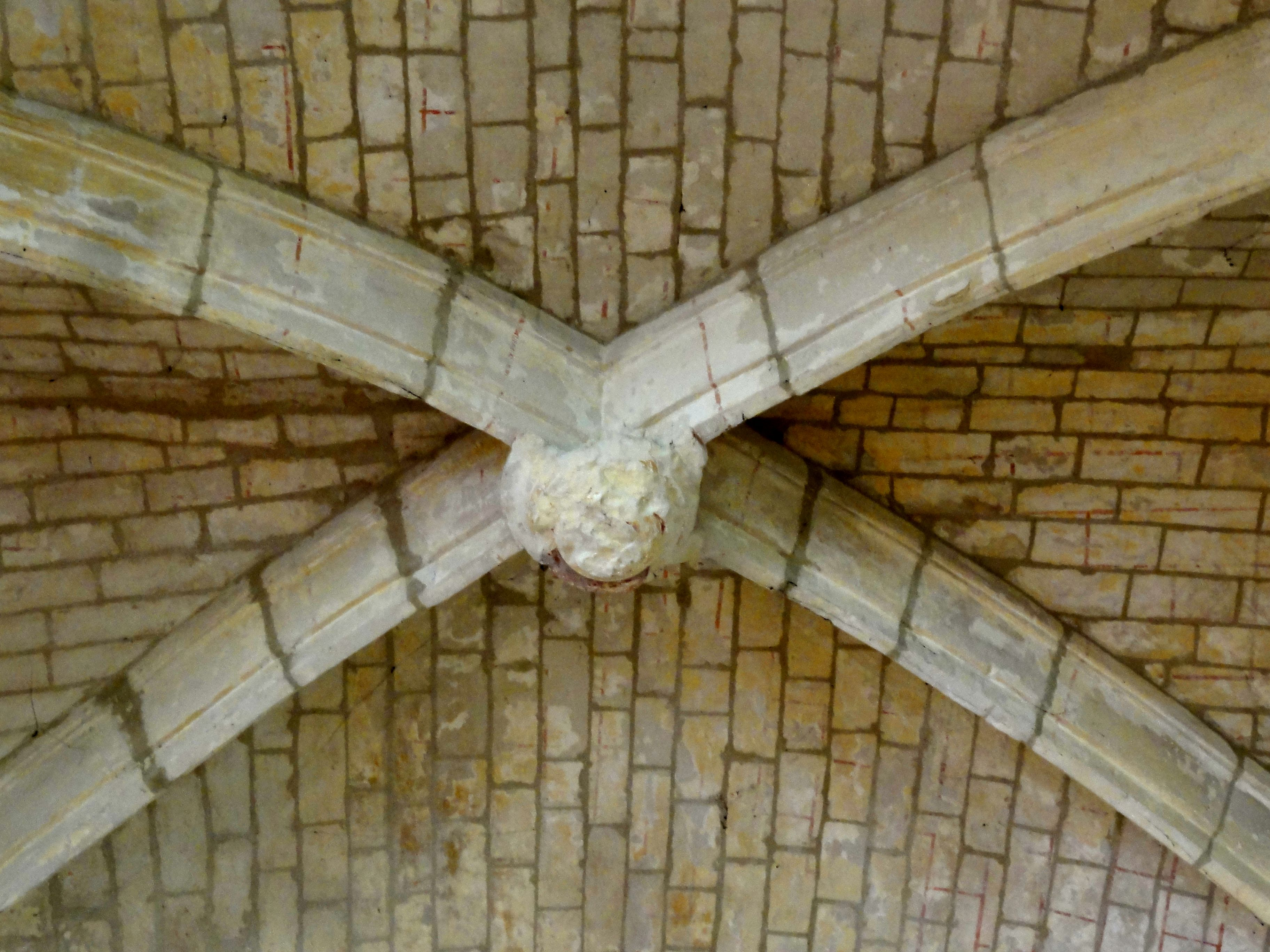
Clé de voûte martelée.

#### Croisée du transept

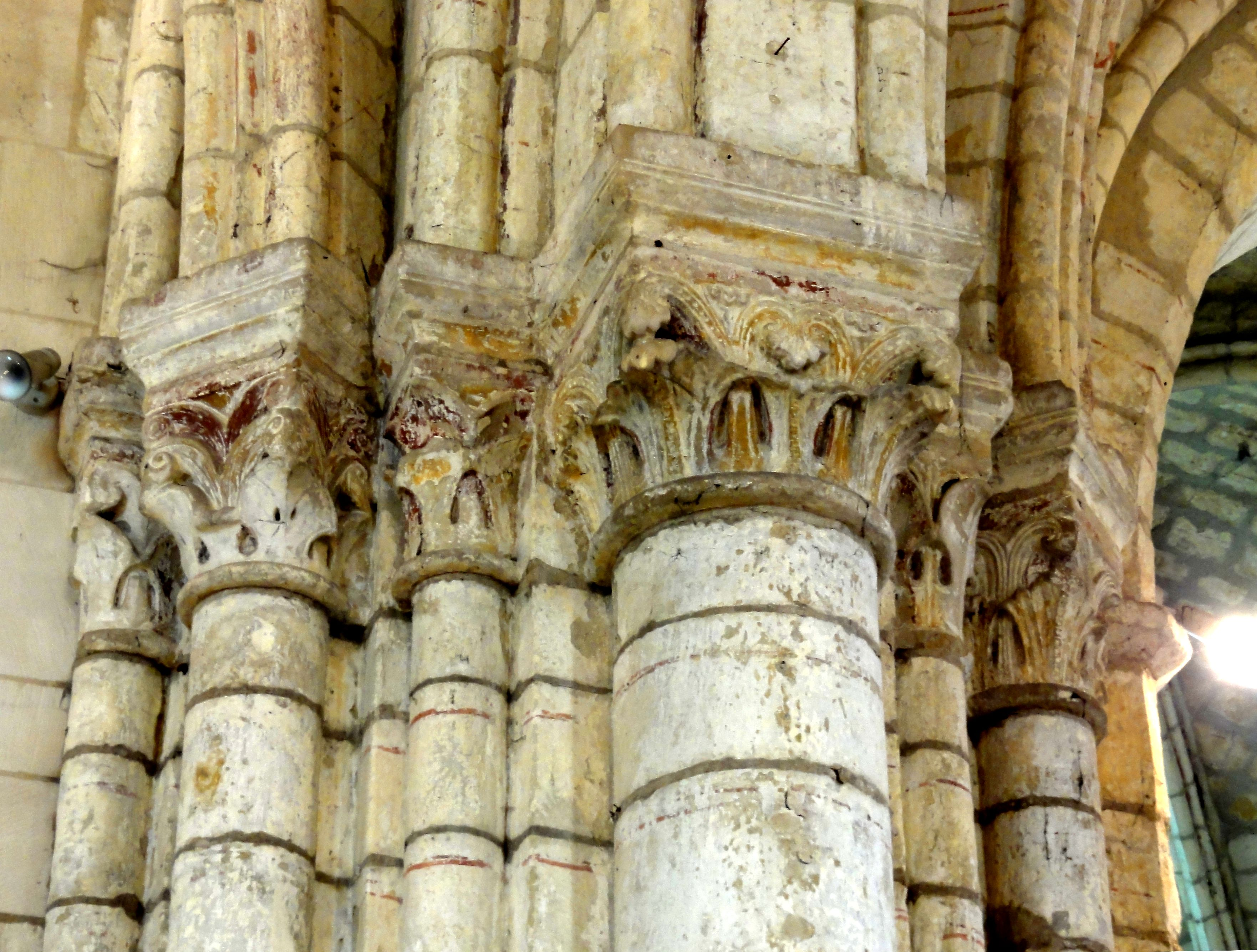
Arcade vers le chœur, chapiteaux côté sud.

L'arc triomphal, la croisée du transept et le chœur ont été édifiés en même temps et représentent la partie la plus ancienne de l'église, avec les murs hauts et les grandes arcades de la nef. Vu que le chœur proprement dit ne comporte qu'une seule travée, la croisée fait en pratique partie du chœur liturgique. Ses quatre arcades sont brisées, comme il devient de plus en plus fréquent dès la fin de la période romane, sachant que des arcades en plein cintre sont moins résistants. Or, la solidité du clocher est ici en jeu. Comme déjà signalé, l'arc triomphal moulurée d'un méplat entre deux tores dégagés, et surmonté d'une archivolte torique, est résolument gothique. La finesse des colonnettes supportant les archivoltes annonce également le nouveau style. L'arcade vers le chœur est identique, avec une ouverture de 3,20 m environ. Les arcades vers les croisillons sont cependant plus simples, car elles sont elles-mêmes non moulurées et simplement chanfreinées, mais néanmoins pourvues d'archivoltes toriques, qui côté est retombent sur des chapiteaux sculptés de masques d'angle. Sinon, les motifs sont empruntés du monde végétal exclusivement, avec toujours deux rangs de feuillages, dont ceux du rang supérieur forment souvent des crochets ou des volutes d'angle, qui sont loin de la forte abstraction typique de la période romane. D'emblée la représentation est assez naturaliste, et permet d'identifier des feuilles d'acanthe, des feuilles d'arum ou de nénuphar. Les nervures des feuilles de certains chapiteaux sont perlées. Des traces de polychromie existent, notamment au sud-est. Des faisceaux de trois colonnettes sont logés dans les angles de la croisée, bordés par les colonnes des arcades vers la nef et vers le chœur, dont la partie inférieure a été supprimée afin d'améliorer la visibilité du sanctuaire depuis la nef, mais restituée lors d'une restauration côté nef seulement. Les colonnettes supportant les ogives sont un peu plus épaisses que celles réservées aux archivoltes. Les chapiteaux des colonnettes correspondant aux ogives sont placés de biais afin de s'orienter vers les ogives. Ceux-ci sont au profil d'une arête ou d'un filet entre deux tores : en effet, il y a deux profils légèrement différents sous une même voûte, ce qui est d'une grande rareté. La clé de voûte est une toute petite rosace.

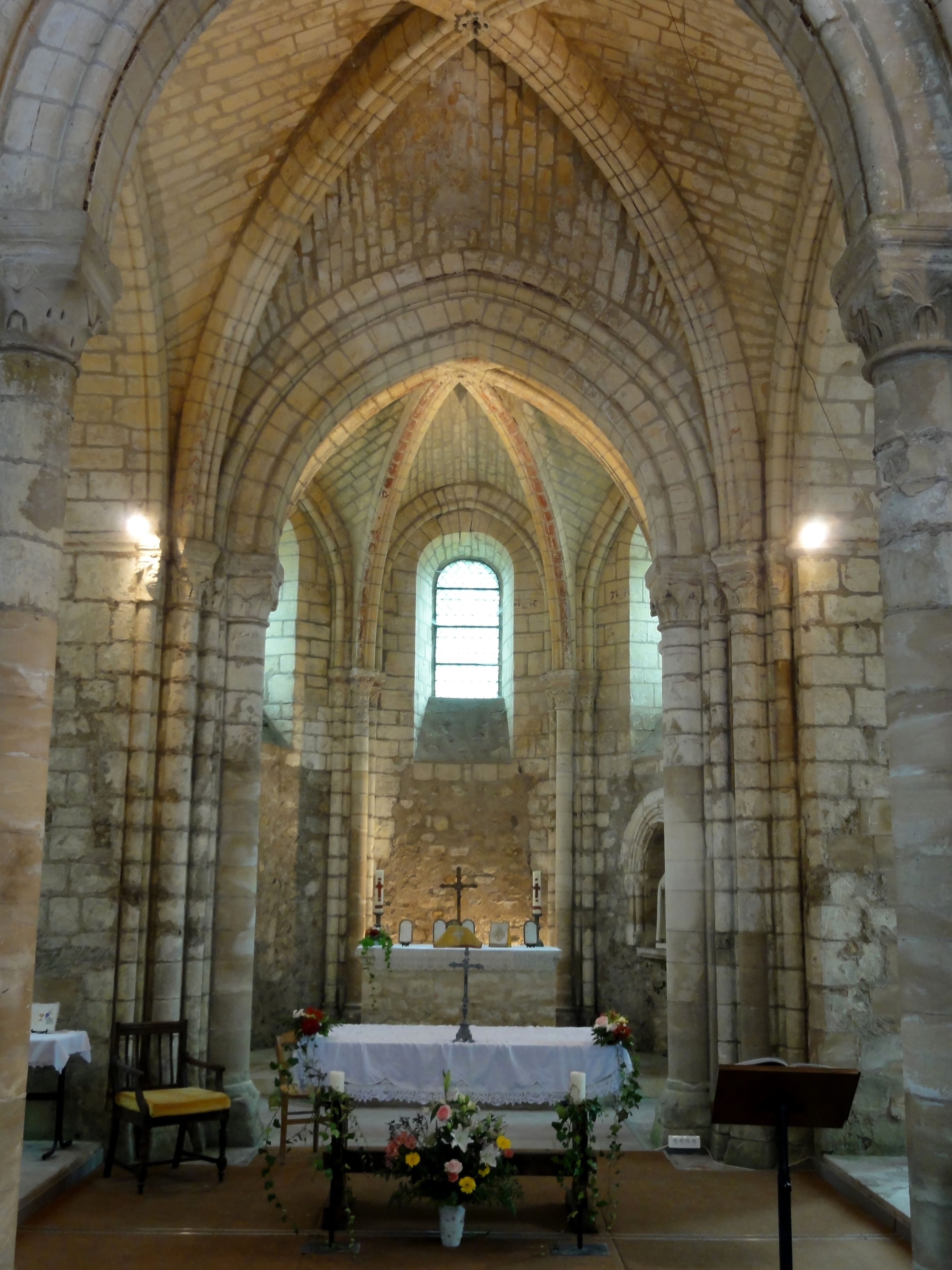
Croisée, vue vers l'est.
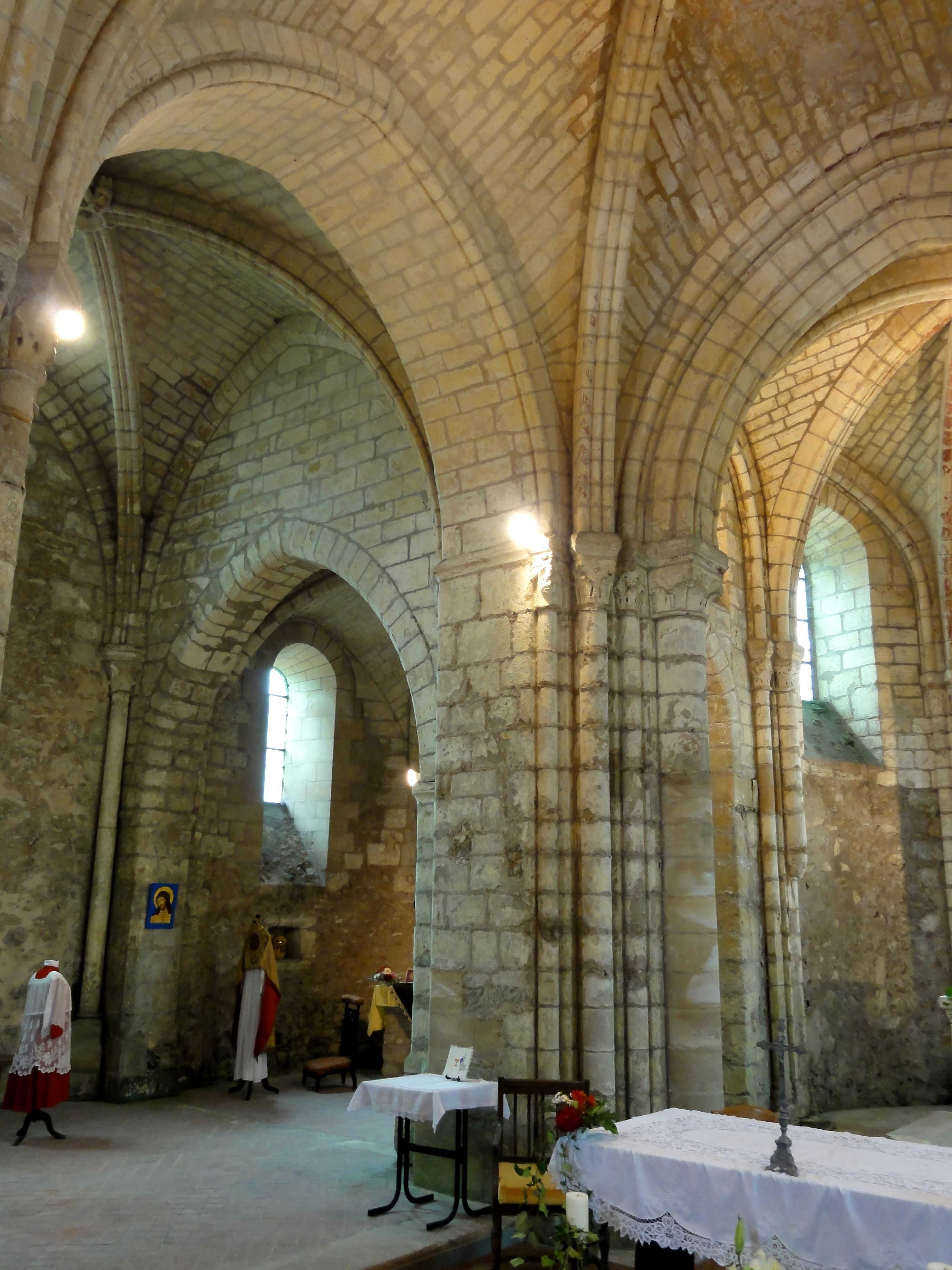
Croisée, vue vers le nord-est.
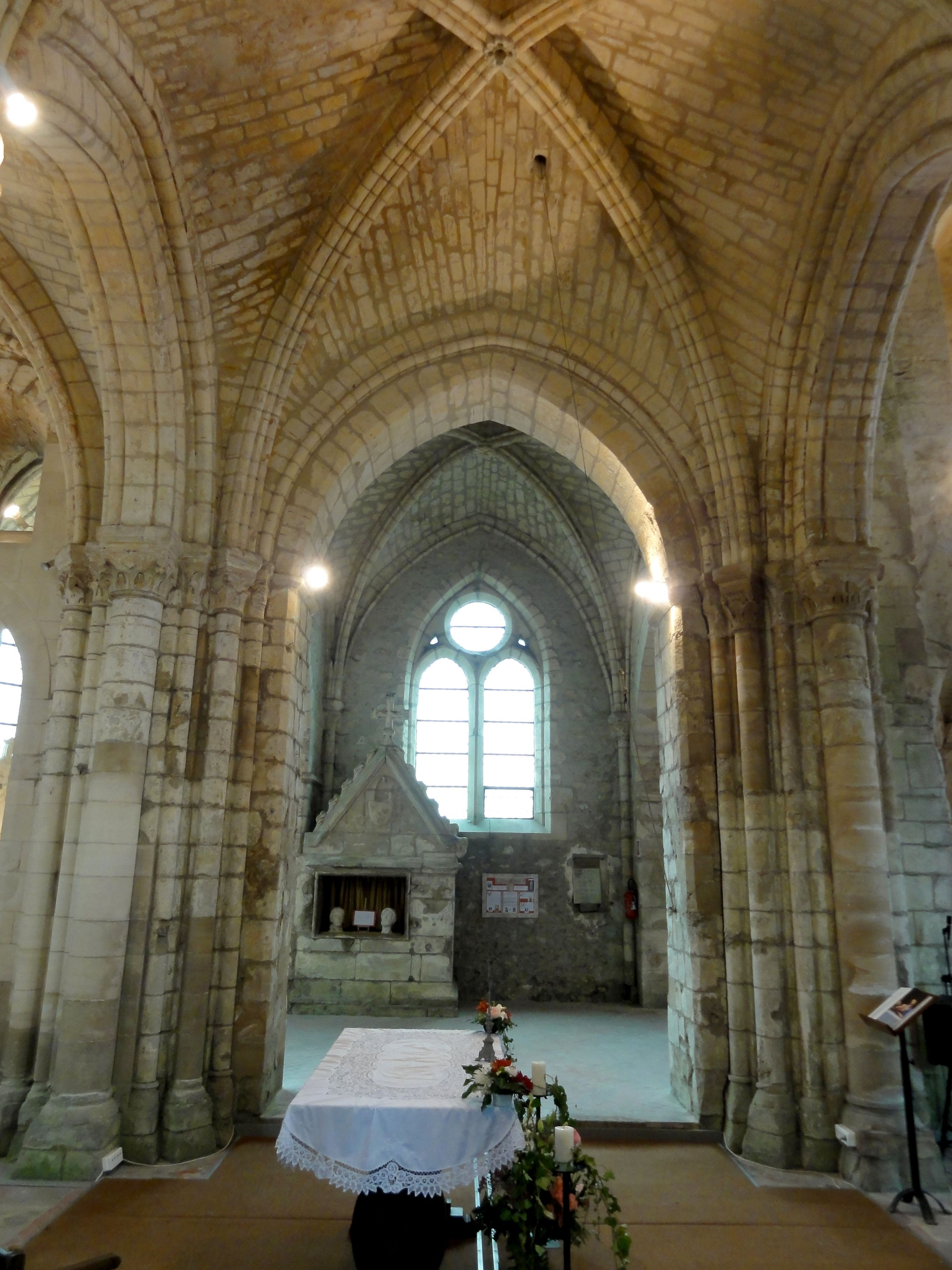
Croisée, vue vers le sud.
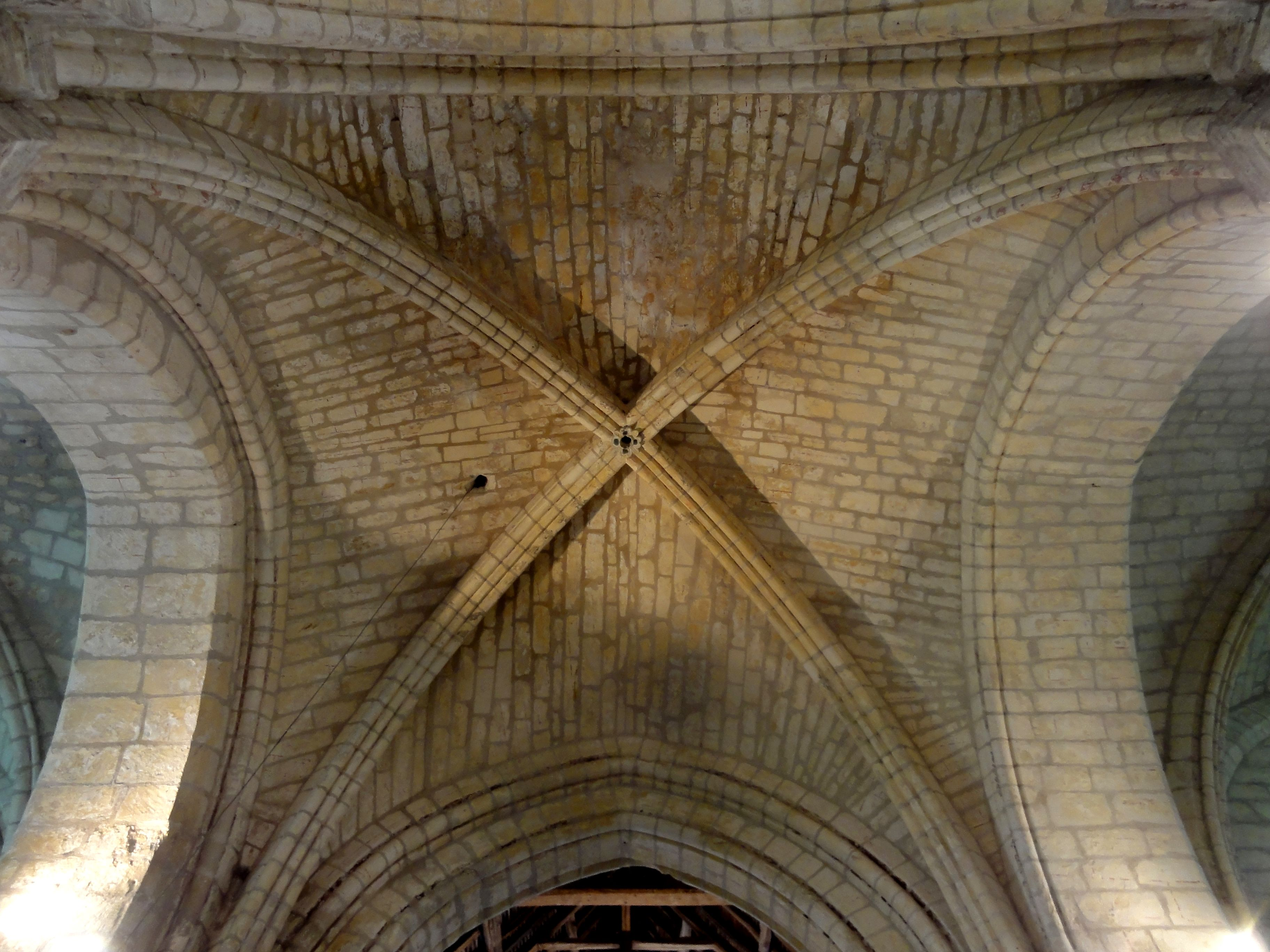
Voûte de la croisée.
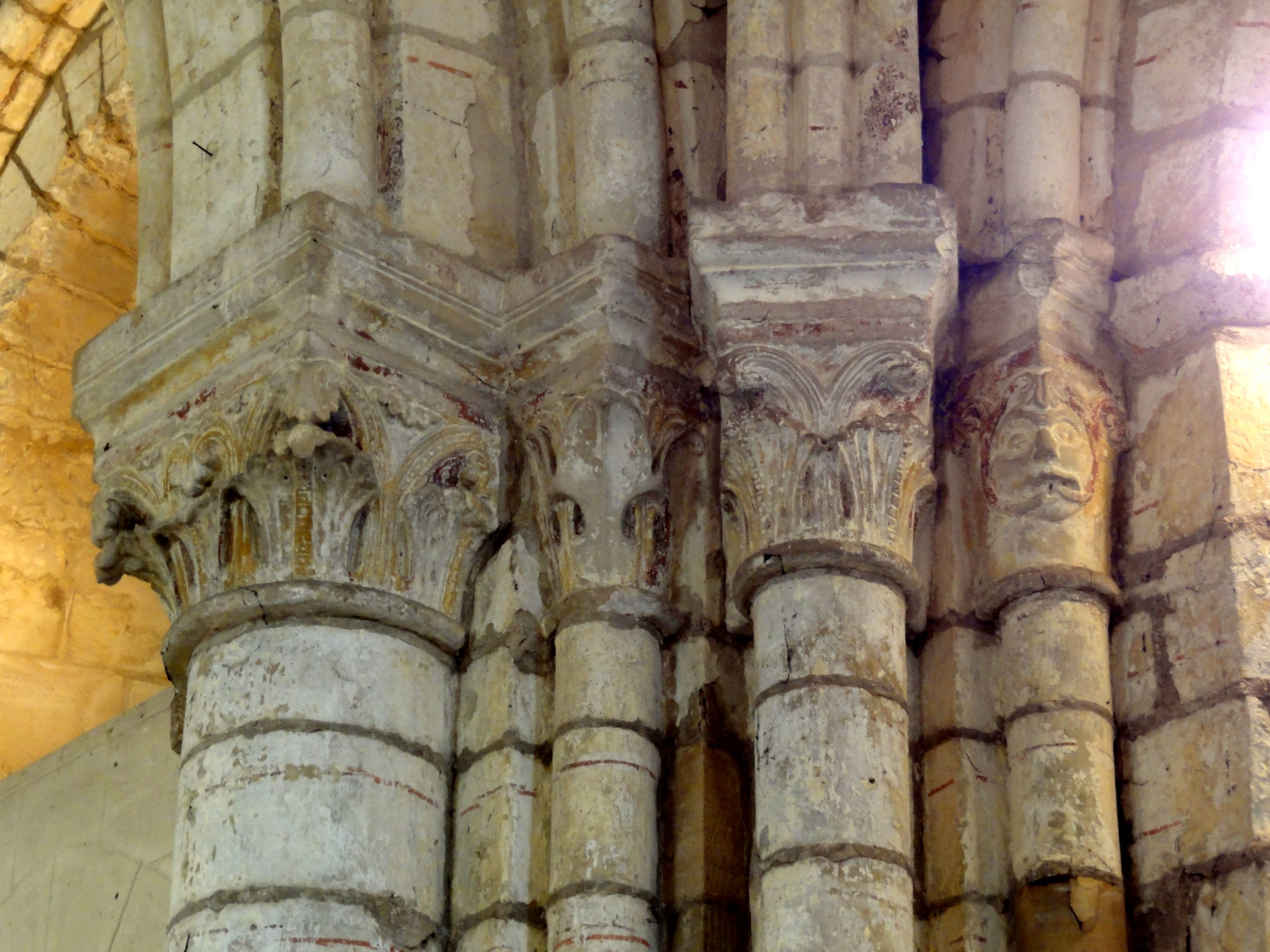
Chapiteaux dans l'angle sud-est.
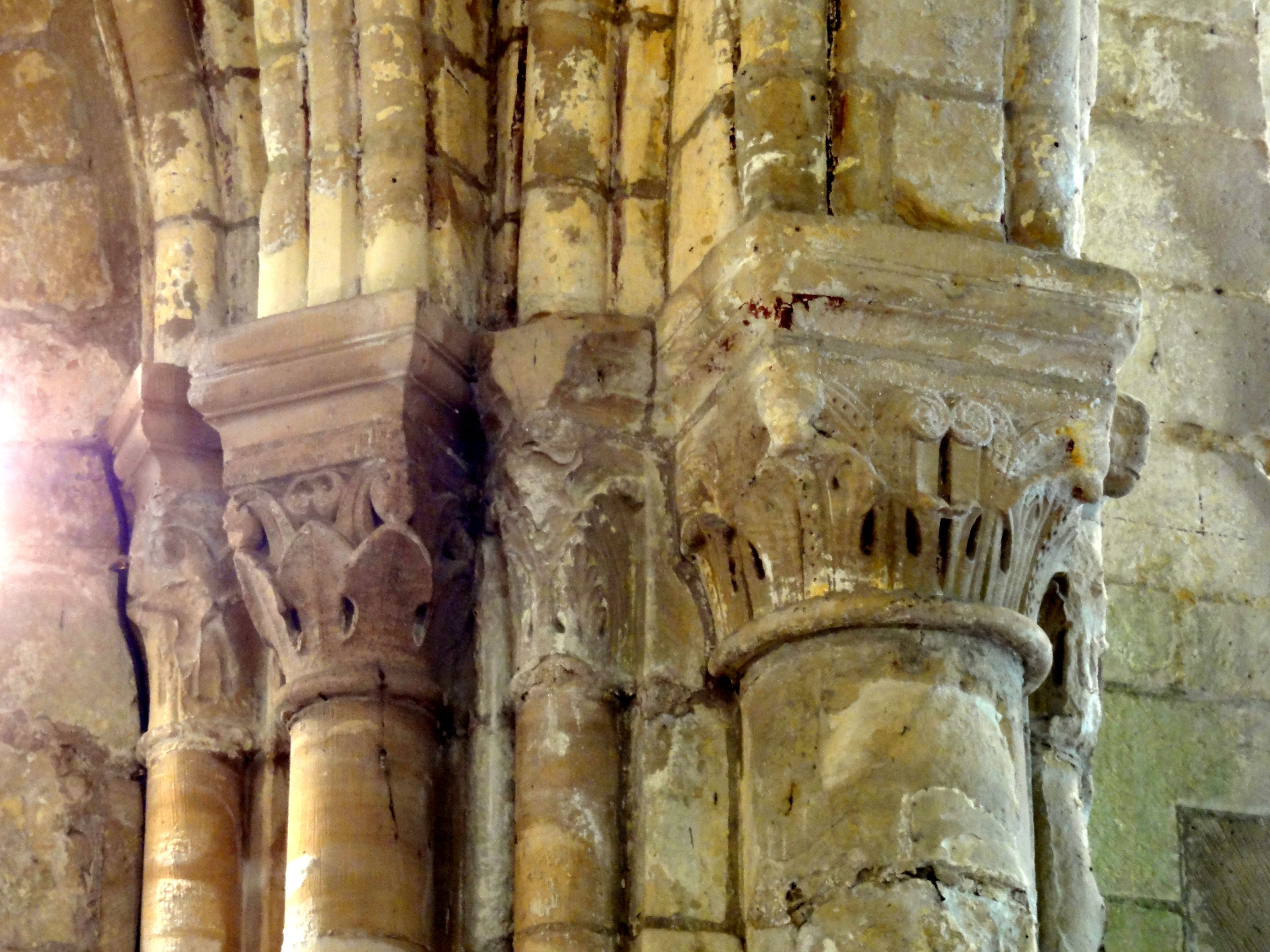
Arc triomphal, chapiteaux côté sud.

#### Chœur

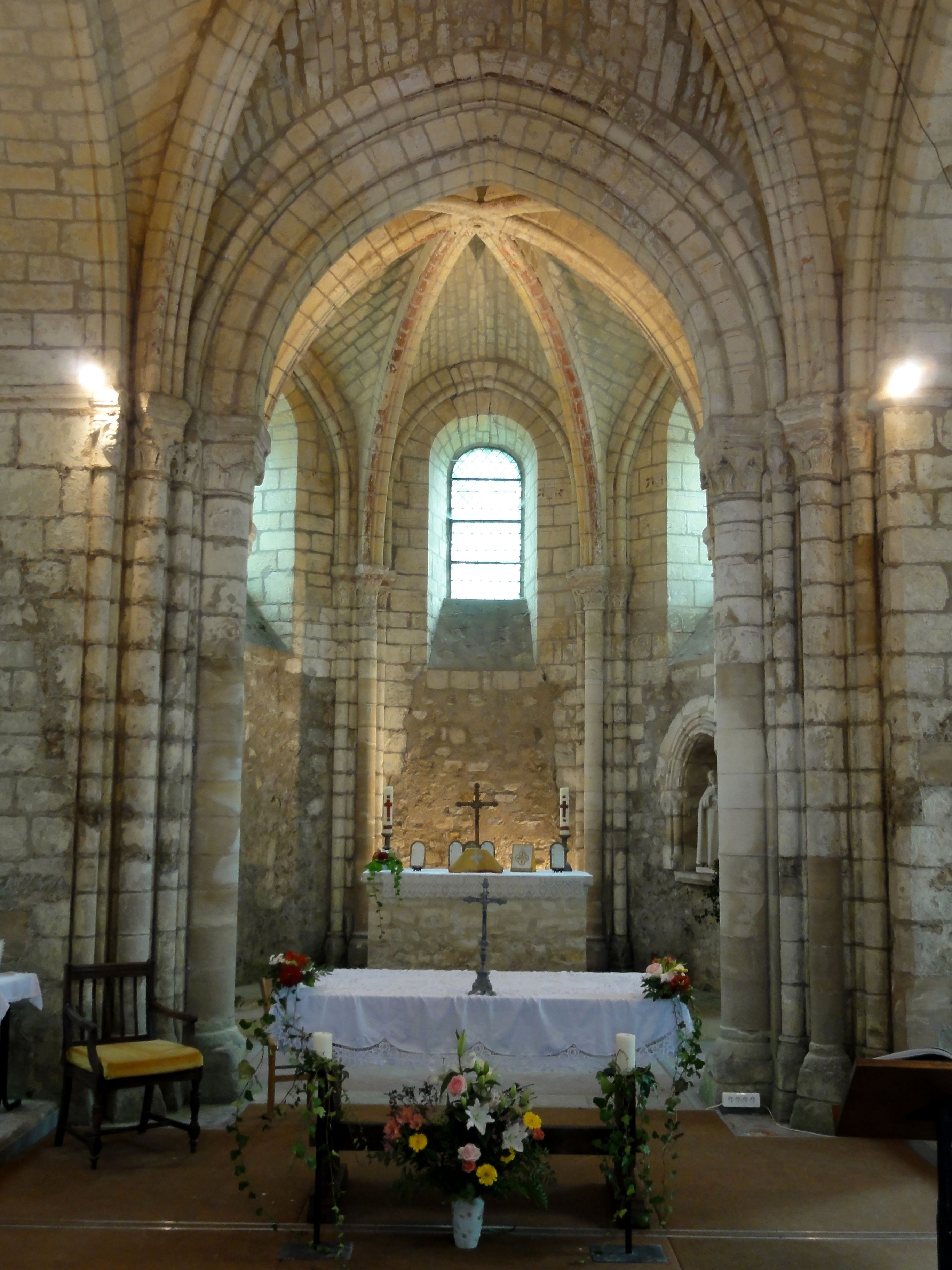
Vue dans le chœur.

Le chœur de l'église Saint-Étienne hérite la forme en hémicycle de son abside de l'architecture romane, et pour les habitants de la région, l'analogie avec le chœur de Luzarches paraît évidente, également en ce qui concerne les arcades percées après coup qui le relient avec les chapelles, et les fenêtres bouchées de la partie droite. Mais soixante à soixante-dix ans séparent les deux édifices, et à l'exception de la forme en plein cintre des fenêtres largement ébrasées, les analogies s'arrêtent là. Il convient de comparer le chœur de Fosses avec ceux des églises d'Orry-la-Ville, Saint-Gervais de Pontpoint, de Saint-Vaast-de-Longmont et de Vaumoise, qui datent tous des premières années de l'architecture gothique. Le chœur de Fosses n'est pas voûté en cul de four et en berceau, mais recouvert d'une voûte d'ogives dont les six branches d'ogives rayonnent autour d'une clef centrale. Certes les voûtes d'ogives apparaissent dans la région dès le début du XIIe siècle, et une poignée d'exemples existent dans le Val-d'Oise, dont les plus anciens ne remontent guère avant 1130. Or, des formerets moulurés comme on peut les voire dans le chœur de Fosses n'apparaissent qu'à la période gothique, et l'on remarquera leur forme en tiers-point plus ou moins prononcée selon les différents pans de mur. Ces pans sont au nombre de cinq, dont le premier et le dernier sont droits. La moitié inférieure de leurs fenêtres a disparu avec le percement d'arcades d'intercommunication vers les chapelles, tandis que la partie supérieure des fenêtres a été bouchée au nord, mais seulement perdu son vitrage au sud : ces baies donnent sur l'intérieur des chapelles. Les arcades sont non moulurées du fait de leur percement après coup, et l'axe de l'arcade vers l'absidiole nord est légèrement biais pour s'accommoder avec le plan de l'absidiole. Ce caractéristique est moins prononcé au sud, où l'arcade est aussi plus aiguë. Ces différences donnent à penser que les deux arcades n'ont pas été percées en même temps. Pour revenir aux fenêtres, elles ne sont pas décorées, alors que les baies du chœur de Luzarches sont déjà flanquées de colonnettes. Un effet décoratif est toutefois obtenu par les faisceaux de trois colonnettes correspondant aux ogives et formerets, et jadis, les peintures murales devaient faire apparaître le chœur beaucoup moins austère ; seuls des fragments en subsistent. La sculpture de leurs chapiteaux est plus simple que dans la croisée, et certains chapiteaux aux volutes d'angle rappellent la période romane. Le profil des ogives est d'une fine arête entre deux tores. Ce profil est plus élégant que celui observé dans la croisée, où l'arête ou le filet sont aussi larges que les tores. — La fenêtre du pan nord-est a été restituée après la démolition de la sacristie, qui défigurait le chevet et qui avait entraîné l'obturation partielle de la baie. Les soubassements des fenêtres ont dû être repris, et une remarquable piscine liturgique a été retrouvée au sud-est. Elle s'ouvre sous une archivolte moulurée en plein cintre, et entre deux colonnettes aux chapiteaux malheureusement abîmés.

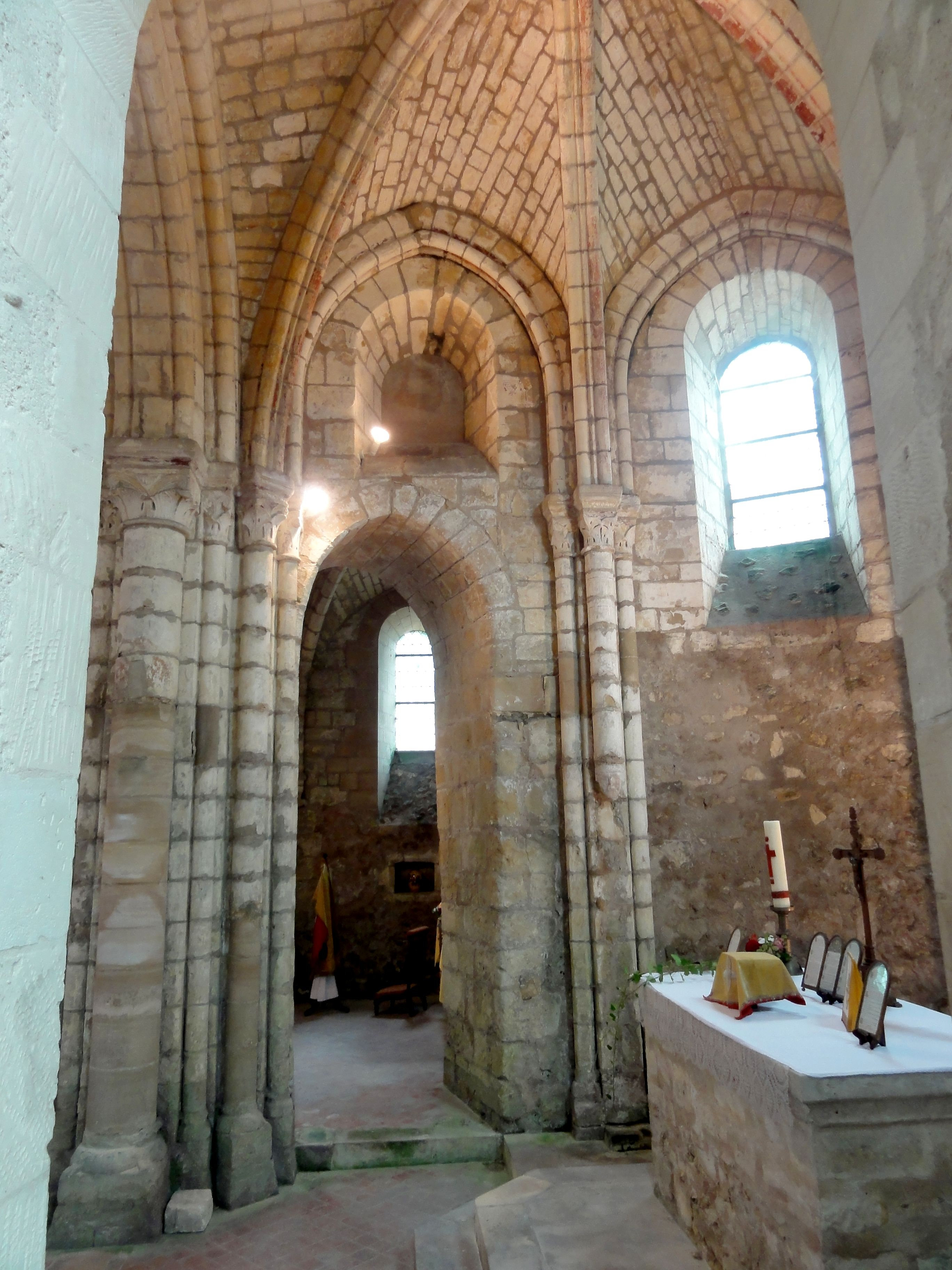
Chœur, côté nord.
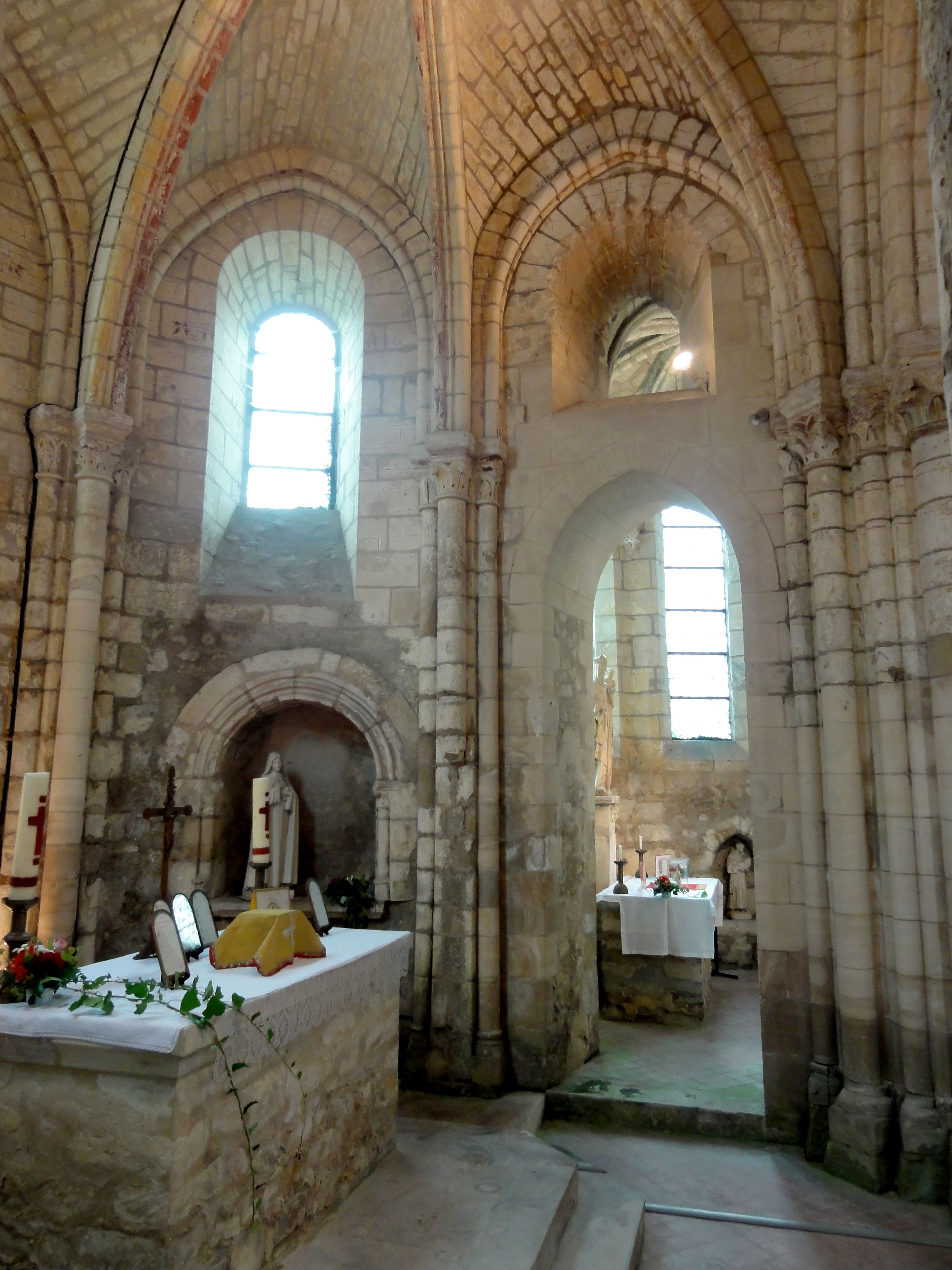
Chœur, côté sud.
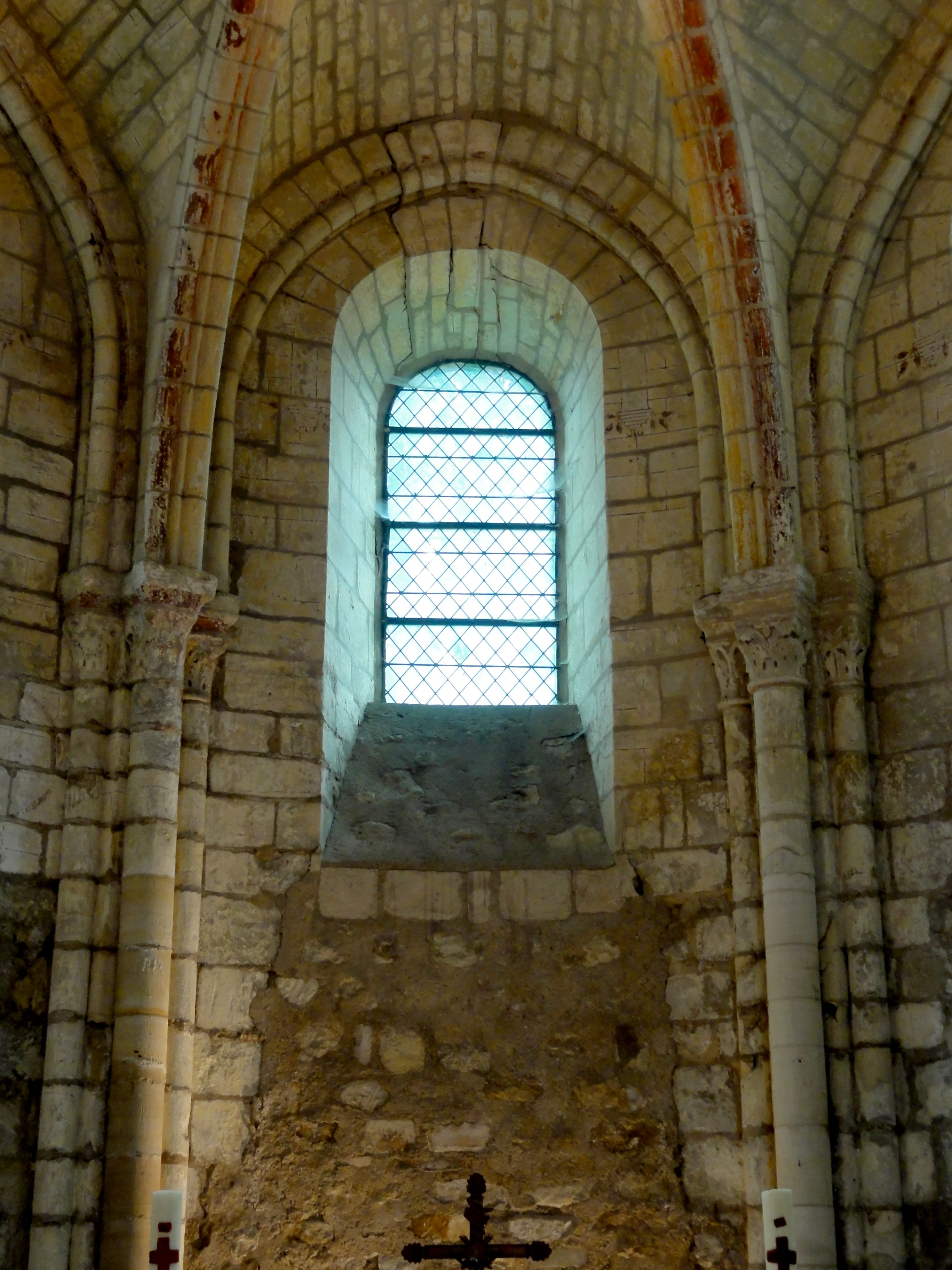
Fenêtre d'axe.
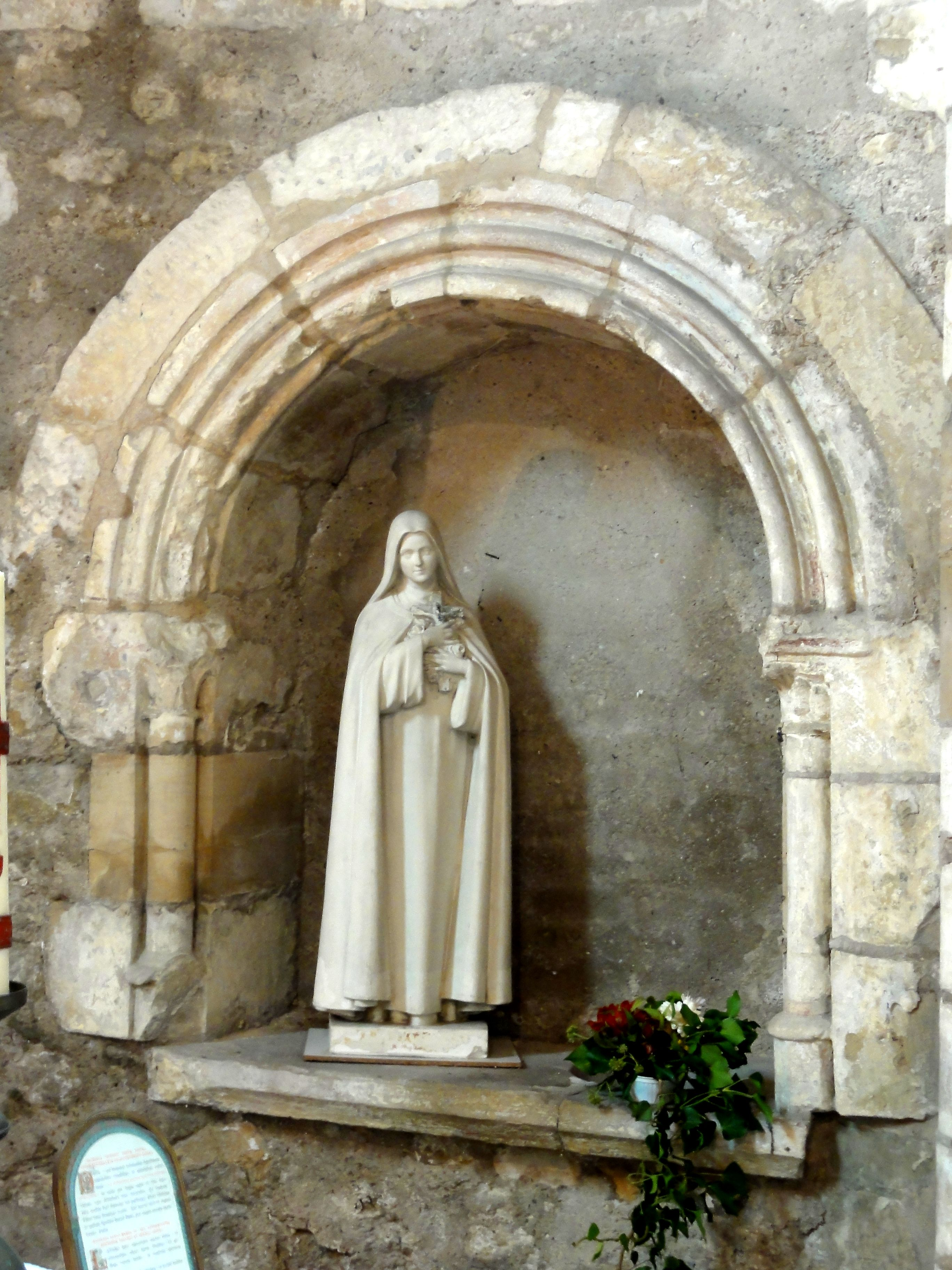
Piscine côté sud.
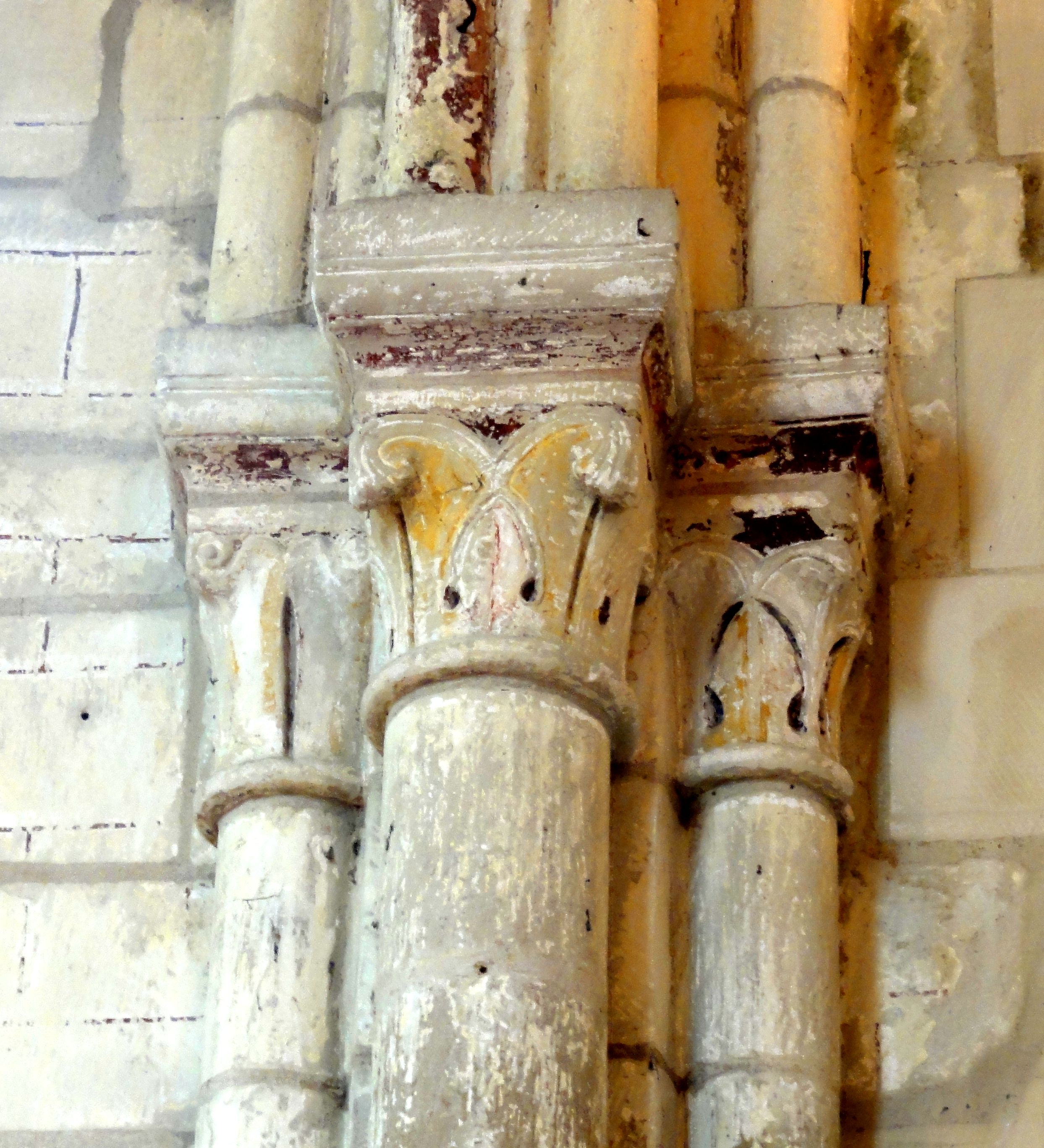
Chapiteaux côté sud.
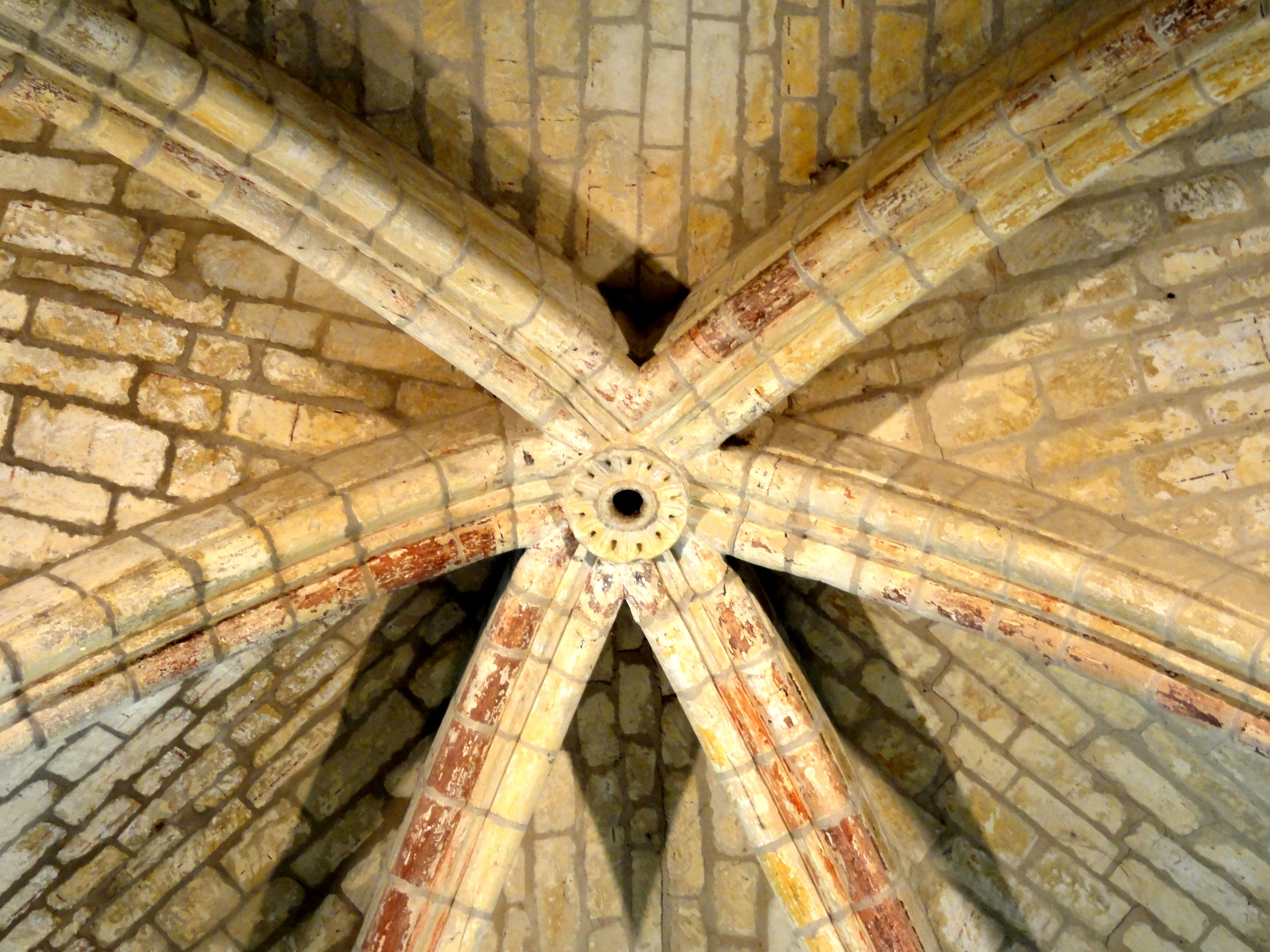
Sommet de la voûte.

#### Croisillon et absidiole nord

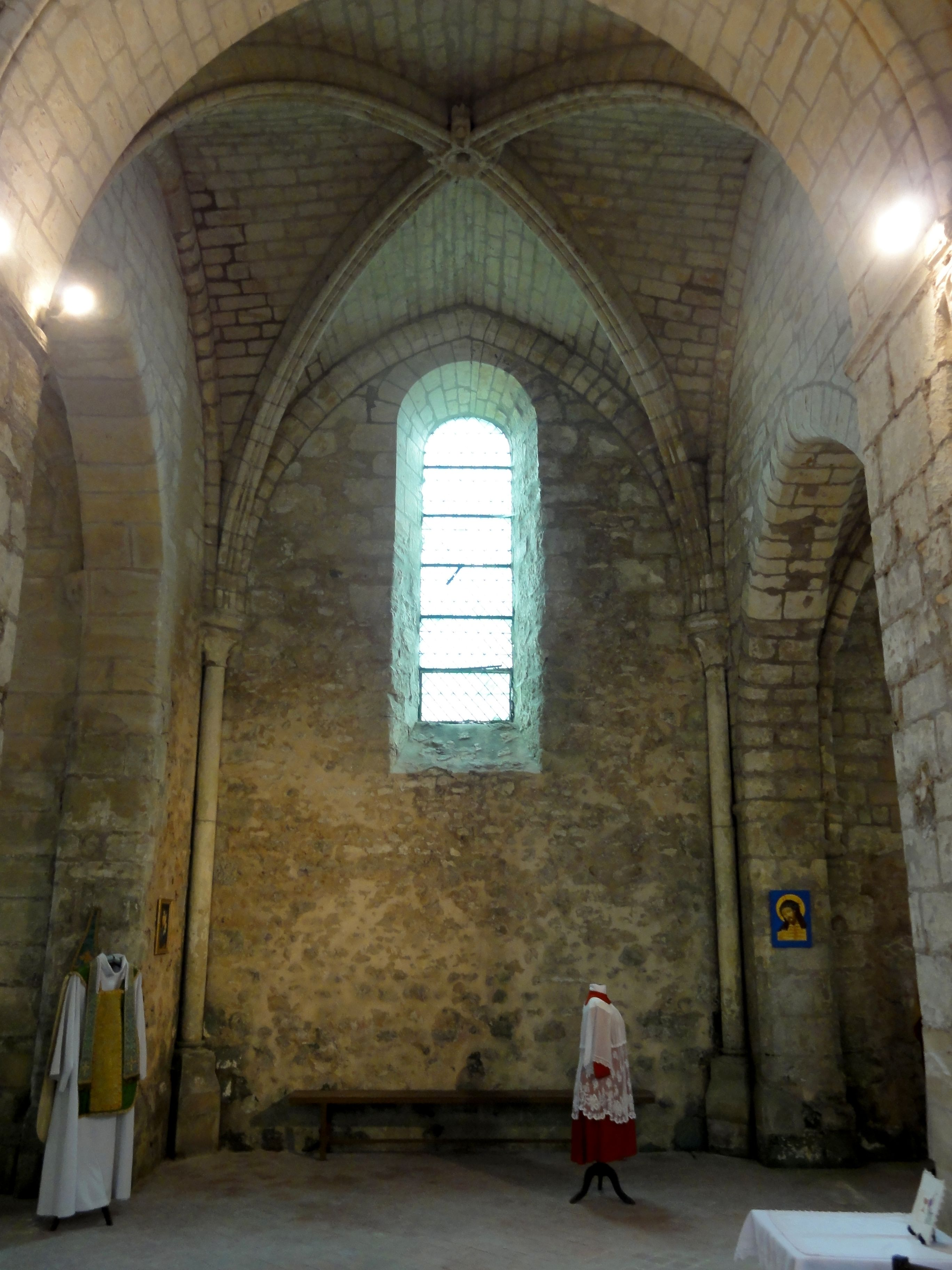
Croisillon nord.

Le croisillon nord est d'une grande simplicité, car ni la fenêtre en plein cintre, ni les trois arcades vers le carré du transept, le bas-côté nord et l'absidiole n'ont bénéficié de moulurations, et les formerets sont de simples rangs de claveaux. Une colonnette unique est logée dans chaque angle, recevant à la fois les formerets et les ogives, dont le profil d'une arête entre deux baguettes rappelle celui de la croisée et du chœur, sans être identique. La clé de voûte est particulièrement remarquable ou plutôt l'était, car les têtes des quatre petits personnages portant une couronne de feuillage avec une rosace au milieu ont toutes été bûchées. L'absidiole est encore plus sobre et assez basse. Son plan est en fer à cheval, et des fenêtres en plein cintre existent au nord et dans le chevet, tandis que l'arcade vers le chœur s'ouvre au sud. Il n'y a pas de formerets, et les ogives au profil monotorique s'arrêtent net sur des culots, dont certains sont discrètement sculptés d'un masque humain. Pratiquement aucun élément ne permet une datation, et l'ensemble est d'une facture archaïque qui induit facilement en erreur. En effet, la postériorité par rapport au chœur est prouvée par la présence des fenêtres inutiles sur les murs droits du chœur.
Bien qu'au moins cinquante ans plus ancienne et d'un aspect également austère, l'absidiole nord de l'église de Luzarches est plus élégante, avec des proportions plus heureuses et des colonnettes descendant jusqu'au sol. Cette absidiole de la fin de la période romane est voûtée d'ogives et en avance sur son temps, alors que le contraire est le cas de l'absidiole de Fosses. C'est certainement la plus récente parmi celles qui subsistent encore à ce jour dans le département, si l'on excepte l'absidiole sud de Saint-Ouen-l'Aumône et les chapelles orientées de l'église Notre-Dame de Taverny qui sont d'un style gothique bien affirmé. Les absidioles en hémicycle ne sont déjà plus la règle à la fin de la période romane, et seulement un très petit nombre s'est conservé dans la région. L'église Saint-Côme-Saint-Damien de Luzarches, l'église Notre-Dame-de-la-Nativité d'Us et l'église Notre-Dame-de-l'Assomption d'Auvers-sur-Oise en possèdent une, et l'abbatiale de Morienval en compte deux plus anciennes. Pendant les années 1160 / 1170, l'église de Champagne-sur-Oise en obtient deux, d'une architecture autrement raffinée qu'à Fosses.

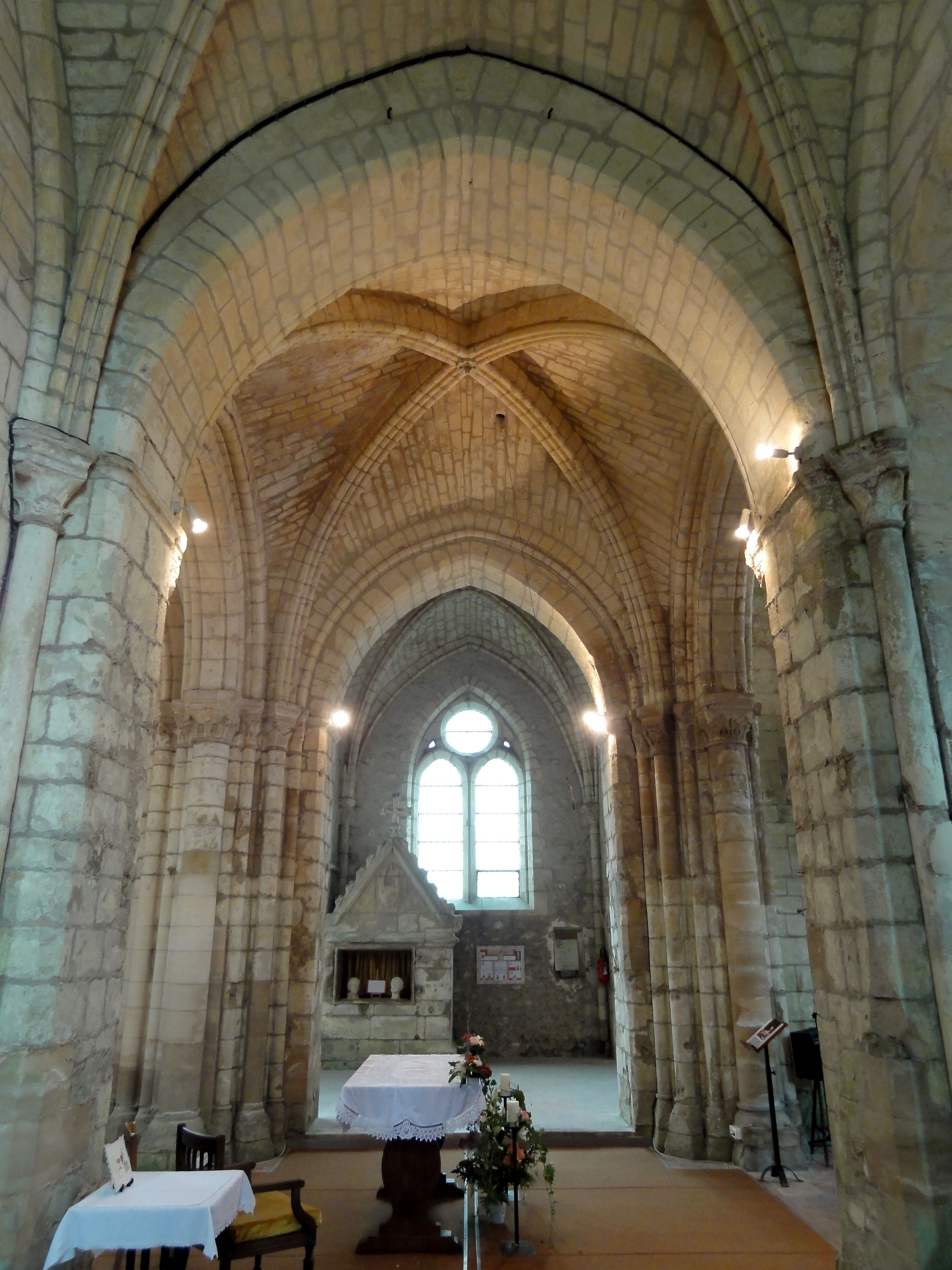
Transept, vue nord-sud.
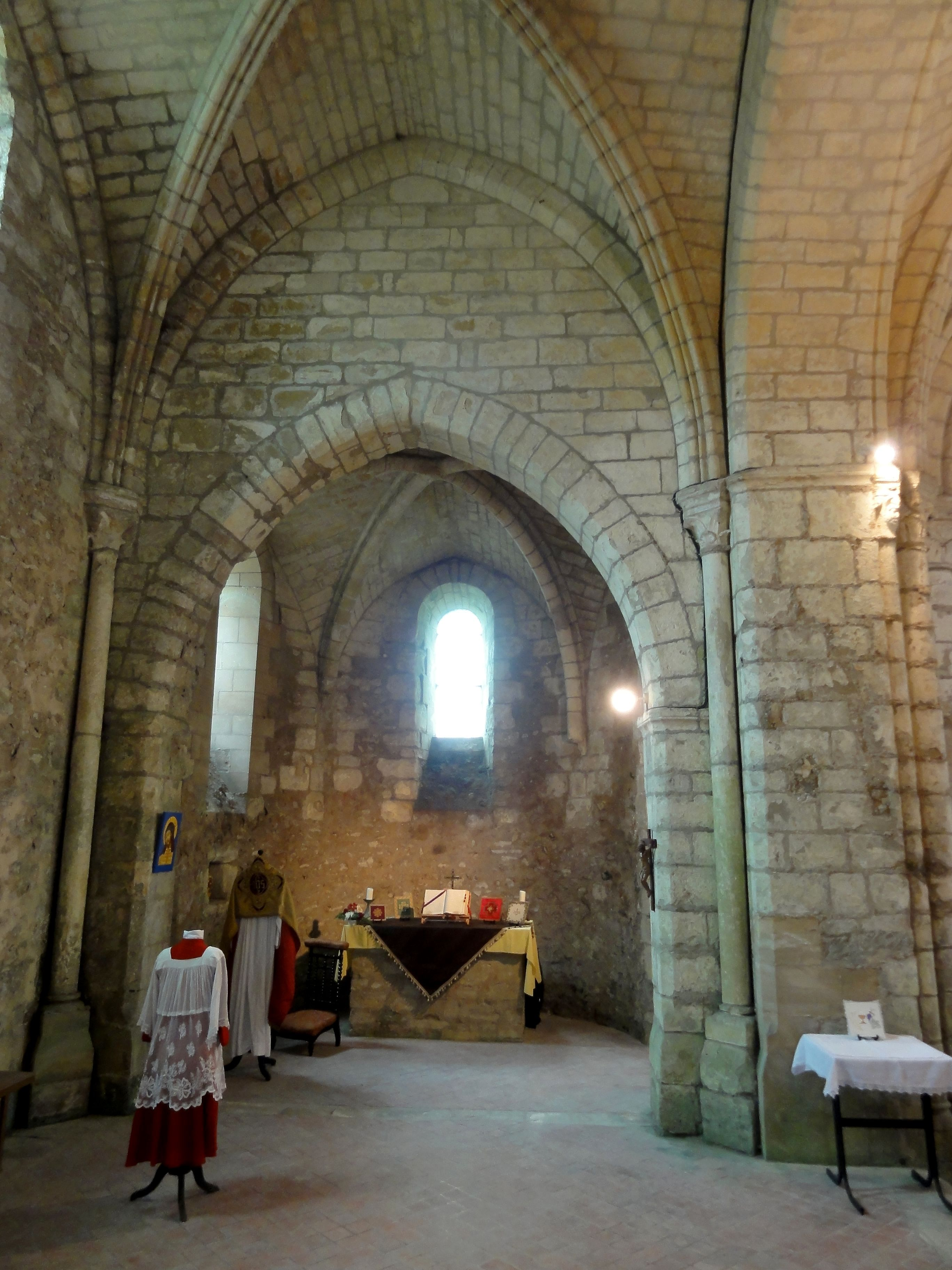
Vue dans l'absidiole.
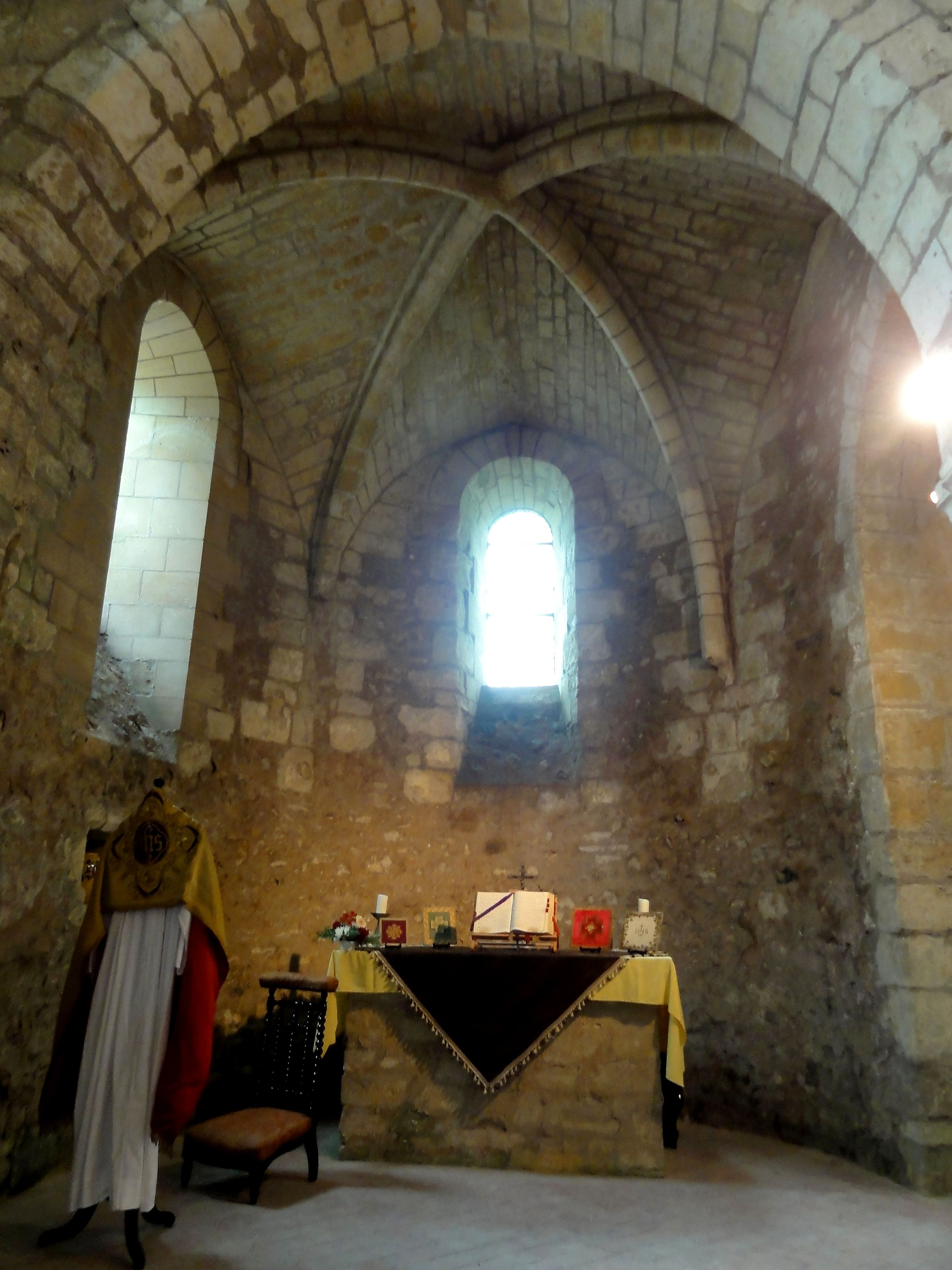
Absidiole nord.
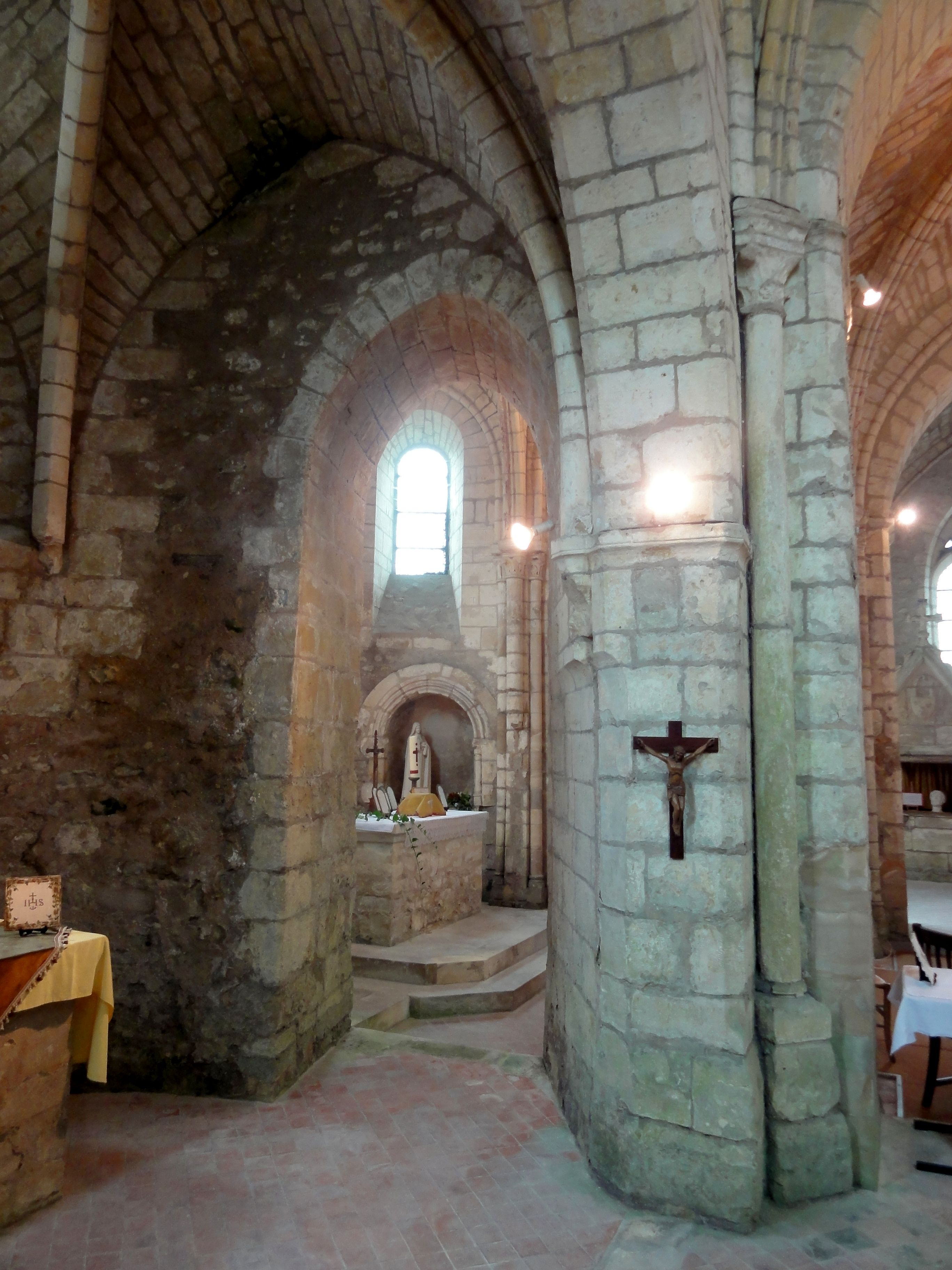
Absidiole, vue dans le chœur.
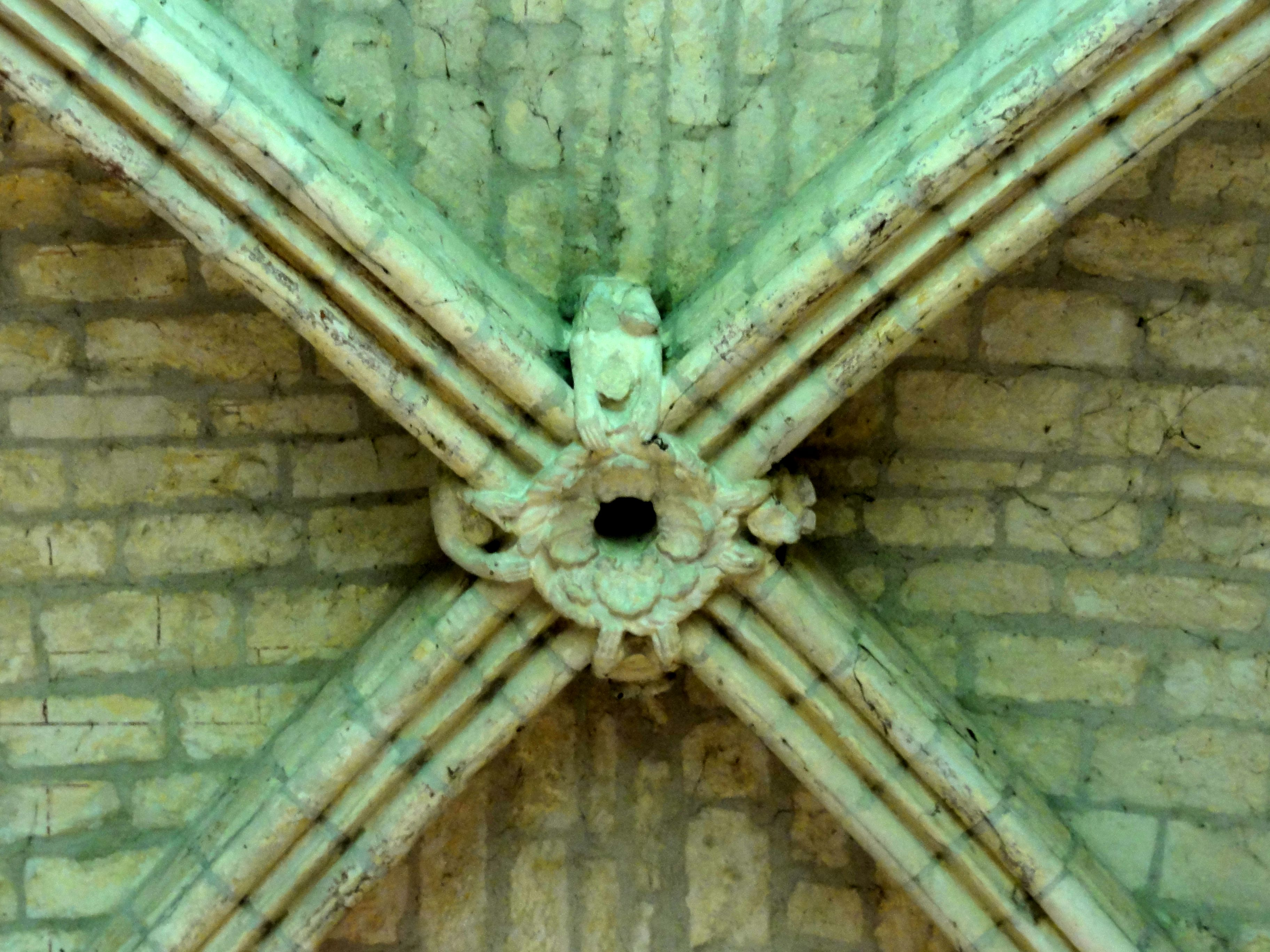
Croisillon nord, clé de voûte.
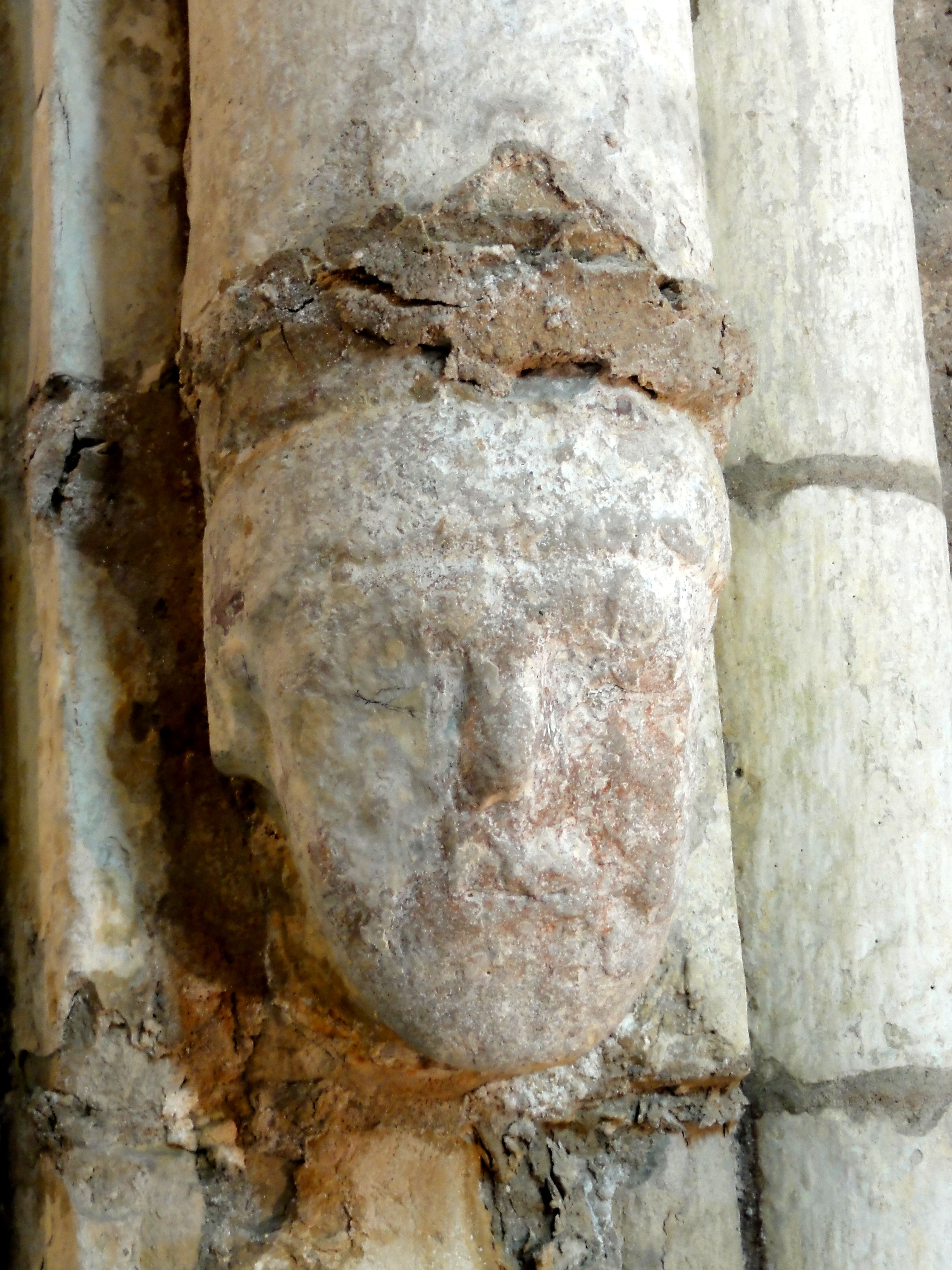
Culot arborant un masque.

#### Croisillon et chapelle sud

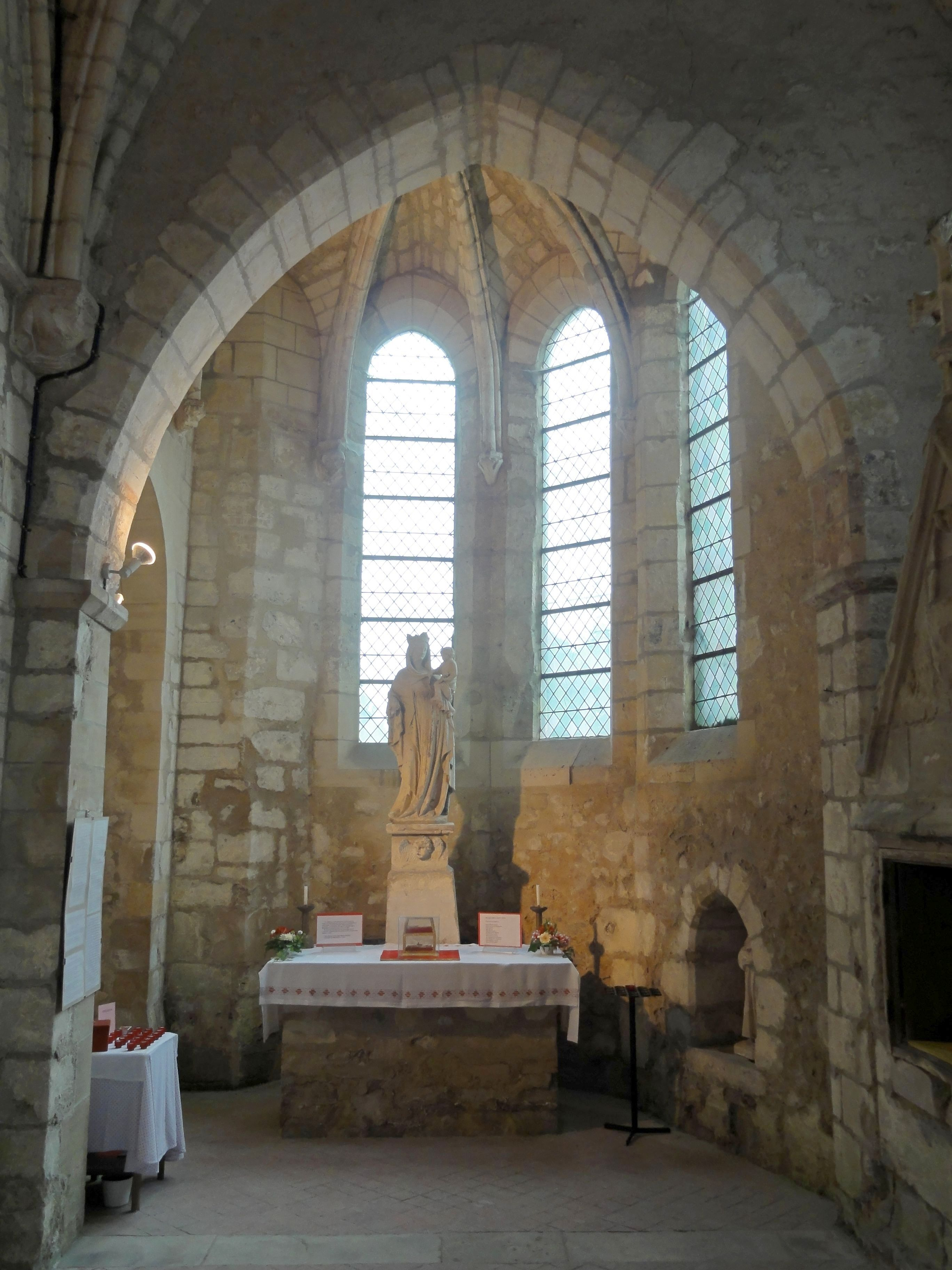
Vue dans la chapelle de la Vierge.

Le croisillon sud est largement identique au croisillon nord, mais présente trois différences importantes pour sa datation. La fenêtre est la seule de toute l'église à posséder un remplage gothique, qui est constitué de deux lancettes surmontées d'un oculus rond. On peut difficilement faire remonter cette fenêtre avant 1230, mais elle peut aussi être plus récente, sa frusticité (absence de colonnettes et chapiteaux) pouvant traduire l'économie des moyens. On trouve le même dessin dans une chapelle d'autour de 1240 dans l'église de Jouy-le-Moutier. L'interruption du chantier entre la construction du chœur et des chapelles traduit en tout cas des difficultés financières. Une autre différence par rapport au nord est la retombée des ogives près de la croisée, qui s'effectue sur des culots. L'un est sculpté de quelques feuilles, et l'autre du buste d'un personnage, bûché à la Révolution. La troisième différence porte sur le profil des ogives, déjà mentionné, et qui est d'un tore en profil d'amande sur deux baguettes non dégagés, comme dans les bas-côtés du chœur de Marly-la-Ville au début du XIIIe siècle. Ce profil est le même dans la chapelle sud, où la tête humaine aux cheveux longs qui flanque la rosace de la clé de voûte indique bien les années 1220 / 1250. Dans le croisillon sud, l'on remarque surtout l'armoire reliquaire en pierre, qui fait la célébrité de l'église et qui n'a pas de pareil dans le département. Les reliques étaient le plus souvent gardées dans des armoires murales ou dans des pièces annexes. Le pignon de l'édicule présente un gros blason rendu illisible. Les rampants et la croix en antéfixe sont agrémentés de feuilles non loin d'évoquer des flammes, et en bas du versant occidental du petit toit, l'on note une balustrade miniature décorée de motifs flamboyants.
Croisillon sud et chapelle de la Vierge sont stylistiquement homogènes. Sachant que leurs homologues du nord ont été bâtis une dizaine d'années après le chœur, et que les arcades au nord et au sud du chœur sont différentes, il est le plus évident de supposer que l'ensemble du sud n'a été entrepris qu'au bout d'une seconde interruption jusqu'en 1230 ou 1240 environ. C'est l'opinion de Marcel Aubert qui avance la date de 1250. Considérant l'économie des moyens qui se traduit par l'architecture de l'ensemble de l'église, qui ne servait qu'à un tout petit village, il est moins probable que l'ensemble du sud serait du tout début du XIIIe siècle et que la fenêtre aurait été refaite si peu de temps après, d'autant plus que les deux culots mentionnés ne cadrent pas non plus avec le début du XIIIe siècle. Charles Huet croit que l'ensemble du sud aurait été victime d'un incendie ou d'une autre catastrophe, ayant nécessité leur reconstruction (mais pas avant la fin du XVe siècle !), et qu'initialement les deux croisillons et les deux chapelles étaient identiques. On ne peut pas l'exclure, mais la période de la reconstruction avancée par Charles Huet ne peut qu'étonner. Le chevet de la chapelle de la Vierge est à trois pans, dont celui à gauche de la baie d'axe est dépourvu de fenêtre, et a le défaut de présenter un angle saillant. Le mur du sud est légèrement biais au lieu d'être parallèle au mur sud du chœur. Les fenêtres sont des lancettes simples en arc brisé, non décorées. Les formerets font défaut, et les ogives retombent sur des culots. Une piscine est ménagée dans le mur du sud. Cette chapelle est d'un meilleur effet que l'absidiole nord, et elle est surtout remarquable pour son plan, qui est peut-être dérivé de la chapelle à la fin du bas-côté sud de l'église de Marly-la-Ville, dont le mur sud également biais est placé de sorte d'élargir le chevet de la chapelle (plan outrepassé) contrairement à Fosses. Les chapelles orientées aux chevets à pans coupés sont rares dans les églises de la région, où les chœurs sont le plus souvent accompagnés de collatéraux ou chapelles au chevet plat, et où les chapelles orientées sont généralement rectangulaires (Saint-Vaast-lès-Mello, Santeuil...).

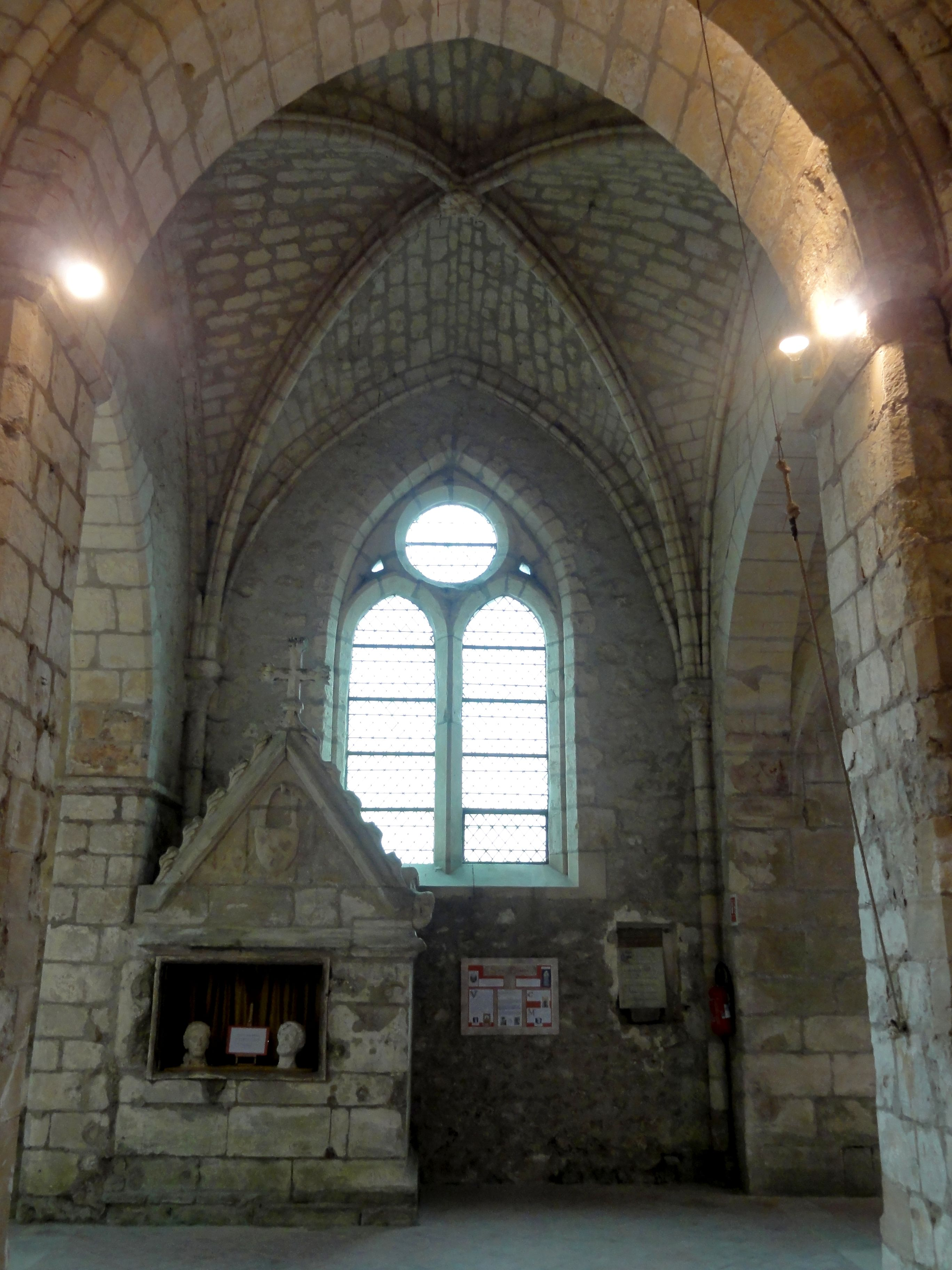
Croisillon sud.
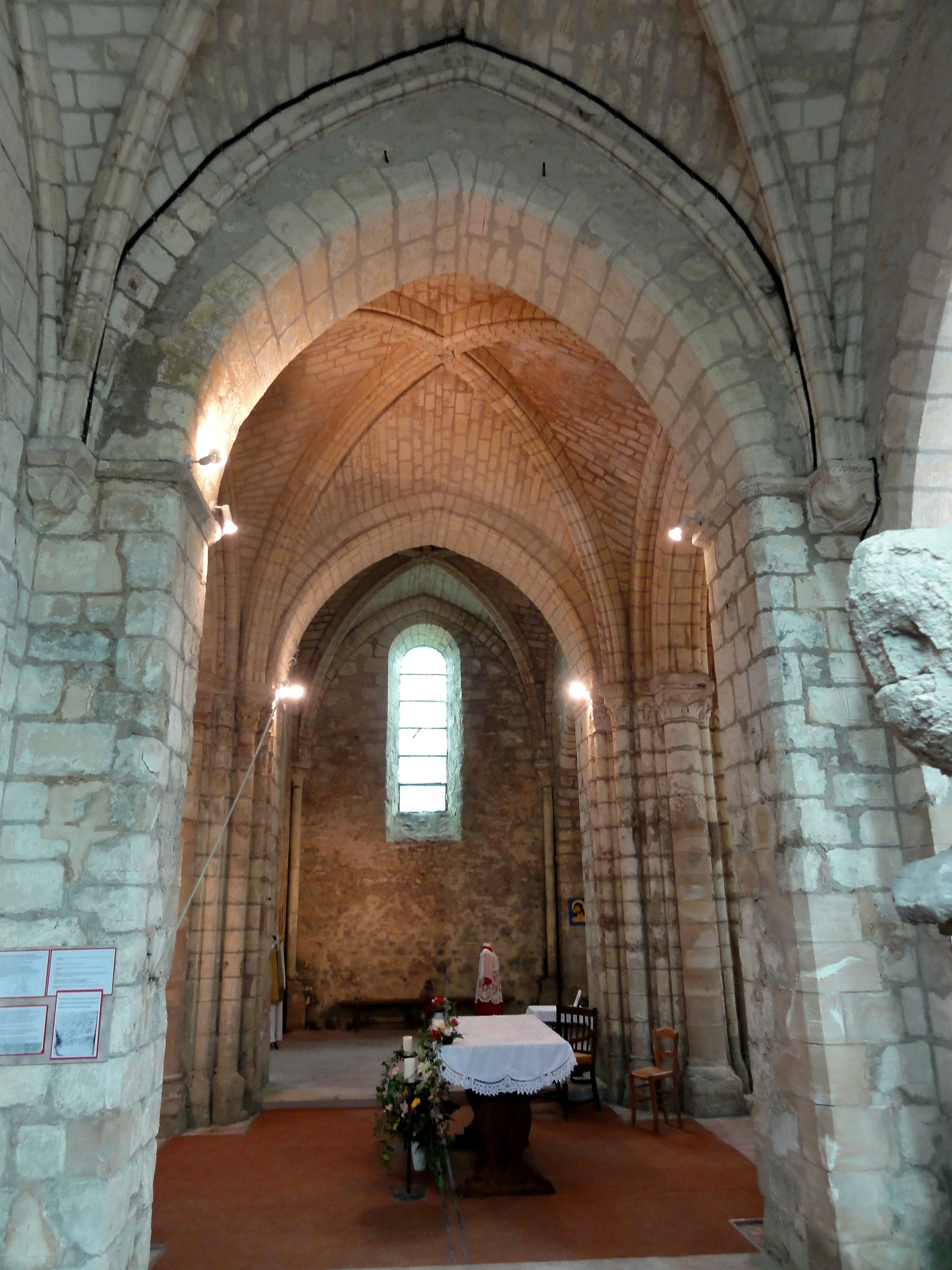
Transept, vue sud-nord.
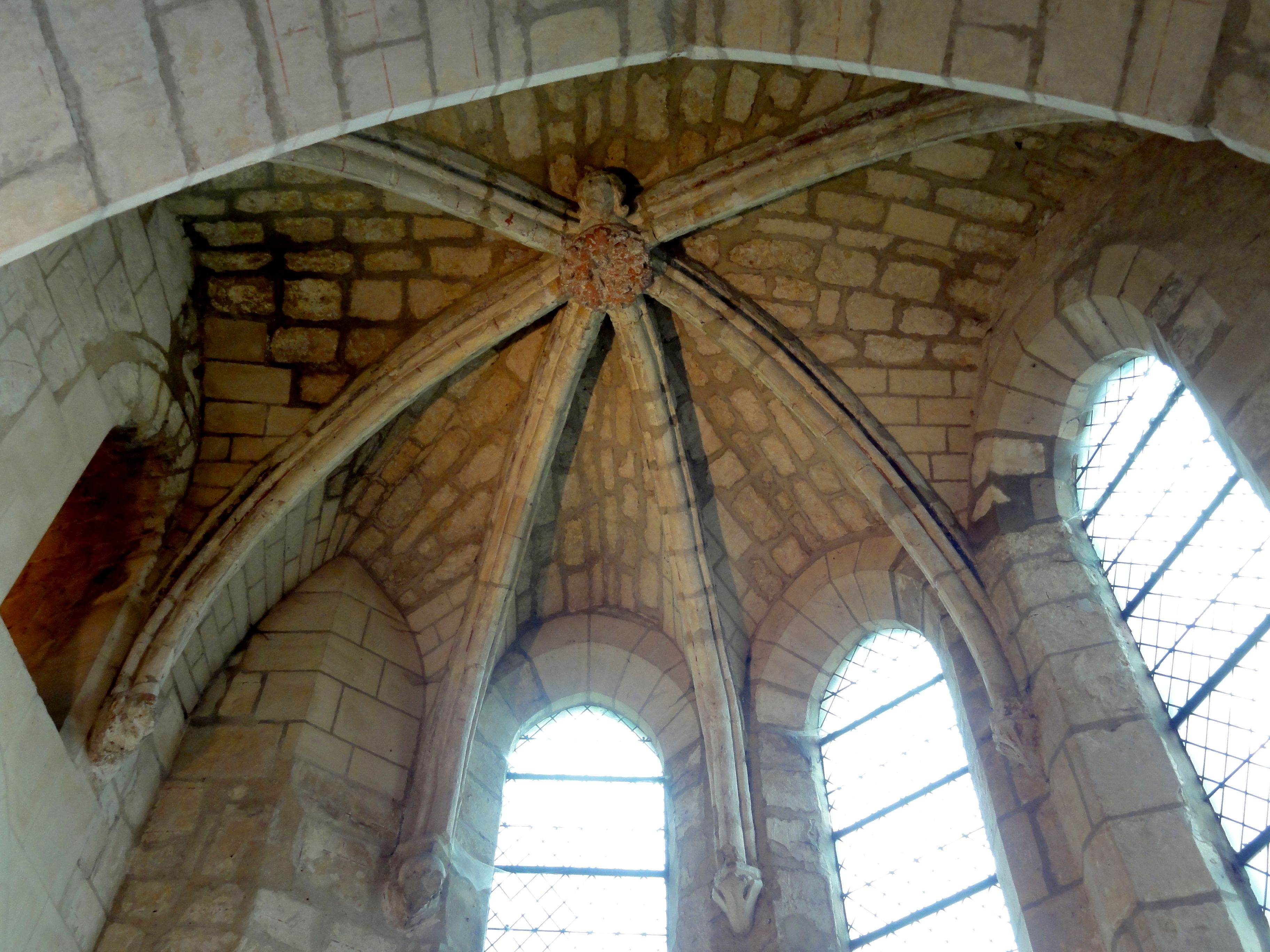
Voûte de l'absidiole.
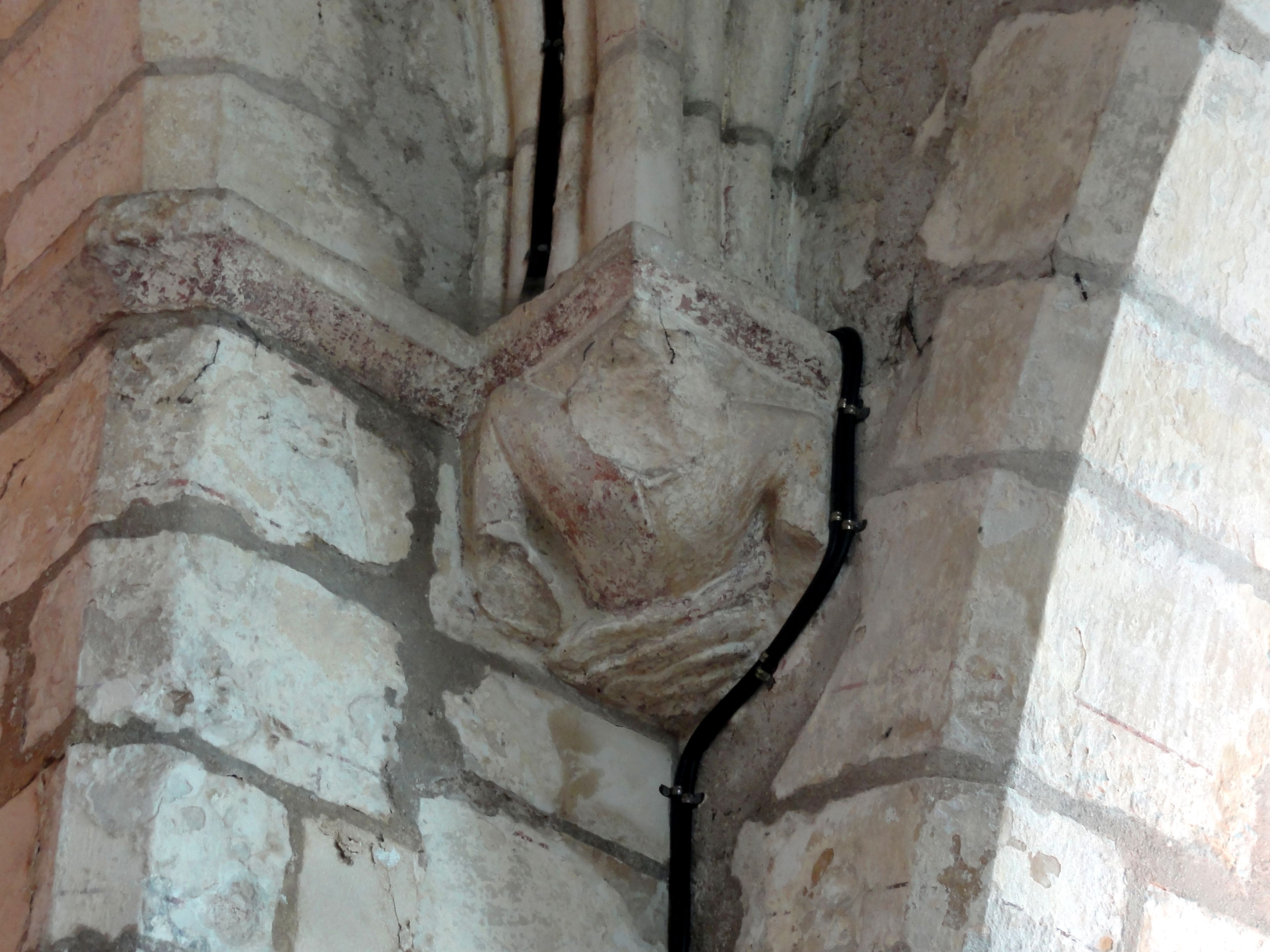
Culot au nord-est.
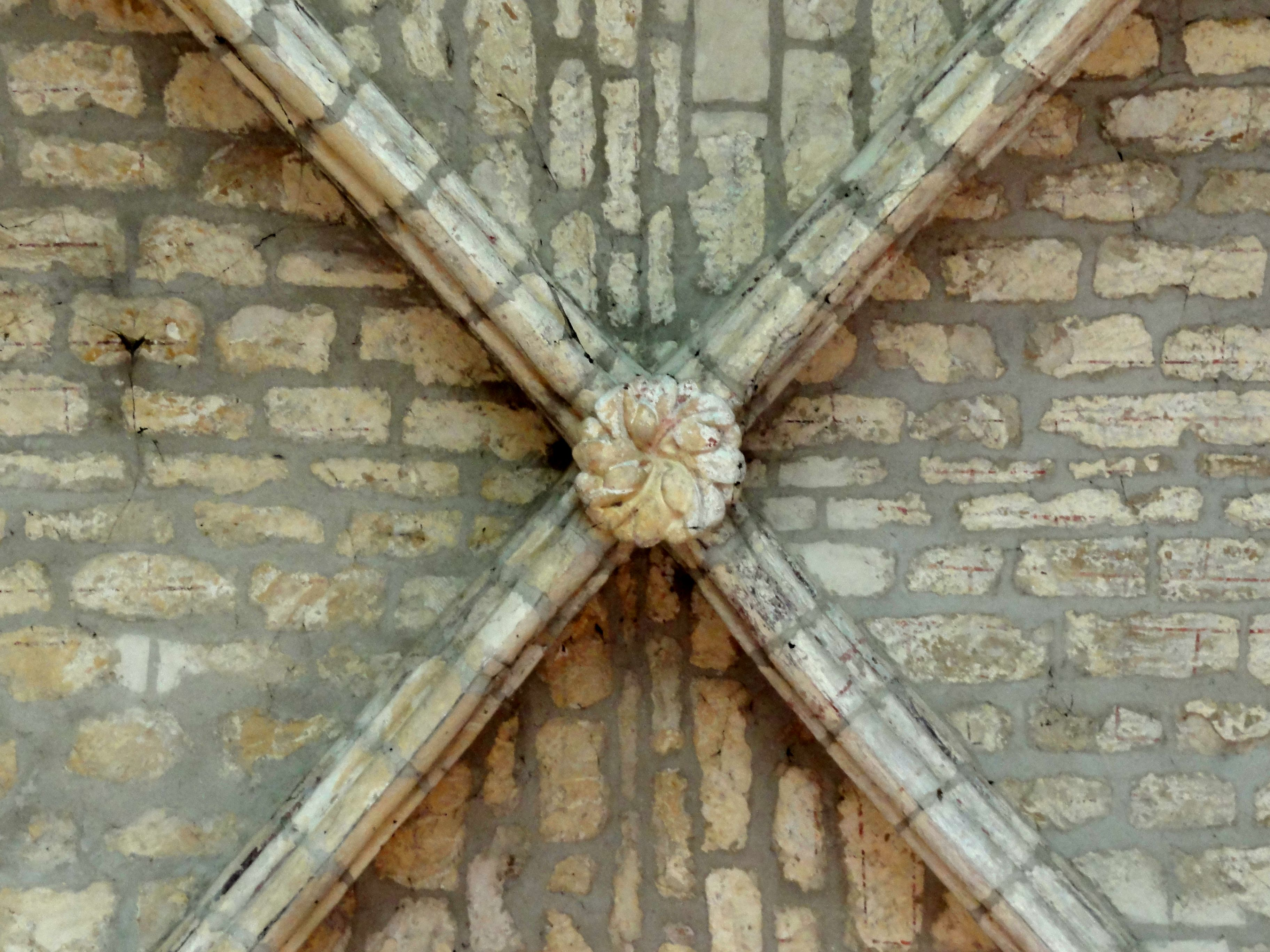
Croisillon sud, clé de voûte.
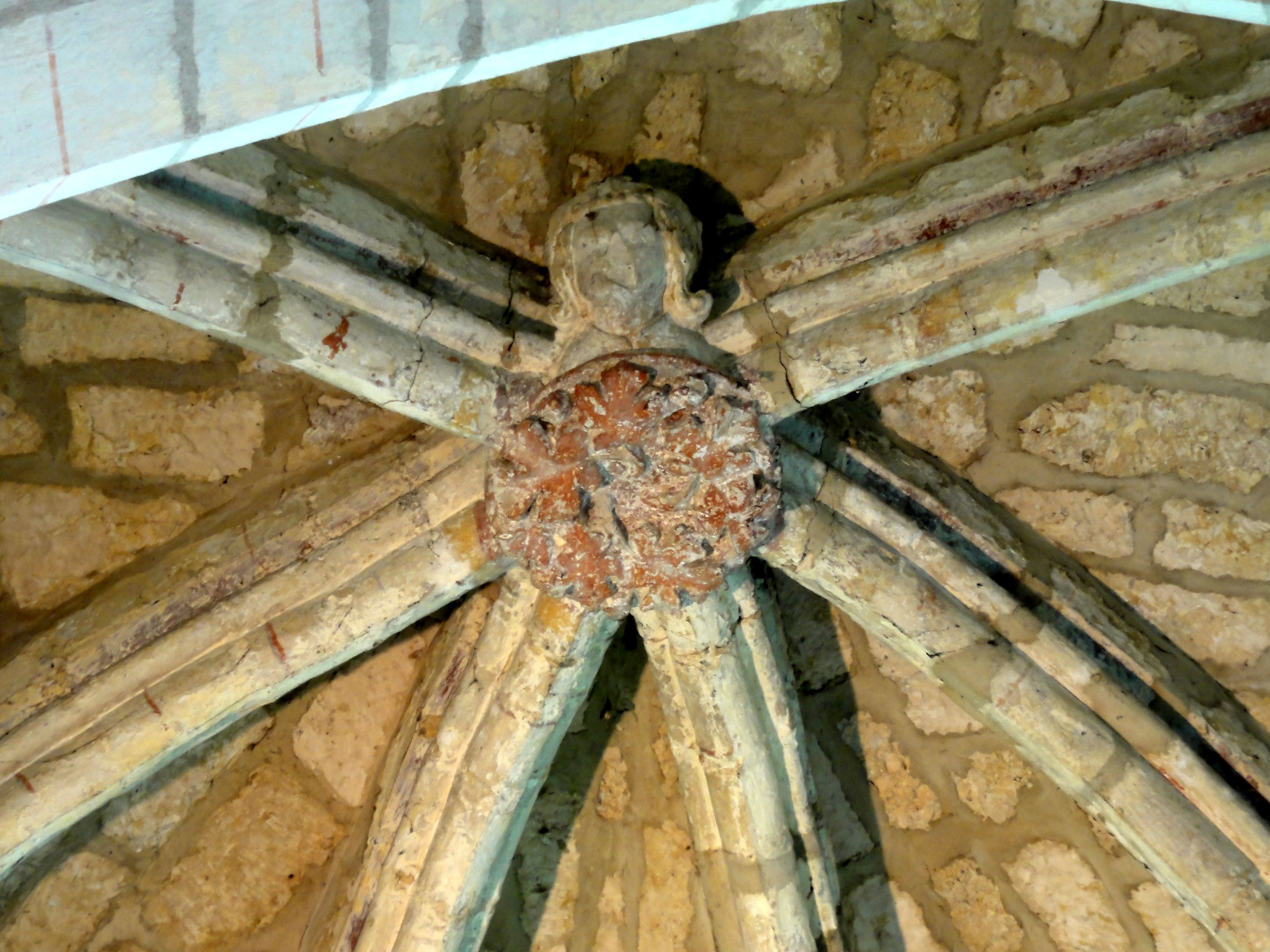
Absidiole sud, clé de voûte.

### Extérieur

#### Façade occidentale

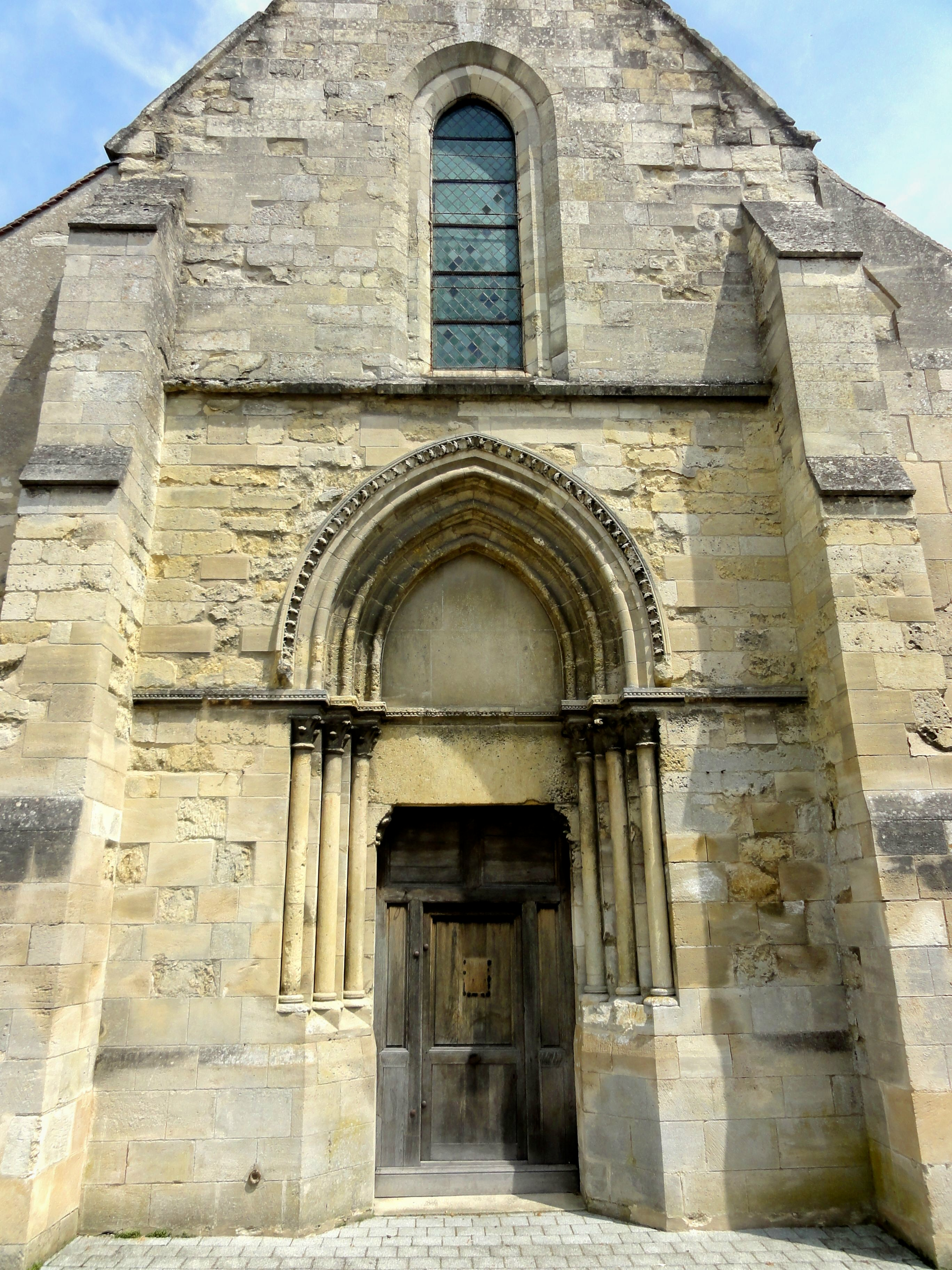
Façade occidentale.

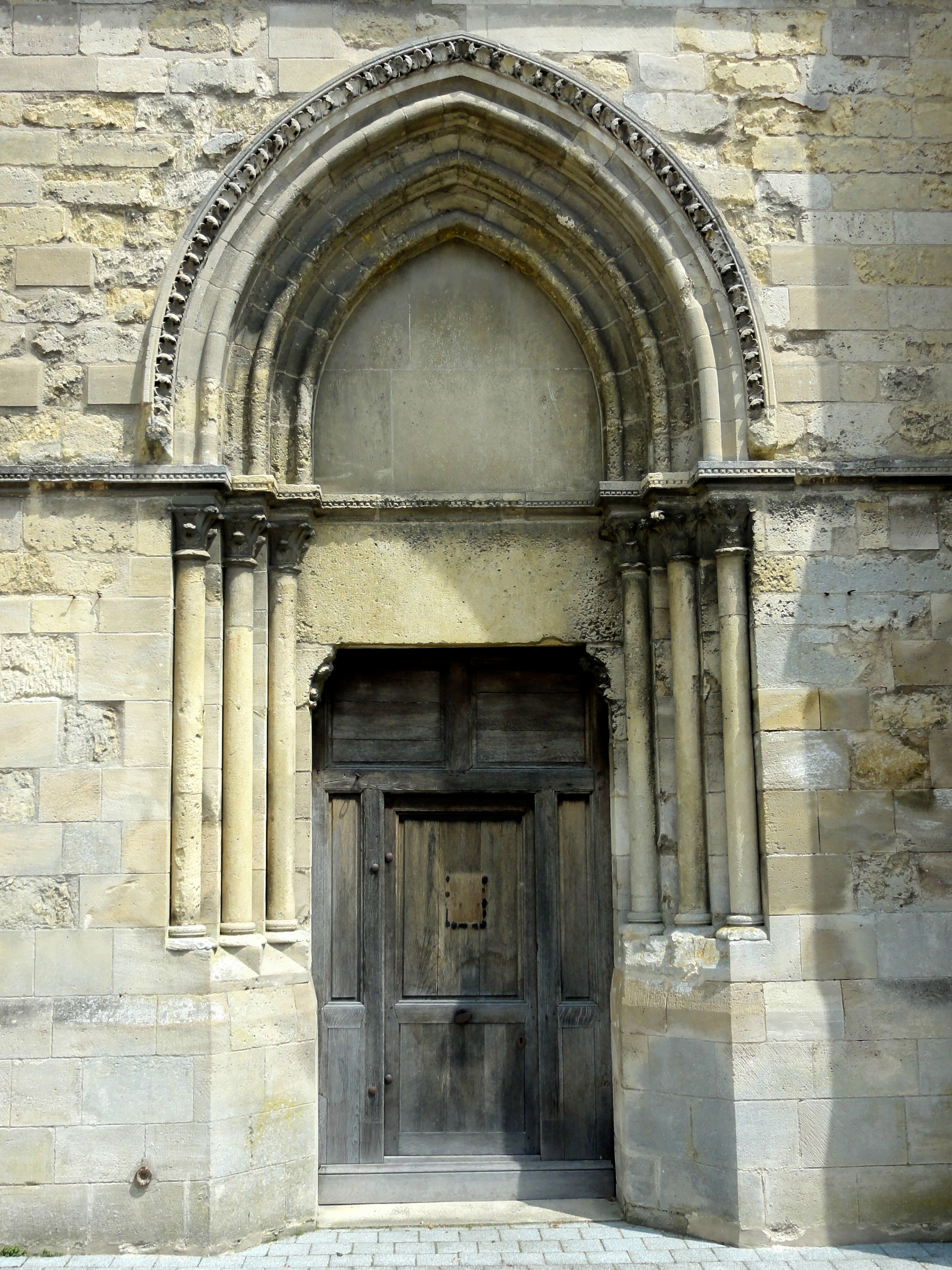
Portail occidental.

La façade occidentale laisse clairement apparaître l'organisation interne de l'édifice en trois vaisseaux, dont le vaisseau central domine largement les autres et est seul à posséder un pignon complet. Les demi-pignons dissemblables des bas-côtés indiquent que les vaisseaux secondaires sont munis de toits en appentis. Le bas-côté nord est bâti en moellons irréguliers, et son mur est percé d'une baie en arc à peine brisé, entourée d'une légère gorge comme à l'intérieur. À gauche, l'on note un contrefort recouvert d'un chaperon, indiquant une date déjà avancée dans le XVIe siècle, et scandé d'un larmier et d'un bandeau mouluré non saillant. Il n'y a pas trace d'un décor sculpté flamboyant, ce qui parle également davantage pour le second quart du XVIe siècle, que pour le dernier tiers du XVe siècle, comme par ailleurs les culs-de-lampe à l'intérieur. La façade est rythmée verticalement par les deux contreforts à ressauts de la nef. Ils présentent deux retraites moyennant de courts glacis, dont ceux du niveau supérieur forment larmier, dê même que les glacis qui terminent les contreforts. Comme les contreforts des parties orientales de l'église de Champagne-sur-Oise, ils ont dû être restaurés d'une façon inappropriée, car les larmiers n'étaient pas d'usage au XIIe siècle. Le mur occidental de la nef est bâti en pierre de taille, et il est scandé horizontalement par deux bandeaux : un en dessous de la fenêtre haute, et un second au niveau des impostes du portail. Le teint de la pierre est plus blond en dessous du bandeau supérieur, ce qui confirme la thèse de Charles Huet que le portail n'est pas contemporain du reste de la nef.
Ce portail se caractérise tout d'abord par sa forme et son agencement. Il est relativement étroit et d'autant plus haut. La porte à simple vantail est surmontée d'un haut linteau monolithique, qui repose sur deux consoles engagées dans les piédroits. Linteau et tympan sont séparés par le bandeau déjà mentionné, qui est décoré d'un rang de perles, et qui s'aligne sur les tailloirs des chapiteaux. Ceux-ci sont donc situés nettement au-dessus de la limite supérieure de la porte, ce qui est inhabituel. Au nombre de trois de chaque côté, les chapiteaux sont sculptés de crochets et supportés par des colonnettes monolithiques, ce qui n'est également pas la règle, les colonnettes appareillées étant plus fréquents pour les portails. Elles sont logées dans les ressauts successifs du mur, qui toutefois ne commencent qu'à mi-hauteur de la porte ; en dessous, l'on trouve juste un mur biais. Le tympan est nu et de forme surhaussée, c'est-à-dire qu'il possède des jambages droits. Il s'inscrit dans la triple archivolte supportée par les colonnettes. Chaque voussure est moulurée d'un tore et d'une gorge. Un rang de feuilles à cinq lobes entoure l'archivolte supérieure et retombe sur deux têtes grimaçantes, martelées à l'instar de l'ensemble du décor figuré à l'intérieur. Comme déjà signalé, ce portail est à rapprocher de celui de Champagne-sur-Oise, où il y a toutefois quatre colonnettes au lieu de six, où le bandeau horizontal ne comporte pas de perles, et où un rang de têtes de clous se trouve à l'emplacement des feuilles. C'est le portail de Fosses qui est le plus évolué parmi les deux, et le portail de Champagne-sur-Oise est réputé être dérivé de celui d'Auvers-sur-Oise. Mais à Champagne-sur-Oise, le tympan est ajouré d'une rosace, et vu l'aspect intérieur du tympan de Fosses, tout porte à croire qu'il était aussi ajouré d'une façon ou d'une autre.

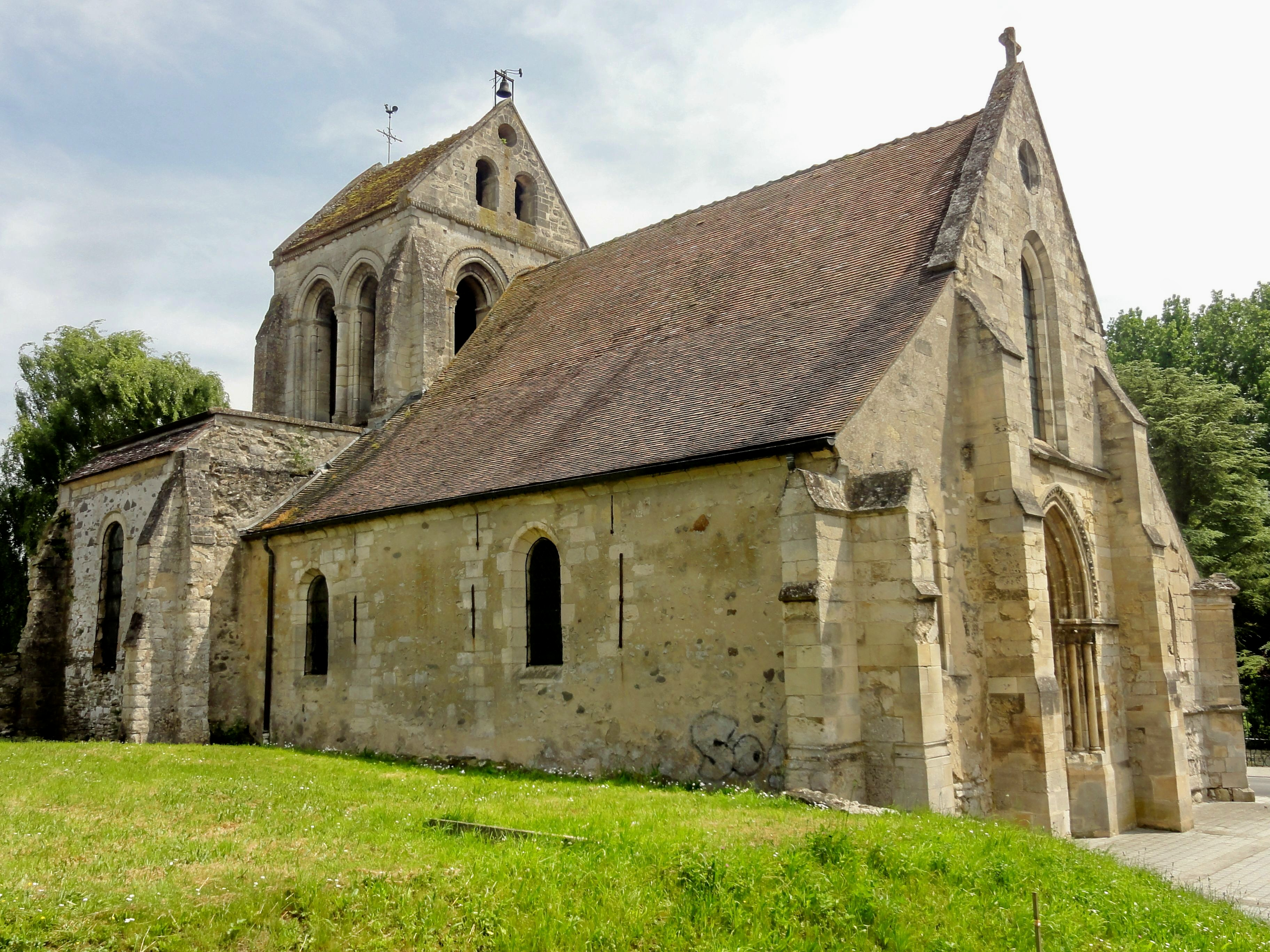
Élévation nord.
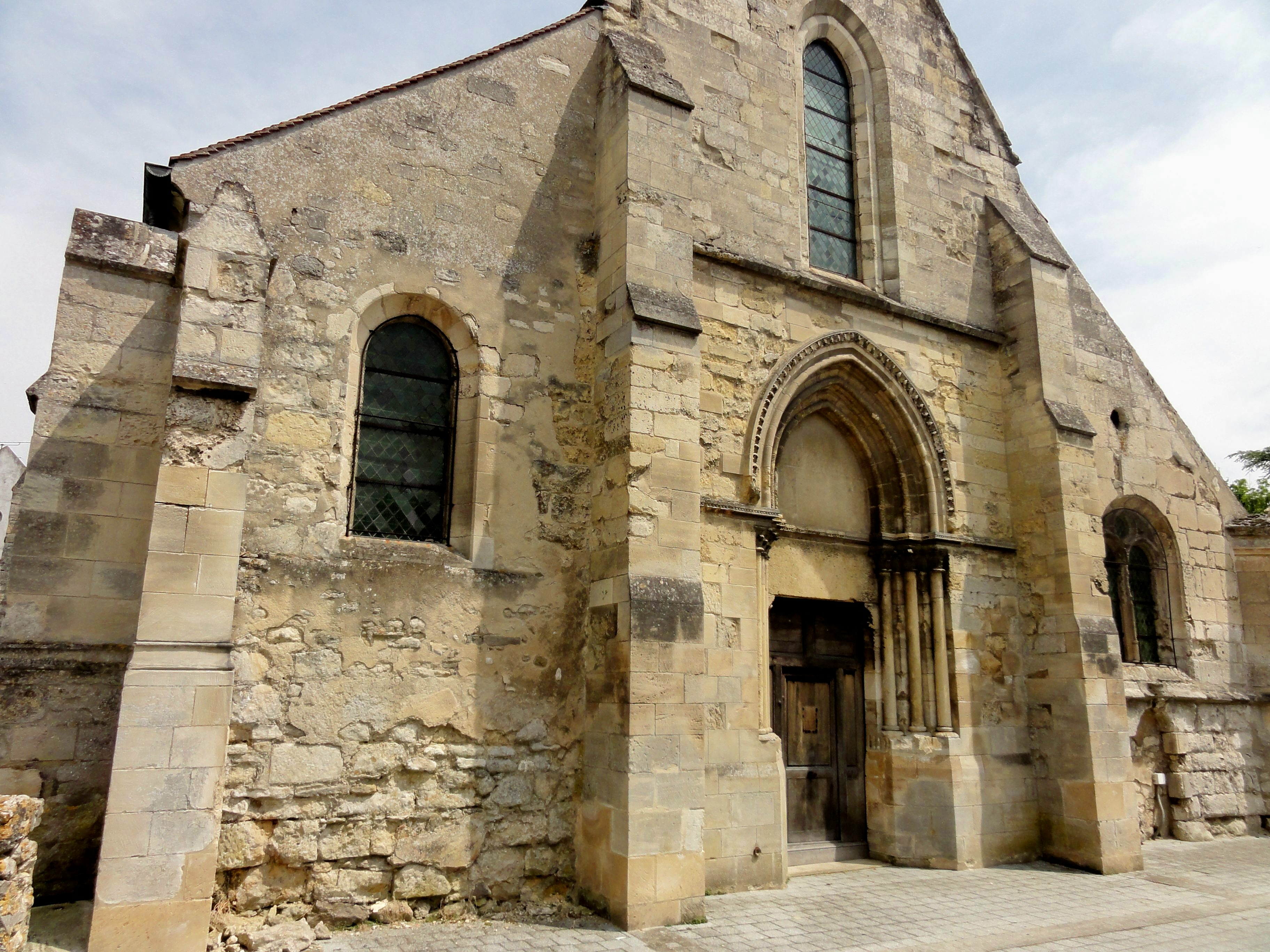
Façade occidentale.
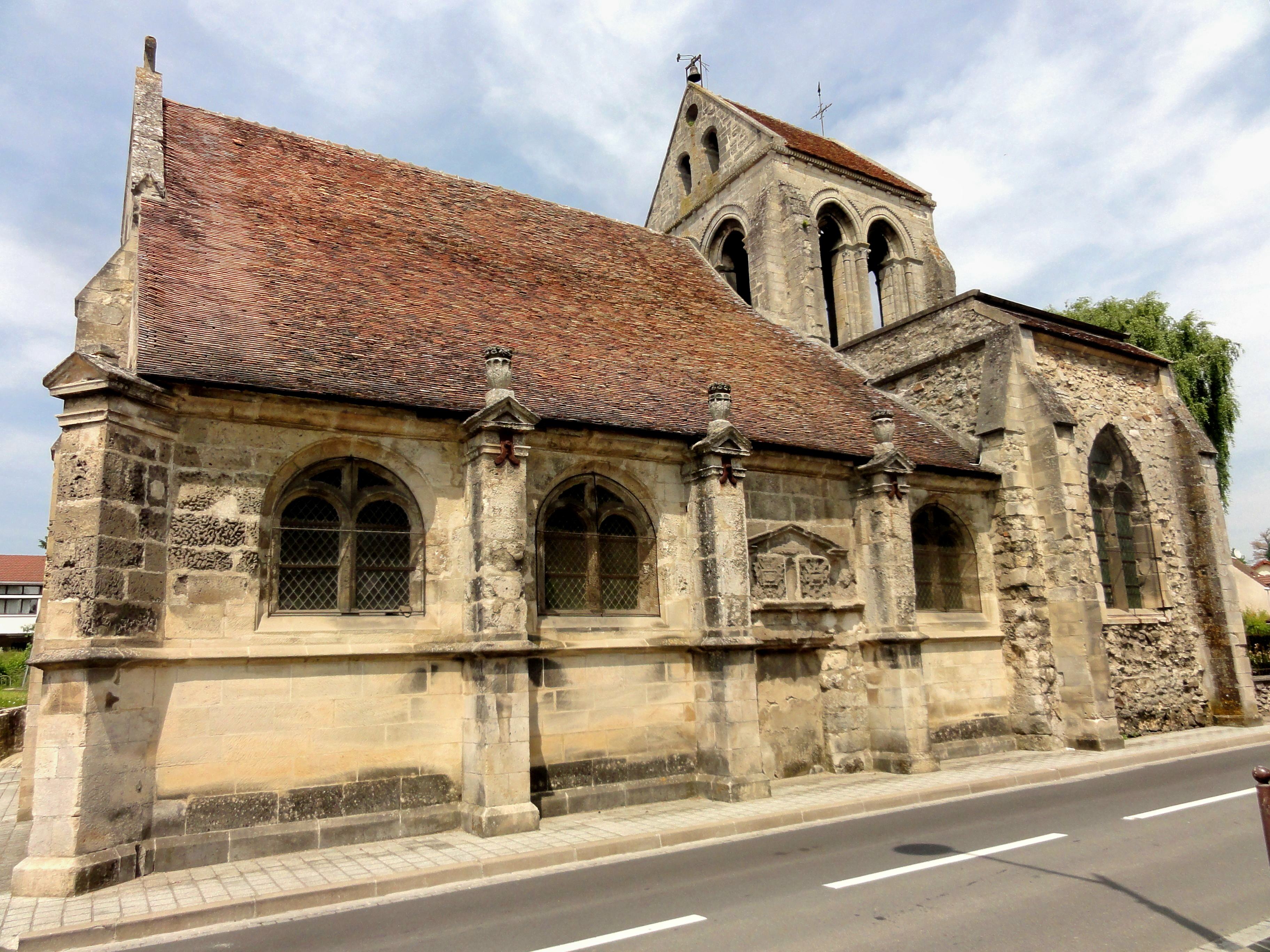
Élévation sud.
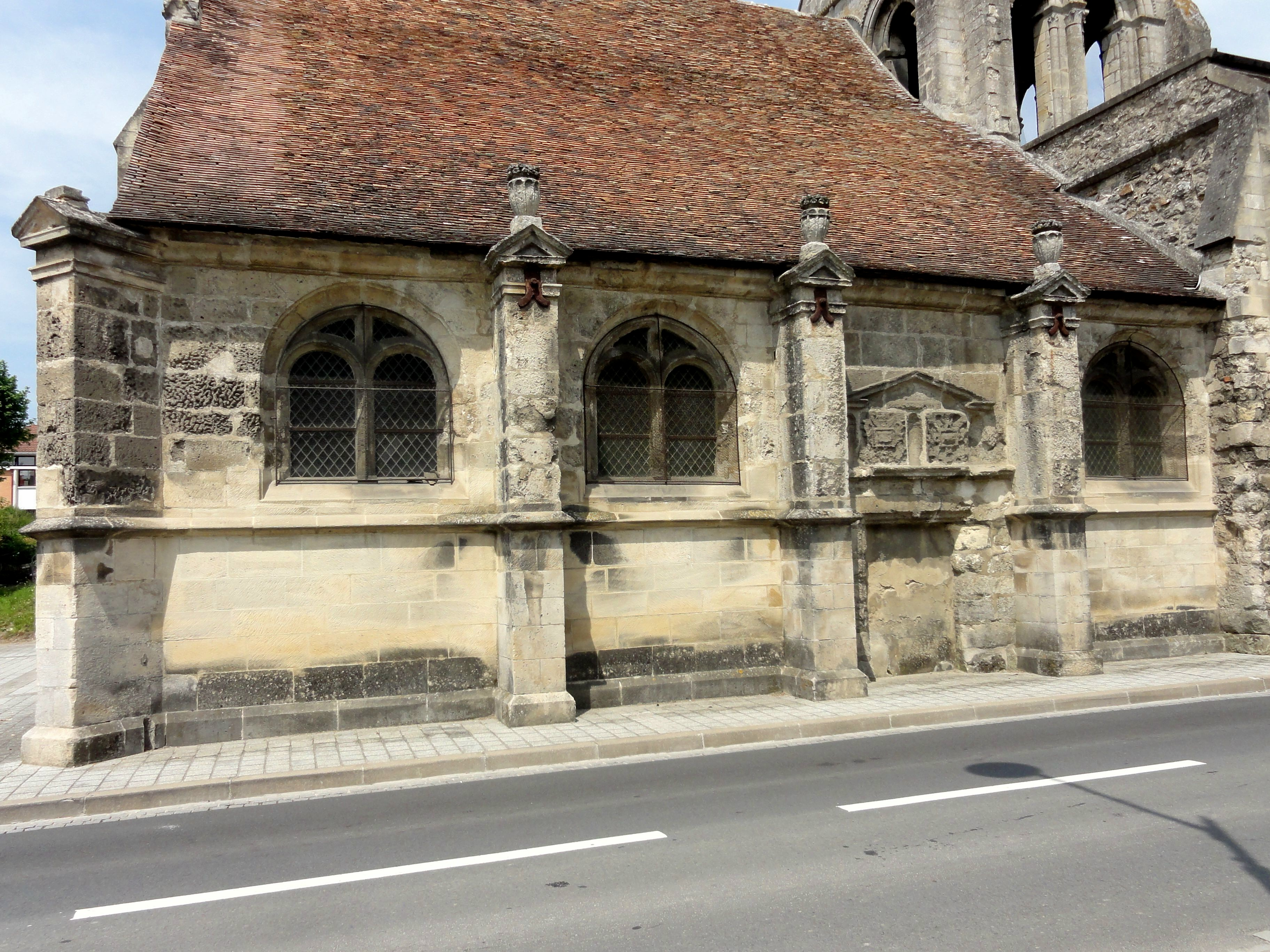
Bas-côté sud.
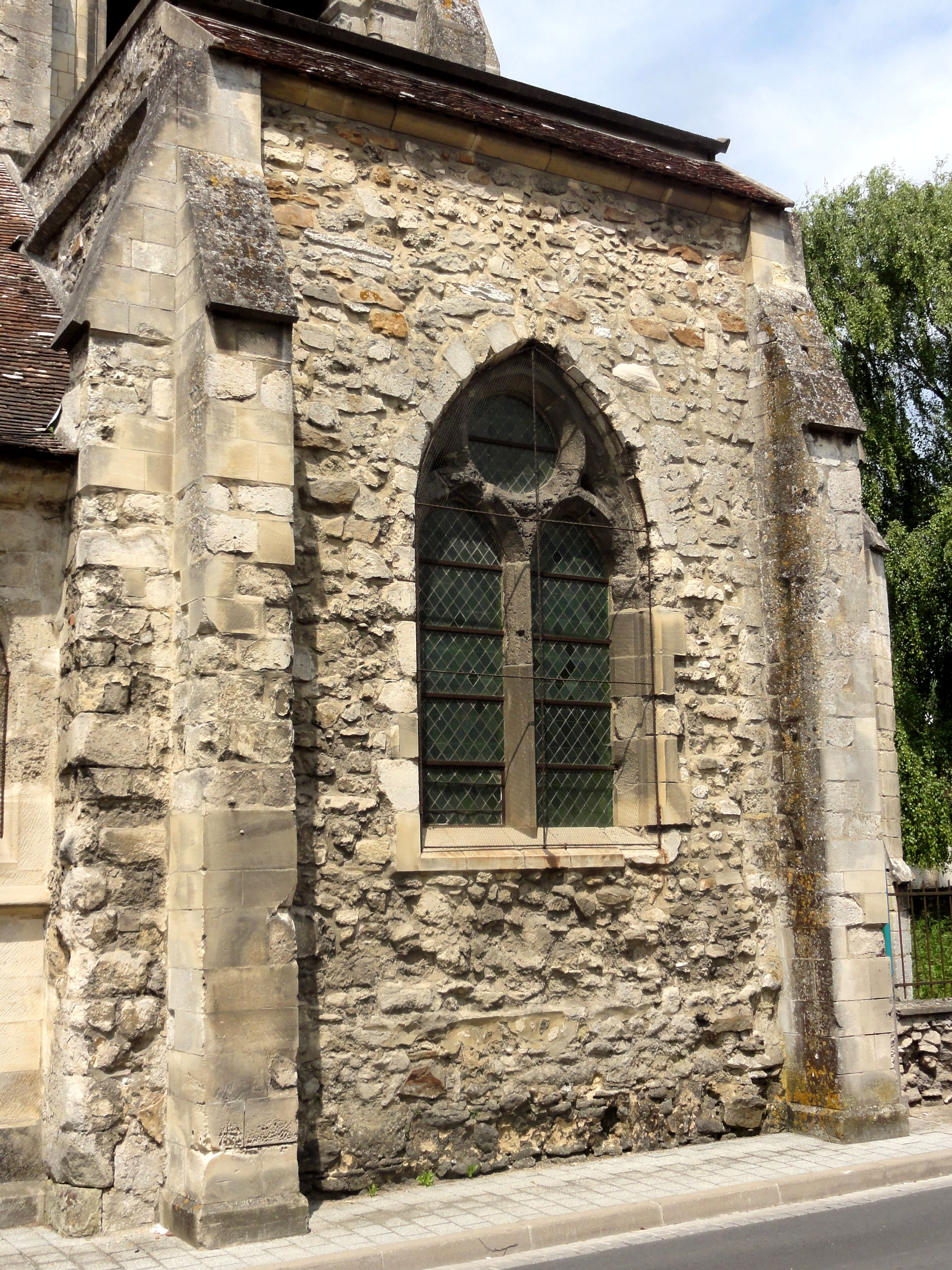
Croisillon sud.
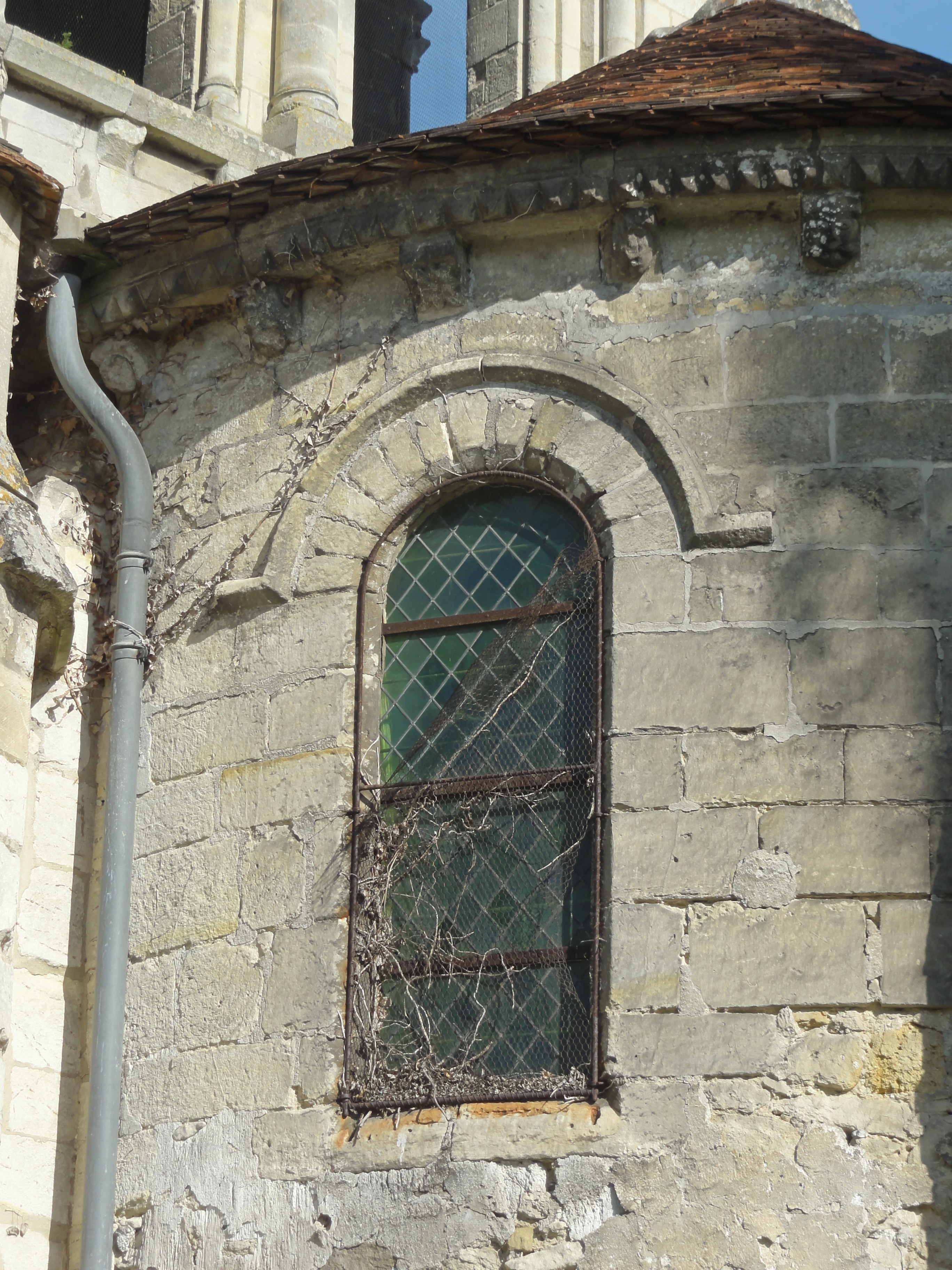
Fenêtre au sud du chœur.

#### Élévations latérales et chevet

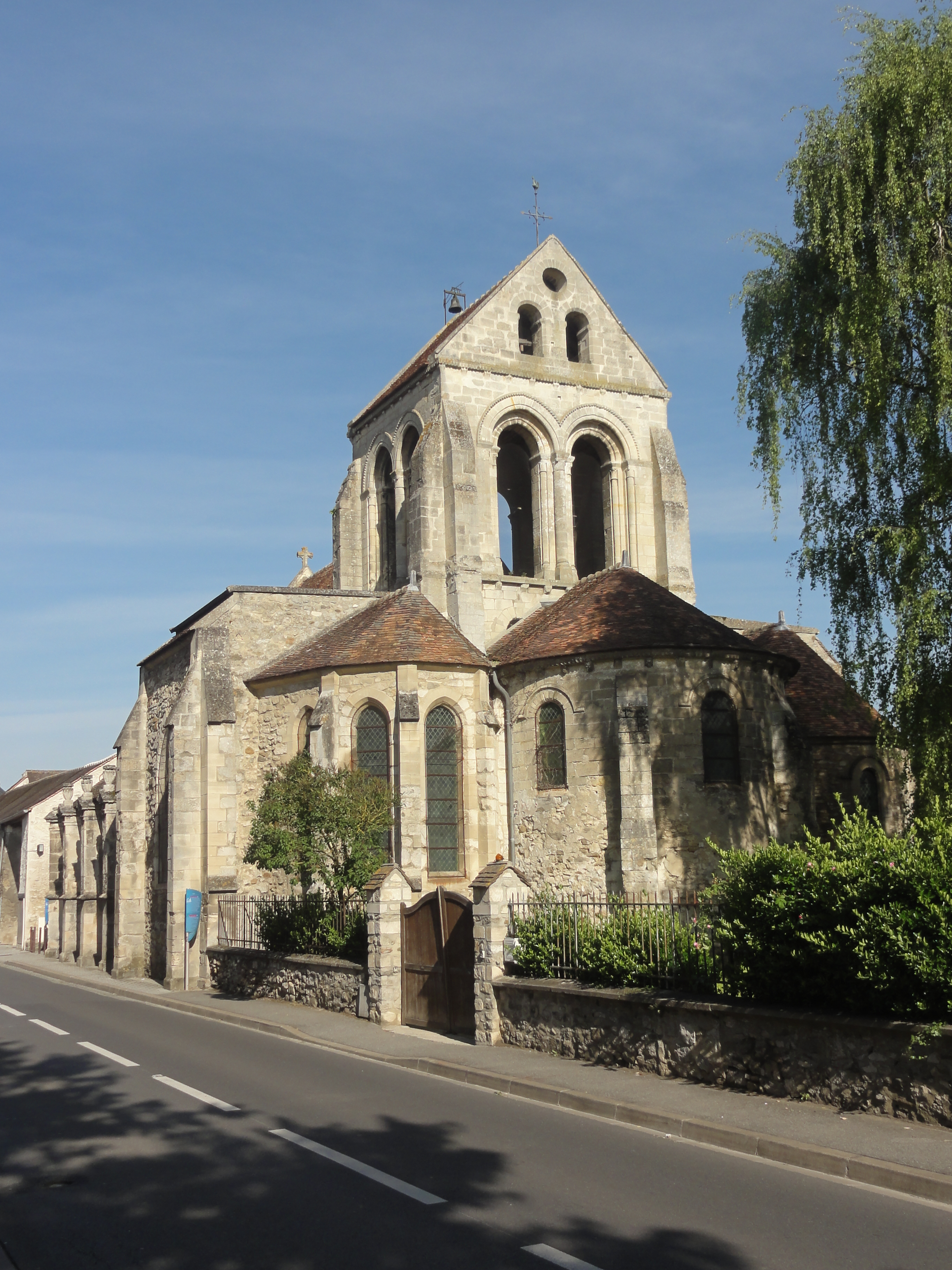
Vue depuis l'est.

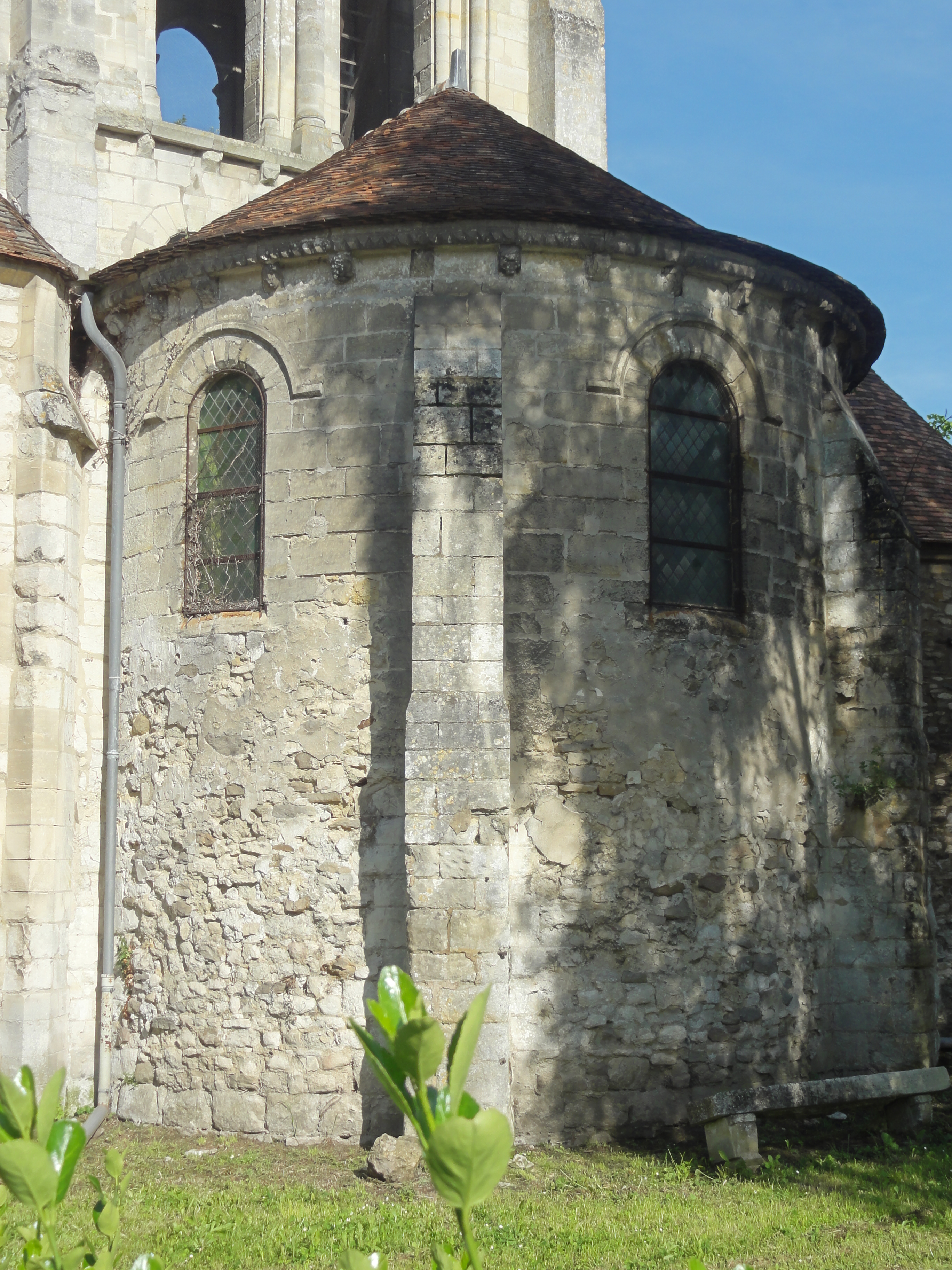
Chœur.

La nef n'est pas visible depuis le nord et depuis le sud. Le bas-côté nord ne possède de contreforts qu'à l'angle nord-ouest, ce qui est particulièrement étonnant en la présence de voûtes d'ogives et d'un appareil de qualité médiocre : il ne faut donc pas s'étonner de la nécessité des tirants de fer à l'intérieur. Seuls les chaînages sont en pierre de taille, sinon les murs sont constitués de petits moellons noyés dans un mortier, à l'instar des fermes et maisons d'habitation en pays de France. Le bas-côté sud est bâti en pierre de taille, mais les pierres utilisées sont trop tendres, et sont fortement sujettes à l'érosion. De ce fait, la partie inférieure des murs a dû être entièrement refaite au sud de la première, la seconde et la quatrième travée. Un larmier qui court au niveau du seuil des fenêtres scande horizontalement le mur, y compris côté ouest. Une corniche composée d'un quart-de-rond et d'un cavet termine le mur. Le contrefort d'angle sud-ouest est placé de biais, comme d'habitude sous la Renaissance. Comme les autres contreforts du bas-côté sud, il est recouvert d'un chaperon coiffé d'une vase sculpté, et en dessous, la face présente un petit fronton triangulaire. La troisième travée comporte l'ancien portail sud, étonnamment bas, car le larmier mentionné tient lieu de linteau. En admettant que le niveau du sol ait augmenté avec le temps, le haut soubassement du portail occidental indique que la différence ne doit pas être considérable. Un peu au-dessus du linteau, court un bandeau comportant un rang de denticules. Il sert d'appui à trois niches de si faible profondeur et hauteur, qu'il faut croire que les sculptures qu'elles accueillaient étaient en bas-relief. Entre les niches, s'insèrent deux plaques anciennement décorées de cartouches vraisemblablement entourées de rinceaux et d'autres éléments, dont l'on ne reconnaît plus qu'une tête de mort à gauche en bas.
Les deux croisillons sont légèrement différents, mais ni l'un ni l'autre ne permettent de déduire la forme initiale de leur toit, en bâtière ou en appentis, faiblement incliné. Tous les deux sont bâtis en moellons, les pierres de taille étant réservées aux contreforts. Au nord, ils rappellent les contreforts occidentaux de la nef, avec un ressaut pour les deux contreforts septentrionaux et aucun pour les deux contreforts latéraux. À partir du sommet des contreforts, la maçonnerie a été entièrement refaite, et les ruptures dans l'appareil restent bien visibles. Au sud, les contreforts ne présentent aucune retraite, s'amortissent par un glacis formant larmier. Au nord, la fenêtre est entourée d'un rang de petits claveaux réguliers, alors qu'au sud, elle était entourée de pierres d'apparat qui étaient agrémentées d'un biseau et d'une rainure, mais il n'en reste que quelques témoins en haut à droite, et une restauration un peu trop sèche a été arrêtée à mi-chemin.
La chapelle de la Vierge est sans grand intérêt extérieurement, mais il est intéressant pour la datation que les contreforts sont du même type que ceux du croisillon sud, édifié probablement en même temps : le croisillon ne serait donc pas plus ancien que la chapelle, et si celle-ci aurait remplacé une absidiole, le croisillon aurait dû être rebâti en même temps, et pas seulement recevoir une nouvelle fenêtre. La chapelle n'est elle non plus pas construite en pierre de taille. Le chœur l'est, mais seulement dans sa partie supérieure. Les contreforts rappellent ceux de la façade, de la nef et du croisillon nord, mais leur unique retraite se fait moyennant un fruit peu perceptible. Les fenêtres sont entourées d'un rang de petits claveaux réguliers comme celle du croisillon nord, et surmontées d'un bandeau en forme de sourcil. Le mur se termine par une simple corniche de corbeaux. L'absidiole nord paraît comme une version plus petite du chœur, mais elle est entièrement bâtie en moellons. Il faut souligner que dans une région bien pourvue en carrières fournissant des pierres de qualité, l'emploi de pierres de taille était en principe la règle pour les chœurs et les transepts jusqu'à la guerre de Cent Ans, même pour les églises les plus petites.

#### Clocher
Plus que l'intérieur du chœur et du transept, le clocher en bâtière démontre l'appartenance des parties orientales de l'église à l'époque gothique. Il est le mieux visible depuis le chevet, et l'on y aperçoit la baie d'accès aux combles du chœur dans un court étage intermédiaire, qui est délimité de l'étage de beffroi par une corniche de modillons. L'étage de beffroi est épaulé par deux contreforts à ressauts orthogonaux à chaque angle, caractéristiques du style gothique primitif mais inhabituels pour les étages supérieurs des clochers romans et gothiques de la région, qui se contentent habituellement de pilastres ou de contrefort-colonnes. Du coup, la présence de ces contreforts n'est pas à l'avantage du clocher de Fosses en le comparant avec les autres clochers de la même époque dans la vallée de l'Oise, dans le Valois et dans le Vexin français.
Néanmoins, le clocher de l'église Saint-Étienne de Fosses est bien proportionné et de belle facture, et il est l'œuvre d'un maître-maçon habile. Par ses qualités esthétiques, il s'élève au-dessus de la plupart des clochers villageois du pays de France, qui sont postérieurs à la guerre de Cent Ans et qui ne font pas preuve de recherche stylistique. Chaque face du clocher est ajourée de deux baies gémelées en arc brisé, qui s'ouvrent entre deux colonnettes et sous une archivolte torique, doublée par une archivolte extérieure qui se partage la colonne centrale avec son homologue de la baie voisine. Un cordon de têtes de clou complète le décor et retombe sur la tablette moulurée qui sert en même temps de tailloir aux chapiteaux. Les motifs des chapiteaux sont les mêmes que dans le chœur. La corniche est formée par un rang de dents de scie qui repose sur quelques corbeaux épars. Il est à souligner que la corniche est même présente sous les pignons, ce qui est exceptionnel avant la Renaissance. Les pignons sont percées de deux petites baies en plein cintre gémelées, décorées seulement d'impostes dans l'intrados, et d'un oculus rond tout en haut. Dans son ensemble, le clocher de Fosses se rapproche le plus du clocher d'Auvers-sur-Oise, d'une vingtaine d'années plus ancien, et semble aussi issu de la longue lignée de clochers gothiques du nord de l'Île-de-France historique que Bernard Duhamel ramène à l'église Saint-Quentin de Nucourt. Dans les environs, l'étage supérieur de la tour Saint-Rieul de Louvres appartient au même type.

## Mobilier

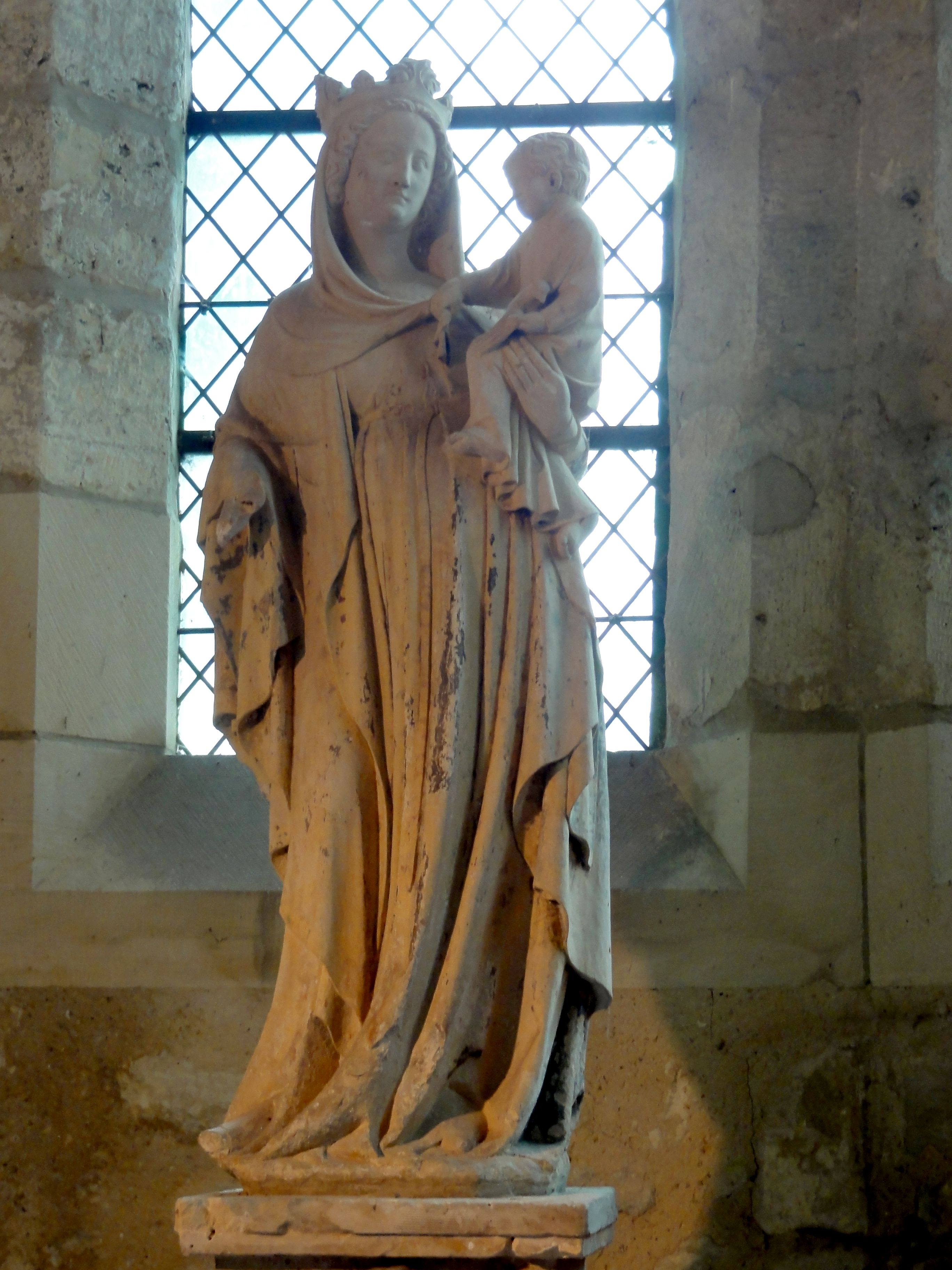
Vierge à l'Enfant XIVe siècle.

L'église ne renferme que deux éléments de mobilier classés monument historique au titre objet. Il s'agit d'une cloche en bronze de 1752 et d'une Vierge à l'Enfant du XIVe siècle, haute de 140 cm. Son léger déhanchement est caractéristique du XIVe siècle, et elle a été sculptée avec grâce et finesse. L'on note le regard complice échangé entre mère et enfant, qui joue avec un ruban de la robe de sa mère d'un geste enfantin, et tient une colombe par son bras gauche. Cette statue occupe la place qui lui était sans doute dédiée dès le début, devant le chevet de la chapelle de la Vierge.
La cloche n'est pas visible, ce qui n'a pas empêché le baron Ferdinand de Guilhermy d'en relever l'inscription :

« + LAN 1752 IAY ETE FONDUE PAR LES SOINS DE ME DE LA FOSSE CHANOINE REGULIER PRIEUR CURE DE CETTE EGLISE BENITE PAR LE RME PERE BLAISE DUCHESNE ABBE DE STE GENEVIEVE DE PARIS ET NOMMEE IEANNE ETIENNETTE PAR ME FRANCOIS HENRY PETIT DE LA VILLONIERE CONSEILLER DU ROI EN SA COUR DE PARLEMENT SEIGNEUR DE FOSSES & PAR DAME IEANNE BRUTEL SON EPOUSE JEAN BAPTISTE MONGE MARGUILLIER PAUL SANDRIN SYNDIC »

Le baron n'a déjà plus trouvé d'autre inscription au troisième quart du XIXe siècle.
Du contenu de l'armoire reliquaire qui s'est en grande partie perdu, l'archidiacre Ameline donne une description datée du 11 juillet 1673 :

« L'armoire reliquaire était fermée par une double porte : Une grille de fer dont le curé détenait la clef et une forte porte en bois contrôlée par le marguillier. À l'intérieur se trouvaient : Un bras en bois doré, contenant un os du bras de St Etienne, enveloppé d'une toile de satin rouge avec une inscription "très antique" mais sans titre. Un autre petit reliquaire séparé en 4 et qui contenait des reliques de Ste Marguerite et encore plusieurs reliques très anciennes sans titre ni inscription. Deux chefs en bois doré dans l'un desquels est la tête tout entière de St Vit de laquelle on a pris quelques fragments. Dans l'autre chef se trouve la tête de St Modeste, séparée et rompue en deux. La tête de St Modeste avait été coupée en 2 car il était coutume pour la St Guy, le 15 juin, de tremper les reliques dans l'eau et de faire boire cette eau aux malades. Ceux-ci, au dire du curé, éprouvaient un grand soulagement. En cette occasion les reliques étaient portées en procession dans le village. Au-dessus du reliquaire se trouve un écusson en forme de besace aux armes du Royaume de France. »